# Afrodita

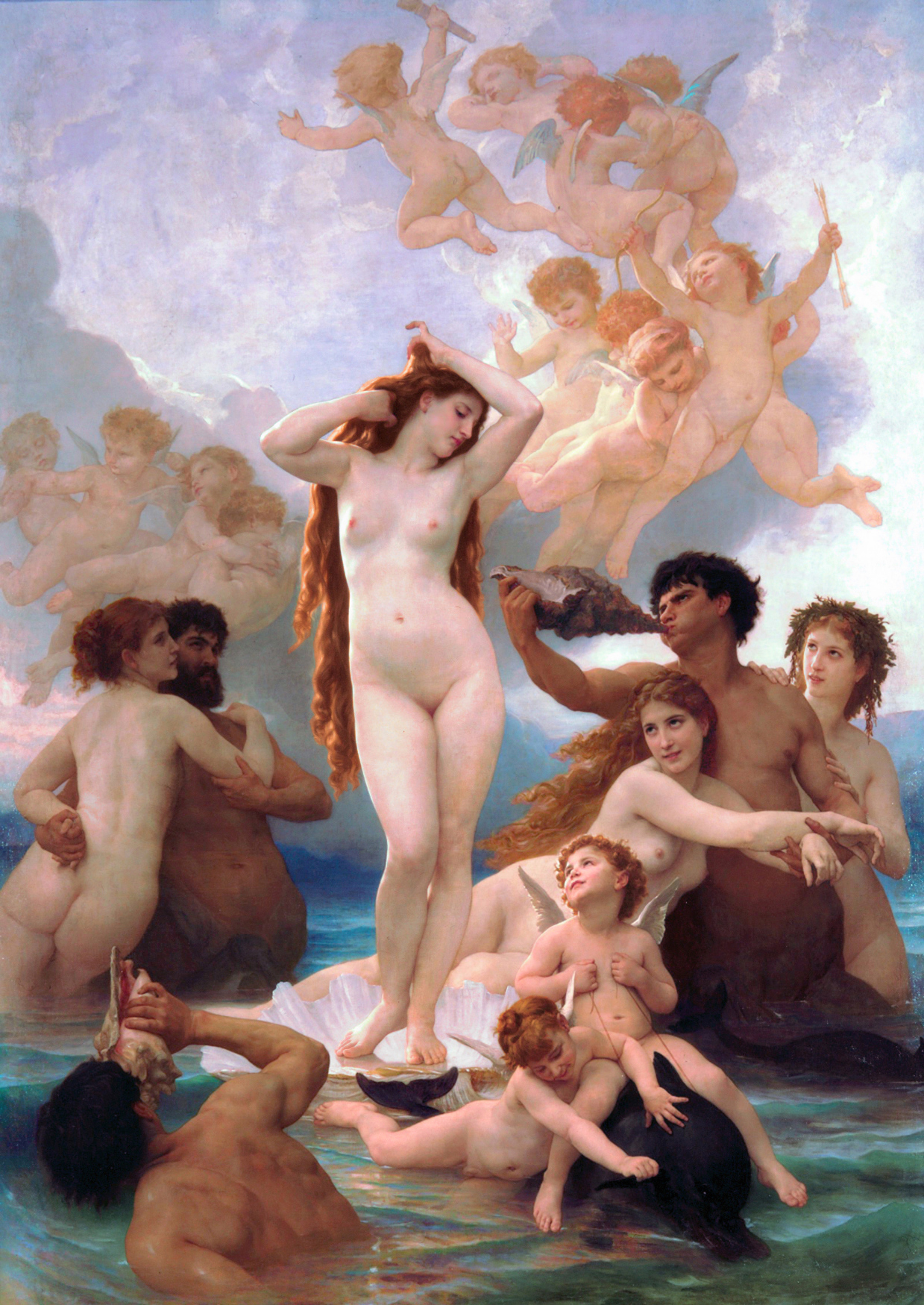
Afrodita surge de la espuma del mar, coronada con exuberantes trenzas
(El nacimiento de Venus, William-Adolphe Bouguereau, 1879).

Afrodita (en griego antiguo, Ἀφροδίτη; en griego moderno, Αφροδίτη; en latín, Aphrodite) es, en la mitología griega, la diosa de la belleza, la sensualidad y el amor. Su equivalente romano es Venus. Según Hesíodo Afrodita había nacido de la espuma de mar formada a partir de los genitales cercenados de Urano. Homero refiere que Afrodita nació de la unión entre Zeus y Dione. Afrodita ocupaba un lugar en el panteón entre los doce dioses olímpicos. De su nombre se desprenden acepciones, como las palabras «afrodisíaco» o «hermafrodita», y de su nombre en romano antiguo (Venus, Veneris) provienen, por ejemplo, «venerar», «venera» y «venérea» (referido a lo sexual).
Las características de Afrodita como diosa erótica ya eran celebradas desde la poesía arcaica:

«Y estas atribuciones posee [Afrodita] desde el comienzo y ha recibido como lote entre los hombres y dioses inmortales: las intimidades con doncellas, las sonrisas, los engaños, el dulce placer, el amor y la dulzura».

Aunque a menudo se alude a ella en la cultura moderna como «la diosa del amor», es importante señalar que antiguamente no se refería al amor en el sentido romántico sino erótico o sexual. Gracias a Afrodita toda especie viviente es concebida.

«Cuéntame, musa, las acciones de la muy áurea Afrodita, de Cipris («de Chipre») que despierta en los dioses el dulce deseo y domeña las estirpes de las gentes mortales, a las aves que revolotean en el cielo y a las criaturas todas, tanto a las muchas que la tierra firme nutre, como a cuantas nutre el ponto. A todos afectan las acciones de Citerea («de Citera»), la bien coronada».

## Orígenes
Afrodita tiene numerosas equivalentes: Inanna en la mitología sumeria, Astarté en la fenicia, Turan en la etrusca y Venus en la romana. Tiene paralelismos con diosas indoeuropeas de la aurora, tales como Ushás o Aurora. Según Pausanias, los primeros que establecieron su culto fueron los asirios y después de ellos pafosianos de Chipre y los fenicios que vivían en Ascalón (Palestina), quienes enseñaron su culto a los habitantes de Citera.
El nombre Ἀφροδίτη era relacionado por etimología popular con ἀφρός aphrós, ‘espuma’, interpretándose como ‘surgida de la espuma’ y personificándola en un mito etiológico que ya era conocido para Hesíodo. Tiene reflejos en el mesapio y el etrusco (de ahí «abril»), que probablemente fueron tomados prestados del griego. Aunque Heródoto estaba al tanto de los orígenes fenicios de Afrodita, los intentos lingüísticos por derivar el nombre «Afrodita» del semítico Aštoret, mediante transmisión hitita sin documentar, siguen sin ser concluyentes. Una sugerencia de Hammarström, rechazada por Hjalmar Frisk, relaciona el nombre con «πρύτανις», un préstamo griego de un cognado del etrusco (e)pruni, ‘señor’ o similar. Mallory y Adams ofrecen una etimología del indoeuropeo abhor, ‘muy’ + dhei, ‘brillar’. Si procede del semítico, un étimo plausible sería el del barīrĩtu asirio, un demonio femenino hallado en textos babilónicos medios y tardíos. El nombre puede significar «la que [viene] al anochecer», una manifestación del planeta Venus como estrella vespertina, un atributo bien conocido de la diosa mesopotámica Inanna/Ishtar.

## Culto

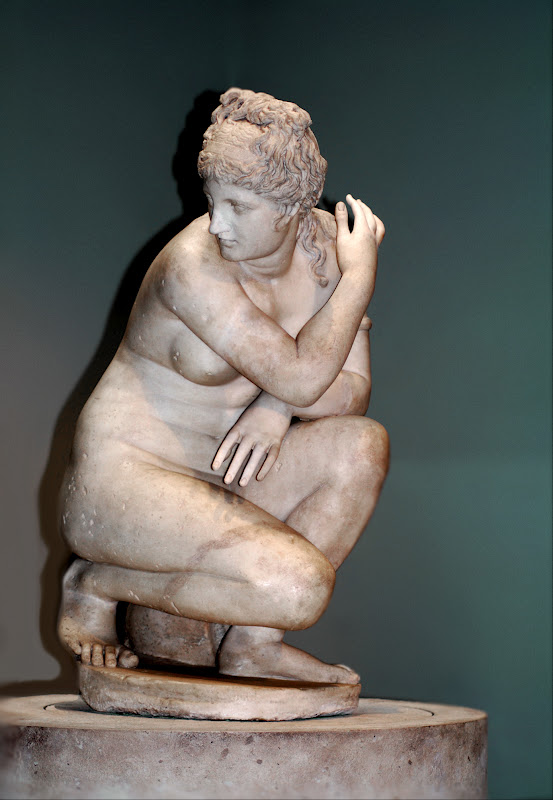
Afrodita agachada. Museo Británico.

El epíteto Afrodita Acidalia fue ocasionalmente añadido a su nombre, por la fuente que usaba para bañarse, situada en Beocia. También era llamada Cipris o Cipria (Kypris) y Citerea (Cytherea) por sus presuntos lugares de nacimiento en Chipre y Citera, respectivamente. La isla de Citera era un importante centro de su culto. Estaba asociada con Hesperia y era frecuentemente acompañada por las Cárites, las diosas de las festividades.
Afrodita tenía sus propios festivales, las Afrodisias, que se celebraban por toda Grecia, pero particularmente en Atenas y en Corinto. En el templo de Afrodita ubicado en la cima del Acrocorinto (antes de la destrucción romana de la ciudad en 146 a. C.) las relaciones sexuales con sus sacerdotisas eran consideradas un método de adoración a la diosa. Este templo no fue reconstruido cuando la ciudad se refundó bajo dominio romano en 44 a. C., pero es probable que los rituales de fertilidad perdurasen en la ciudad, cerca del ágora.
Afrodita estaba asociada con el mar, y con frecuencia era representada con él y con los delfines, las palomas, los cisnes, las almejas, las veneras, las perlas, y árboles como el granado, el manzano, el mirto y las rosas.

### Culto en la actualidad
Afrodita es una de las deidades adoradas en el actual culto dodecateista. Las ofrendas comunes que se le ofrecen a la diosa son granadas, manzanas y limas. Uno de los rituales modernos más sencillos y que forman parte de una tradición popular, consiste en nadar en torno a la roca Petra Toy Romiou en Chipre entre Limasol y Pafos, lugar donde Afrodita nació. Este ritual le aseguraría a la persona que lo realiza una eterna belleza o al menos ser afortunado en el amor.

### Prostitución ritual
Un aspecto universal del culto de Afrodita y sus predecesoras que muchos mitógrafos de los siglos XIX y XX han omitido es la práctica de la prostitución religiosa en sus santuarios y templos. El eufemismo griego para estas prostitutas es hieródula, ‘sierva sagrada’. Esta costumbre fue una práctica inherente a los rituales dedicados a las antecesoras de Oriente Medio de Afrodita, la sumeria Inanna y la acadia Ishtar, cuyas meretrices de los templos eran ‘mujeres de Ishtar’, ishtarium. Esta práctica ha sido documentada en Babilonia, Siria y Palestina, en ciudades fenicias y en la colonia tiria de Cartago, y para la Afrodita helénica en Chipre, el centro de su culto, Citera, Corinto y Sicilia. Afrodita es en todas partes la patrona de las heteras y cortesanas. En Jonia, en la costa de Asia Menor, las hieródulas servían en el templo de Artemisa.

### Periodo romano tardío
Durante el periodo romano (a partir del siglo II d. C.), el culto de Afrodita se extendió sobre todo en Oriente (Siria y Egipto), apareciendo allí como una forma helenizada de Isis, Hathor o Astarté. En las listas que aparecen en los contratos matrimoniales, a partir del siglo I, se registran a veces estatuillas de bronce o, más raramente de plata, que no se incluían en la dote y permanecían en propiedad de la mujer tras el matrimonio. En el lararium de las casas se encuentran a veces imágenes de la diosa siguiendo los modelos griegos, pero producidas por talleres locales y a los que se pueden añadir otros atributos, como es propio del sincretismo helenístico.

## Afrodita Urania y Afrodita Pandemos
A finales del siglo V a. C., los filósofos habrían separado a Afrodita en dos diosas diferentes, en cuanto a especialidad pero iguales en el culto: Afrodita Urania, nacida de la espuma del mar después de que Cronos castrase a Urano, Afrodita Pandemos, nacida de la unión de Zeus y Dione. Entre los neoplatónicos y finalmente sus intérpretes cristianos, Afrodita Urania estaba asociada con el amor romántico, mientras Afrodita Pandemos estaba asociada con el mero amor sexual.
La representación de Afrodita Urania, con un pie descansando sobre una tortuga, fue interpretada más tarde como emblemática de la discreción del amor conyugal; la imagen se atribuye a Fidias, en una escultura criselefantina hecha para Elis, de la que solo tenemos un comentario pasajero de Pausanias.
Según Platón hay dos diosas llamadas Afrodita, conviviendo en un mismo mundo: una es vieja y la otra es joven. La mayor es Afrodita Urania, es la hija de Urano; la menor es Afrodita Pandemos, es la hija de Zeus y Dione. El discurso de Pausanias distingue a esas dos manifestaciones de Afrodita, representadas por sus dos historias de nacimiento: Afrodita Urania (‘celestial’) y Afrodita Pandemos (‘terrenal’).

## Nacimiento y ascendencia

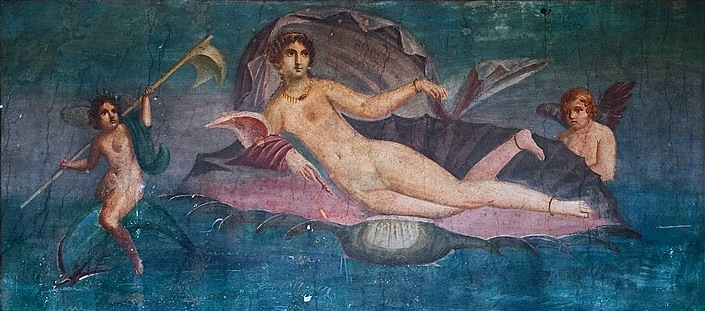
Pintura mural de Pompeya con la representación de Afrodita Anadiómena

Los diferentes poetas le conceden a Afrodita diferentes filiaciones: a) de Urano sin unión; b) de Zeus y Dione; c) de Urano y Hemera; d) de Urano y Talasa; e) de Crono y Evónime; f) de Éter y Océano g) de Siria y Chipre.
A Afrodita se le conoce como "la diosa nacida de las olas" o "nacida del semen de dios". Esta diosa, ‘surgida de la espuma’, nació del mar, cerca de Pafos (Chipre) después de que Crono cortase los genitales a Urano con una hoz y los arrojase tras él al mar. En su Teogonía, Hesíodo cuenta que los genitales «fueron luego llevados por el piélago durante mucho tiempo. A su alrededor surgía del miembro inmortal una blanca espuma y en medio de ella nació una doncella» ya adulta. Este mito de Venus (el nombre romano de Afrodita) nacida adulta, Venus Anadiómena (‘Venus saliendo del mar’), fue una de las representaciones icónicas de Afrodita, famosa por la admiradísima pintura de Apeles, hoy perdida, pero descrita por Plinio el Viejo en su Naturalis Historia.
Por esto, Afrodita es de una generación anterior a la de Zeus. Homero, no obstante, cuenta en el libro V de la Ilíada otra versión sobre su origen, según la cual sería hija de Zeus y Dione, quien era la diosa oracular original («Dione» significa simplemente ‘diosa’, forma femenina de Δíος, ‘diosa’, el genitivo de «Zeus») en Dodona. Según Homero, Afrodita, aventurándose en batalla para proteger a su hijo Eneas, es herida por Diomedes y vuelve con su madre, postrándose de rodillas para ser reconfortada. «Dione» parece ser equivalente a Gea, la madre tierra, a quien Homero trasladó al Olimpo y alude a un hipotético panteón protoindoeuropeo original, con dios jefe (Di-) representado por el cielo y el rayo y la diosa jefa (forma femenina de Di-) representada como la tierra o el suelo fértil. La propia Afrodita fue llamada a veces «Dione». Una vez que el culto a Zeus hubo usurpado el oráculo-robledo de Dodona, algunos poetas lo tuvieron por padre de Afrodita.
Los poetas latinos dicen que Afrodita nació de la unión entre el Cielo (Urano) y el Día (Hémera). Epiménides nos dice que «Crono de mente retorcida tomó en matrimonio a la joven Evónime; de él nació la áurea Afrodita de hermosos cabellos, y las Moiras inmortales y las Erinias de variopintos dones». Nono dice que Talasa había sido la madre de Afrodita con Urano, aludiendo al episodio hesiódico: el agua del mar quedaría así fertilizada.
El principal centro de adoración a Afrodita permaneció en Pafos, al suroeste de la costa de Chipre, donde la diosa del deseo había sido adorada desde mucho tiempo atrás como Ishtar y Astarté. Se dice que desembarcó tentativamente primero en Citera, un lugar de parada para el comercio y la cultura entre Creta y el Peloponeso. Así quizás tengamos pistas del camino del culto original a Afrodita desde el Levante hasta el continente griego.

## Vida adulta
Afrodita no tuvo infancia: en todas las imágenes y referencias nació adulta, núbil e infinitamente deseable. En muchos de los mitos menores tardíos en los que participa se la presenta vanidosa, caprichosa, malhumorada y susceptible. Aunque casada en el panteón griego, le es infiel a su marido, algo común en el Olimpo. Hefesto es una de las deidades helénicas más ecuánimes; en el relato recogido en la Odisea Afrodita parece preferir a Ares, el voluble dios de la guerra. Es uno de los pocos personajes que desempeñó un papel importante en la causa original de la propia guerra de Troya: no solo ofreció a Helena de Esparta a Paris, sino que el rapto se llevó a cabo cuando este, al ver a Helena por primera vez, se vio abrumado por el deseo de poseerla, lo que corresponde a la esfera de Afrodita.
Afrodita, como diosa del instinto sexual, tomó como amantes y engendró descendencia con casi todos los dioses varones del Olimpo, incluso a Zeus, a quien arrebataba el sentido. Zeus, como respuesta, la hizo enamorarse de un varón mortal, Anquises. Sólo hay tres diosas a quienes Afrodita no puede domeñar: Hestia, Atenea y Artemisa, diosas vírgenes.

### Matrimonio con Hefesto

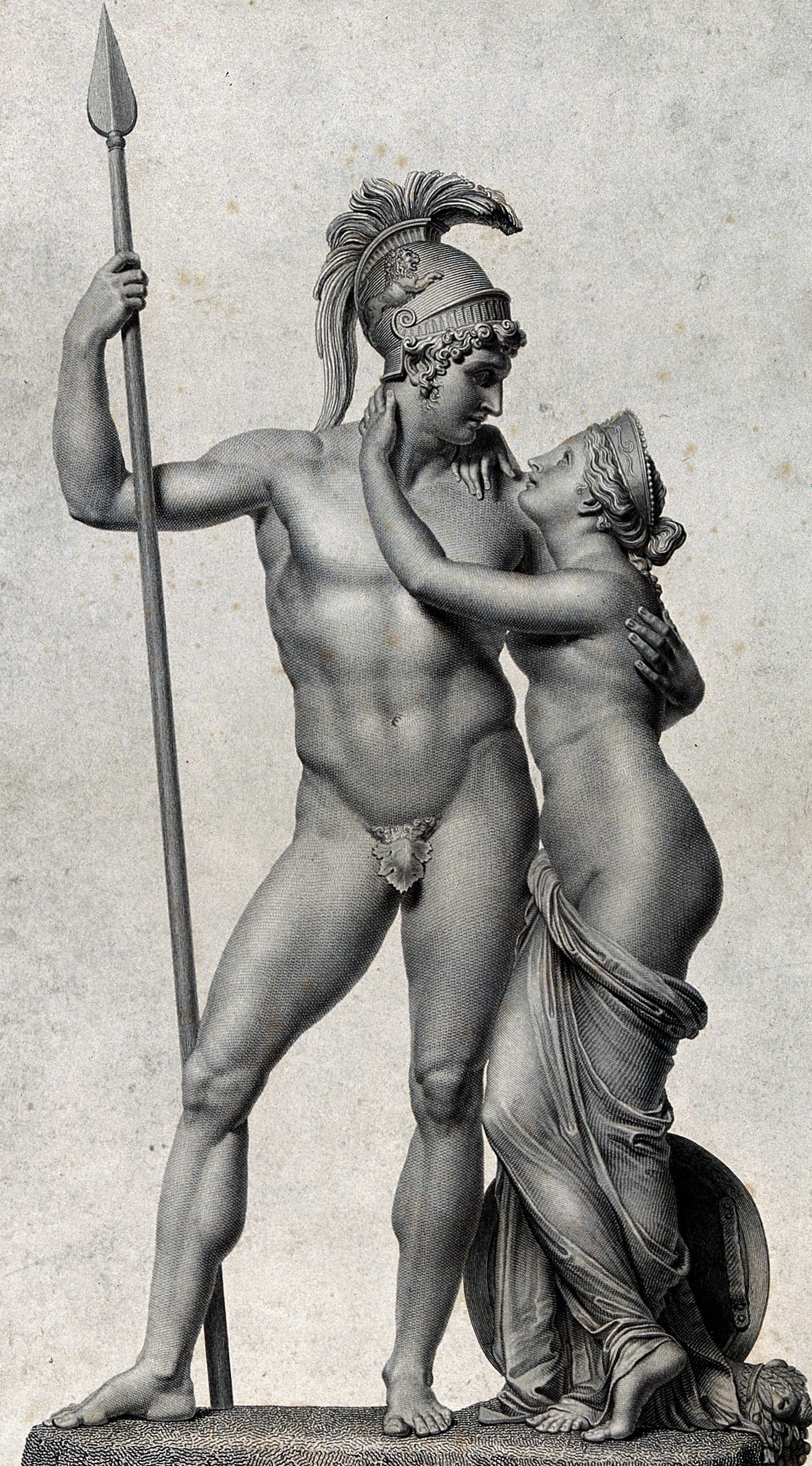
La obra Venus y Marte de Antonio Canova, representa el adulterio de la diosa del amor con el dios de la guerra, Marte

Aunque en algunas fuentes Afrodita está descrita como la esposa de Hefesto, se puede interpretar más bien como un matrimonio de conveniencia. En muchas otras fuentes Afrodita no aparece vinculada a ningún esposo y ejerce su amor libremente.
Debido a su inmensa belleza, Zeus temía que Afrodita fuera la causa de violencia entre los otros dioses. Por ello la casó con Hefesto, el severo, cojo («rengo») y malhumorado dios del fuego y la fragua. Otra versión de esta historia cuenta que Hera, la madre de Hefesto, lo arrojó del Olimpo al considerarlo feo y deforme. Este obtuvo su venganza atrapándola en un trono mágico y exigiendo a cambio de su liberación la mano de Afrodita. Hefesto estaba contentísimo de haberse casado con la diosa de la belleza y forjó para ella hermosa joyería, incluyendo el cesto, un cinturón que la hacía incluso más irresistible para los hombres.

### Romance con Ares y otros dioses
Ya desde la Teogonía se relata la pasión que sentía hacia Ares, que representa un impulso elemental como ella. La infelicidad de Afrodita con su matrimonio hizo que buscase la compañía de otros, especialmente con Ares, dios olímpico de la guerra. Hefesto fue informado por Helios del adulterio que su esposa mantenía con Ares. Planeó entonces atraparlos con una red de cadenas invisibles que había dispuesto sobre el lecho, capaz de inmovilizarlos. Ares sabía que Hefesto retornaría al hogar al salir el sol, así es que prevenidamente dispuso de su secuaz favorito, Alectrión, para que le avisara. Pero Alectrión se quedó dormido. Efectivamente, el sol salió, y las redes cayeron sobre Ares y Afrodita «en plena ocasión», y quedaron inmóviles. Hefesto enfurecido llamó a todos los demás dioses olímpicos para burlarse de ellos («las diosas se quedaron en casa, todas por vergüenza»); y contrariamente las burlas cayeron sobre Hefesto: algunos dioses adoraron la belleza de Afrodita, otros comentaron que con gusto tomarían el lugar de Ares. Hefesto no los liberó hasta que Poseidón le prometiera que Ares pagara desagravios, pero ambos escaparon tan pronto como levantó la red y no mantuvieron su promesa. Ares convirtió a Alectrión en gallo, para que siempre avisara la salida del sol.
Nerites un dios hijo de Nereo y Doris. En una de las versiones, incluso antes de su ascensión al mar al Olimpo, se enamoró de Nerites. Cuando llegó el momento de unirse a los dioses olímpicos, quería que Nerites fuera con ella, pero se negó y prefirió quedarse con su familia en el mar. Incluso el hecho de que Afrodita le prometiera un par de alas no lo hizo cambiar de opinión. La diosa sintiéndose despreciada lo transformó en un marisco y le dio las alas a su hijo Eros.
Hermafrodito era hijo de Afrodita y de Hermes, en honor de los cuales recibió el nombre, una mezcla de sus padres. Pero al sentirse culpable de adulterio, se separó de su hijo y lo dejó en el Monte lda (Frigia) al cuidado de las ninfas del monte, por quienes fue criado.
Con Dioniso tuvo a Príapo. Se dice que esta había cedido a los brazos de Dioniso, pero durante la expedición de este en la India le fue infiel y vivió con Adonis. A la vuelta de Dioniso, Afrodita volvió a su lado, pero pronto le abandonó de nuevo y marchó a Lámpsaco para dar a luz al hijo del dios. Hera decepcionada por la lascivia de Afrodita, la tocó y su poder mágico hizo que alumbrase un hijo extremadamente feo y con unos genitales inusualmente grandes.

### Ceñidor del deseo
Afrodita estaba en posesión de un ceñidor que contenía el poder irresistible del amor físico (en griego κεστός ἱμάς, kestós himás, «recamada correa», y también cingulum Veneri, cestus Veneris en latín): «el amor y el deseo con el que a todos los inmortales y a las mortales gentes tú doblegas». Llevaba la correa ceñida a su cintura y en ella estaban bordados y fabricados todos sus hechizos: «allí estaba el amor, allí el deseo, allí la amorosa plática y la seducción que roba el juicio incluso a los muy cuerdos». Incluso ese ceñidor le sirvió a Afrodita para desviar el rayo de Zeus que iba dirigido a matar a Anquises.

### Afrodita y Psique
Afrodita aparece como un personaje secundario en la historia de Eros y Psique, que aparecía al principio como una digresión narrada en la novela de Apuleyo, El asno de oro, escrita en el siglo II a. C. En ella Afrodita estaba celosa de la belleza de una mujer mortal llamada Psique: sus templos comenzaron a vaciarse, la población entera comenzó a adorar a esta nueva y bella mujer. Pidió a su hijo Eros (Cupido, en la mitología romana), que usara sus flechas doradas para hacer que Psique se enamorase del hombre más feo del mundo. Eros accedió pero terminó enamorándose él mismo de Psique, al pincharse con una flecha dorada por accidente.
Mientras tanto, los padres de Psique estaban preocupados porque su hija siguiera soltera. Consultaron un oráculo que les dijo que ella no estaba destinada a ningún amante mortal, sino a una criatura que vivía en la cima de cierta montaña, a quien incluso los dioses temían. Eros había preparado al oráculo para que dijera esto. Psique se resignó a su destino y subió a la cumbre de la montaña, pidiéndole a los ciudadanos que la seguían que la dejaran y le permitiesen afrontar sola su destino. Allí Céfiro, el viento del oeste, la bajó flotando suavemente hasta una cueva. Psique entró y se sorprendió de hallarla llena de joyas y adornos. Eros la visitaba cada noche en la cueva y hacían el amor apasionadamente. Le pidió solo que no encendiese jamás ninguna lámpara porque no quería que Psique supiera quién era (sus alas lo hacían inconfundible). Sus dos hermanas, celosas, la convencieron de que su marido era un monstruo y que debía clavarle una daga. Así que una noche encendió una lámpara, pero reconoció a Eros al instante y dejó caer su daga. Una gota de aceite caliente cayó sobre el hombro de Eros, lo despertó y huyó, diciendo: «¡El amor no puede vivir donde no hay confianza!»

Eros y Psyque. Eros, dios del deseo, hijo producto del romance entre Afrodita y Ares.

Cuando Psique contó a sus celosas hermanas mayores, estas se regocijaron secretamente y cada una de ellas fueron por separado a la cima de la montaña e hicieron como Psique les había dicho para entrar en la cueva, esperando que Eros las preferiría a ellas. Eros seguía con el corazón roto y no las aceptó, por lo que murieron al caer hasta la base de la montaña.
Psique buscó a su amante por buena parte de Grecia, tropezando finalmente con un templo a Deméter, donde el suelo estaba cubierto de montones de grano mezclado. Empezó a ordenar el grano en montones ordenados y, cuando hubo terminado, Deméter le habló, diciéndole que la mejor forma de encontrar a Eros era buscar a su madre, Afrodita, y ganarse su bendición. Psique encontró un templo a Afrodita y entró en él. Afrodita le asignó una tarea similar a la del templo de Deméter, pero le dio un plazo imposible de cumplir. Eros intervino, pues aún la amaba, e hizo que unas hormigas ordenaran el grano por ella. Afrodita se enfureció por este éxito de Psique y le dijo que fuese a un campo donde pastaban unas ovejas doradas y consiguiese lana de oro. Psique fue al campo y vio las ovejas, pero fue detenida por el dios del río que tenía que cruzar para llegar al campo. Este le dijo que las ovejas eran malas y crueles y podían matarla, pero que si esperaba hasta mediodía, las ovejas irían a buscar la sombra en el otro lado del campo y se dormirían, y que entonces podría recoger la lana que quedaba enganchada en las ramas y la corteza de los árboles. Psique así lo hizo y Afrodita se enfureció todavía más al ver que había sobrevivido y superado su prueba.
Por último, Afrodita afirmó que el estrés de cuidar a su hijo, deprimido y enfermo como resultado de la infidelidad de Psique, había provocado que perdiese parte de su belleza. Psique tenía que ir al Hades y pedir a Perséfone, la reina del inframundo, un poco de su belleza que Psique guardaría en una caja negra que Afrodita le dio. Psique fue a una torre, decidiendo que el camino más corto al inframundo sería la muerte. Una voz la detuvo en el último momento y le indicó una ruta que le permitiría entrar y regresar aún con vida, además de decirle cómo superar al perro Cerbero, Caronte y los otros peligros de la ruta. Psique apaciguó a Cerbero con un pastel de cebada y pagó a Caronte un óbolo para que la llevase al Hades. En el camino vio manos que salían del agua. Una voz le dijo que les tirase un pastel de cebada, pero ella rehusó. Una vez allí, Perséfone dijo que estaría encantada de hacerle el favor a Afrodita. Después pagó a Caronte y le dio el otro pastel a Cerbero para volver.
Psique abandonó el inframundo y decidió abrir la caja y tomar un poco de la belleza para sí misma, pensando que si hacía esto Eros la amaría con toda seguridad. Dentro estaba un «sueño estigio» que la sorprendió. Eros, que la había perdonado, voló hasta su cuerpo y limpió el sueño de sus ojos, suplicando entonces a Zeus y Afrodita su permiso para casarse con Psique. Estos accedieron y Zeus hizo inmortal a Psique. Afrodita bailó en la boda de Eros y Psique, y la hija que estos tuvieron se llamó Hedoné (placer) o Voluptas (voluptuosidad) en la mitología romana.

### Adonis y otros amantes mortales

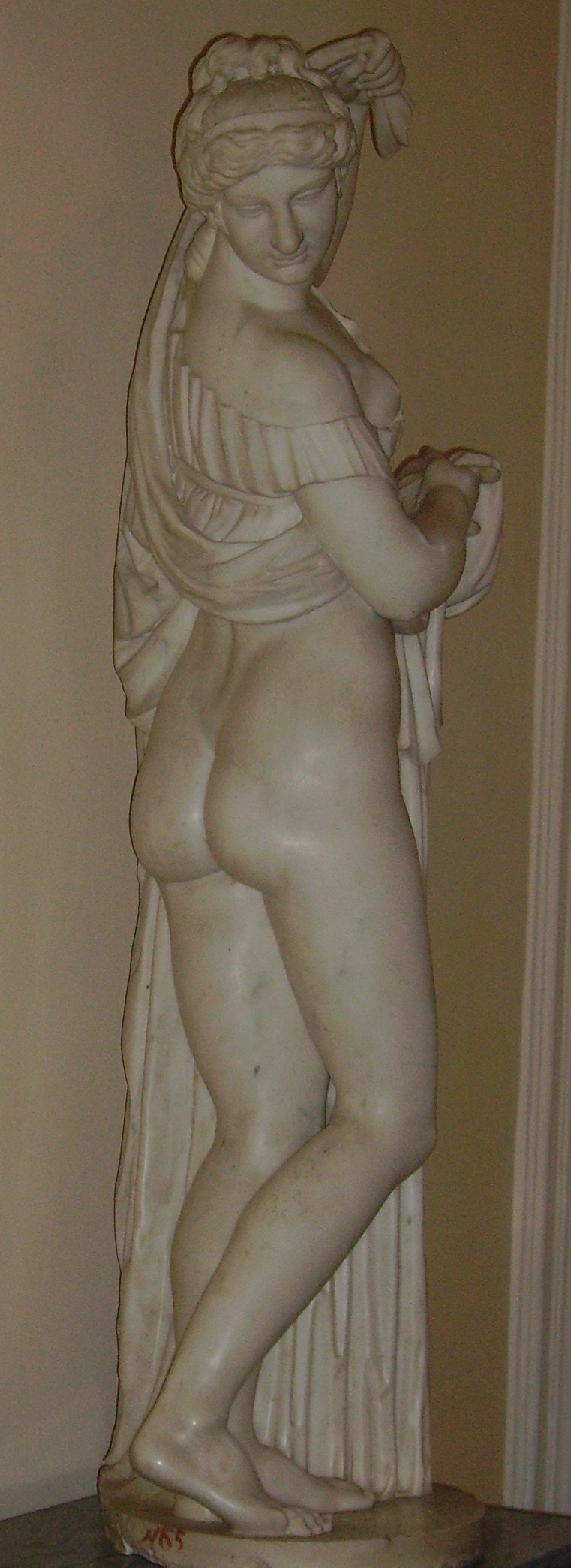
Afrodita Calipigia (Museo del Hermitage).

Afrodita era amante de Adonis y tomó parte en su nacimiento. Cíniras, el rey de Chipre, tenía una bellísima hija llamada Mirra. Cuando la madre de esta cometió hibris contra Afrodita al afirmar que su hija era más bella que la afamada diosa, Mirra fue castigada con una incesante lujuria hacia su propio padre. Cíniras rechazó esto, pero Mirra se disfrazó de prostituta y durmió secretamente con su padre. Finalmente, Mirra quedó embarazada y fue descubierta por Cíniras. Enfurecido, persiguió a su hija con un cuchillo. Mirra huyó de él, pidiendo misericordia a los dioses. Estos oyeron su plegaria y la transformaron en un árbol de mirra para que su padre no pudiese matarla. Finalmente, Cíniras se suicidó en un intento por restablecer el honor de familia.
Mirra dio a luz a un bebé llamado Adonis. Afrodita pasaba junto al árbol de Mirra cuando vio al bebé y se apiadó de él. Puso a Adonis en una caja y lo llevó al Hades para que Perséfone cuidase de él. Adonis creció hasta ser un joven increíblemente hermoso, y Afrodita volvió finalmente por él. Sin embargo, Perséfone detestaba darlo por perdido y quería que Adonis permaneciera con ella en el inframundo. Las dos diosas se involucraron en tal disputa que obligó a Zeus a interceder. Este decretó que Adonis pasase un tercio del año con Afrodita, otro tercio con Perséfone y otro con quien desease. Adonis, por supuesto, elige a Afrodita.
Adonis empieza su año en la tierra con Afrodita. Una de sus mayores pasiones es la caza, y aunque Afrodita no es naturalmente una cazadora, participa para poder estar con Adonis. Pasan cada hora que están despiertos juntos, y Afrodita queda extasiada con él. Sin embargo, su ansiedad empieza a crecer por sus deberes abandonados, y se ve obligada a dejarlo por un corto tiempo. Antes de marcharse, le da un consejo a Adonis: no atacar a un animal que no demuestre miedo. Adonis acepta el consejo, pero secretamente duda de las habilidades de Afrodita como cazadora, olvidando rápidamente el consejo.
No mucho después de que Afrodita se marche Adonis se encuentra con un enorme jabalí, mucho mayor que todos los que había visto. Se sugiere que el jabalí es el dios Ares, uno de los amantes de Afrodita celoso de su continua adoración a Adonis. Aunque los jabalíes son peligrosos y cargan contra el cazador cuando se les provoca, Adonis hace caso omiso del aviso de Afrodita y persigue a la criatura gigante. Sin embargo, pronto es Adonis el perseguido, no siendo rival para el jabalí. En el ataque, Adonis es castrado por el jabalí y muere desangrado. Afrodita vuelve apresuradamente a su lado, pero llega demasiado tarde para salvarlo y solo puede llorar sobre su cuerpo. Donde cae la sangre de Adonis Afrodita hace que crezcan anémonas en recuerdo suyo. Jura que en el aniversario de su muerte, cada año se celebrará una fiesta en su honor.
Al morir, Adonis vuelve al inframundo y Perséfone se complace al verlo de nuevo. Finalmente, Afrodita advierte que él está allí, y corre a recuperarle. De nuevo, Perséfone y ella riñen sobre quién puede quedarse a Adonis hasta que Zeus interviene. Esta vez dice que Adonis debe permanecer seis meses con Afrodita y seis con Perséfone, como debió haber sido la primera vez.
Anquises era un hijo de Capis con Temiste. Dependiendo de las versiones era un pobre pastor o un príncipe. Fue amado por Afrodita, quien, bajo forma humana, se le unió en el Monte lda mientras apacentaba unos rebaños, unión de la que nació, el héroe troyano Eneas.
Faetón hijo de Hemera y que Afrodita raptó de niño para convertirlo en un demon, guardián nocturno de sus sagrados santuarios. Fue padre con Afrodita de Antínoo.
Butes era un ático hijo de Teleonte y Zeuxipe, hija está del dios-río Erídano, Butes se unió a los argonautas. Se decía que, al pasar los argonautas junto a las sirenas, Orfeo comenzó a tocar una canción para contrarrestar la influencia de su canto, pero solo Butes saltó al mar. Sin embargo, Afrodita lo salvó y llevó a Lilibea (Sicilia), donde fue por ella padre de Érix y Pocalión.

### El juicio de Paris

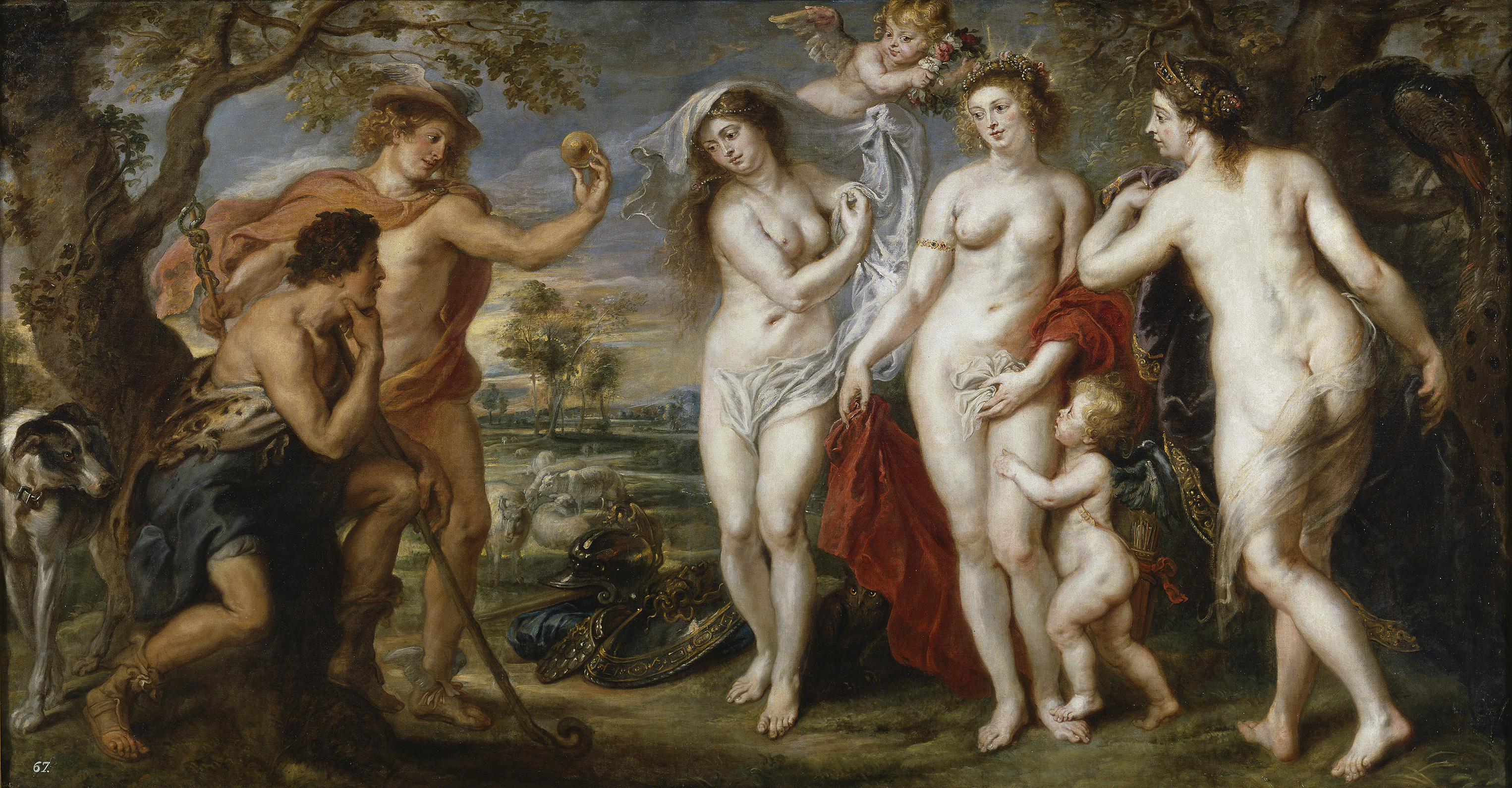
El juicio de Paris, Peter Paul Rubens, c. 1638-1639 (Museo del Prado, Madrid).

Tanto los dioses y diosas como diversos mortales fueron invitados a la boda de Peleo y Tetis (que luego serían padres de Aquiles). Solo la diosa Eris (Discordia) no fue invitada, pero apareció con una manzana dorada con la palabra kallistēi (‘para la más hermosa’) inscrita, que arrojó entre las diosas. Afrodita, Hera y Atenea reclamaron ser la más bella y por tanto la justa propietaria de la manzana. Estuvieron de acuerdo en llevar el asunto ante Zeus, quien, al no querer el favor de ninguna diosa, dejó la elección en manos de Paris de Troya. Hera intentó sobornarlo con un reino (Asia Menor), mientras Atenea le ofreció sabiduría, fama y gloria en la batalla, pero Afrodita le susurró que si declaraba que era la más bella le daría la mujer mortal más hermosa del mundo como esposa, por lo que Paris eligió a Afrodita. Esta mujer era Helena. Las otras diosas se enfurecieron y a través del rapto de Helena por Paris provocaron la guerra de Troya.

### Pigmalión y Galatea
Pigmalión era un escultor que no había hallado mujer alguna digna de su amor. Afrodita se apiadó de él y decidió enseñarle las maravillas del amor. Un día, Pigmalión fue inspirado por un sueño de Afrodita para fabricar una mujer de marfil semejante a ella, a la que llamó Galatea. Pigmalión se enamoró de la estatua y decidió que no podría vivir sin ella. Rezó a Afrodita, quien llevó a cabo la última parte de su plan infundiendo vida a la exquisita escultura. Pigmalión amó a Galatea y pronto estuvieron casados.
Otra versión de este mito cuenta que las mujeres de la ciudad en la que Pigmalión vivía se enfadaron de que no se hubiera casado, y pidieron a Afrodita que lo obligase. Afrodita aceptó y fue esa misma noche a ver a Pigmalión, pidiéndole que eligiese una mujer con la que casarse y advirtiéndole de que si no, lo haría ella en su lugar. No queriendo casarse, Pigmalión le suplicó más tiempo, pidiéndole que le permitiese hacer una escultura de Afrodita antes de que tuviese que elegir novia. Halagada, aceptó.
Pigmalión empleó mucho tiempo haciendo pequeñas esculturas de arcilla de la diosa, afirmando que era necesario para poder elegir la pose adecuada. Cuando comenzó a hacer la escultura real, quedó sorprendido al descubrir que quería terminarla, incluso sabiendo que tendría que casarse con alguien al hacerlo. La razón de esto era que se había enamorado de la escultura. Cuanto más trabajaba en ella, más la cambiaba, hasta que no se pareció a Afrodita en nada.
En el mismo momento en que Pigmalión se separó de la escultura terminada, Afrodita apareció y le dijo que eligiera a su novia. Pigmalión eligió la estatua, a lo que Afrodita respondió que no podía ser, pidiéndole que eligiese otra. Pigmalión abrazó la estatua, y pidió a Afrodita que lo transformase en estatua para así poder estar con ella. Afrodita se apiadó de él y en vez de esto infundió vida a la estatua.

### Otras historias

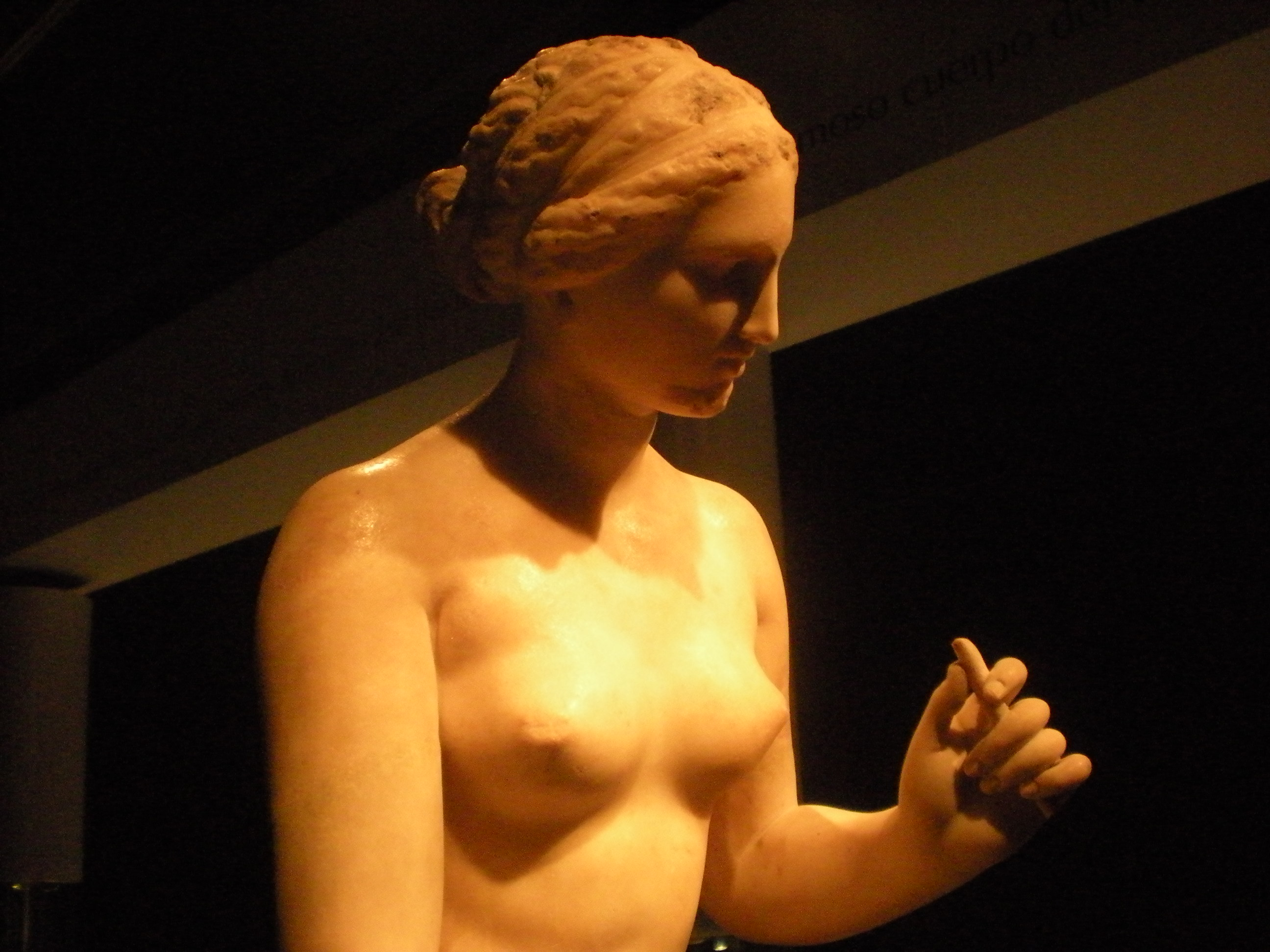
Afrodita de Cnido

- En una versión de la historia de Hipólito, Afrodita era el catalizador de su muerte. Hipólito desdeñó su culto por el de Artemisa y, en venganza, Afrodita provocó que su madrastra, Fedra, se enamorase de él, sabiendo que Hipólito la rechazaría. En la versión más popular de la historia, el Hipólito de Eurípides, Fedra buscaba venganza contra Hipólito suicidándose y dejando una nota en la que contaba a Teseo, su marido y padre de Hipólito, que este la había violado. Hipólito había jurado no mencionar el amor de Fedra por él y rehusó noblemente defenderse a pesar de las consecuencias. Teseo maldijo entonces a su hijo, maldición que Poseidón estaba obligado a cumplir y así Hipólito fue sorprendido por un toro que surgió del mar y asustó a sus caballos, haciendo volcar su carro. Curiosamente esta no es la muerte que Afrodita urde en la obra, pues en el prólogo afirma que espera que Hipólito sucumba a la lujuria con Fedra y Teseo les sorprenda juntos. Hipólito perdona a su padre antes de morir y Artemisa revela la verdad a Teseo antes de hacerle jurar que matará a uno de los amores de Afrodita (Adonis) en venganza.
- Algunas versiones del rapto de Perséfone por parte de Hades ponen a Afrodita y a su hijo Eros como los instigadores del suceso. Afrodita estaba molesta con la decisión de Demeter de alejar a su hija del Olimpo para evitar el acoso que sufría por parte de los dioses que la pretendían como esposa, y se mantuviese virgen al igual que Atenea y Artemisa. Al mismo tiempo, Afrodita también quería extender su influencia al Inframundo, por lo que envió a su hijo Eros a que flechase a Hades cuando inspeccionaba los campos de Nisa en la superficie, tras lo cual quedó perdidamente enamorado de Perséfone al verla.
- Glauco de Corinto, hijo de Sísifo, enfadó a Afrodita, quien hizo que sus caballos enfureciesen durante los juegos funerarios en honor al rey Pelias, y lo despedazasen. Su fantasma asustaba supuestamente a los caballos durante los Juegos Ístmicos.
- Afrodita era con frecuencia acompañada por las Cárites, que son las Tres Gracias; Aglaya (‘Belleza’), Eufrósine (‘Júbilo’) y Talia (‘Floreciente’).
- Afrodita fue una de las diosas de las que se mofó Momo, lo que provocó su expulsión del Olimpo.
- Afrodita figura como la bisabuela del dios Dioniso, aunque en otras versiones figuraba como su amante.
- En el libro III de la Ilíada de Homero, Afrodita salva a Paris cuando está a punto de ser asesinado por Menelao.
- Afrodita era muy protectora con su hijo, Eneas, quien luchó en la guerra de Troya. Diomedes estuvo a punto de matar a Eneas en batalla pero Afrodita lo salvó. Diomedes hirió a Afrodita y esta dejó caer a su hijo, volando al monte Olimpo. Entonces Eneas fue envuelto por una nube creada por Apolo, quien le llevó a Pérgamo, un lugar sagrado de Troya. Artemisa curó allí a Eneas.
- Convirtió a Anaxáreta en piedra por reaccionar tan desapasionadamente a las súplicas de Ifis para amarla, incluso tras el suicidio de este.
- Afrodita ayudó a Hipómenes en una carrera contra Atalanta para ganar la mano de esta, dándole tres manzanas con las que la distrajo. Sin embargo, como la pareja no dio las gracias a Afrodita, esta los convirtió en leones.

## Amoríos, consortes y descendientes
| Consorte          | Amoríos y/o descendencia |
| ----------------- | --- |
| Adonis            | Al cabo de diez meses el árbol se resquebrajó y nació el llamado Adonis; por su belleza, Afrodita lo ocultó en un arca, siendo aún niño, y a escondidas de los dioses lo confió a Perséfone. Pero Adonis quiso pasar con Afrodita también su propia parte. Los hijos que tuvo con Adonis fueron un varón, Golgo, fundador de Golgi en Chipre, y una hija, Beroe, fundadora de Beroea en Tracia. En una de las muchas variantes a Príapo se lo imagina como un hijo de Adonis y Afrodita. |
| Anquises          | Citerea de bella corona parió a Eneas, en placentero contacto con el héroe Anquises en las cumbres azotadas por el viento del escabroso Ida. Anquises y Afrodita también fueron los padres de Liro, quien murió sin descendencia. |
| Ares              | A su vez, con Ares, perforador de escudos, Citerea concibió a Fobos y a Deimos, terribles, que ponen en confusión las compactas falanges de varones en la guerra sangrienta junto con Ares destructor de ciudades; y también a Harmonía, a quien el muy esforzado Cadmo hizo su esposa. Eros, hijo terrible de Afrodita engañosa, al que dio a luz para Ares traicionero. De Afrodita y de Ares se dice que también nació Anteros. |
| Butes             | Pasaron junto a las sirenas, y Orfeo, contrarrestándolas con su canto, pudo contener a los argonautas. Sólo Butes nadó hacia ellas, pero Afrodita lo arrebató y lo estableció en el cabo Lilibeo. Cuando Heracles se acercó a los parajes situados en los alrededores del Érice (Sicilia), le retó a luchar Érix o Érice, el hijo de Afrodita y de Butes. |
| Cíniras           | Una versión tardía dice que Afrodita, tras cometer adulterio con Ares, se unió a Cíniras. |
| Dioniso           | Príapo es un dios venerado donde pastan cabras y ovejas y hay enjambres de abejas. Pero los de Lámpsaco lo veneran más que a los demás dioses, y dicen que es hijo de Dioniso y Afrodita. Según el Anacreontea, las Cárites, sin especificarlas individualmente, nacieron de la pasión entre Afrodita y Dioniso. Para los órficos Hermes Psicopompo (acaso Yaco), que habita el inexorable sendero del Cocito, es hijo de Dioniso y de la doncella pafia, de Afrodita de ojos vivos. En otras versiones Himeneo nació de la unión entre Dioniso y Afrodita.                                             |
| Faetón o Faetonte | Además Eos (o Hémera), con Céfalo concibió un hijo ilustre, Faetonte, semejante a los dioses. A él, joven, en la tierna flor de una noble juventud, de ingenuos pensamientos, la risueña Afrodita le levantó llevándoselo por los aires y le colocó en sus sagrados templos, servidor secreto de su santuario, como un genio divino. Se dice que Faetonte engendró a Astínoo, de quienes descienden los reyes de Chipre. |
| Faón              | De Faón se enamoró Afrodita y lo escondió entre las lechugas o brotes de cebada. Otros dicen dice que era barquero de profesión. Afrodita se presentó para que la llevara en barca y este la recibió con agrado sin saber quién era. A cambio la diosa le entregó un bálsamo. Cuando Faón se lo aplicó se convirtió en el más hermoso de los hombres. |
| Hefesto           | Dijo, y alzándose presurosas marcharon a la gran mansión de Cipris, la que le construyera su marido el patizambo, cuando al principio se la llevó del lado de Zeus como esposa. Según una versión latina Cupido (Eros) habría nacido de la unión legítima entre Venus (Afrodita) y Vulcano (Hefesto). |
| Hermes            | Parecido al de Príapo, según cuentan algunos mitos, fue el nacimiento del llamado Hermafrodito, que nació de Hermes y Afrodita y recibió su nombre de la combinación del de sus dos progenitores. El segundo Cupido (Eros) nació de Mercurio y de la segunda Venus, refiriéndose a la Afrodita nacida de la espuma. |
| Nerites           | Eliano nos dice que Afrodita, antes de subir al Olimpo, gozaba del amor del hermoso Nerites. No obstante cuando Afrodita fue convocada por Zeus para morar en el Olimpo se dice que Nerites rechazó acompañar a la diosa. Afrodita, irritada por el desdén, se vengó de Nerites metamorfoseándolo en concha. |
| Poseidón          | Cantando himnos a la hija de Afrodita y Poseidón, a la marina Rode, esposa de Helio. Otros dicen que de la misma unión nació una tal Herófile o Herófilo. |
| Zeus              | Se dice que incluso una vez Zeus se sintió enamorado de su propia hija. Afrodita huyó para evitar una unión incestuosa y Zeus, recapacitando, cesó en su persecución, derramando su semilla en el suelo. Príapo fue concebido de Zeus y Afrodita; pero Hera, en un ataque de celos, puso sus manos con cierto engaño sobre el vientre de Afrodita y preparó un bebé informe, feo y demasiado carnoso para nacer. Su madre lo arrojó a una montaña; un pastor lo levantó. En una versión Eros (Cupido) es hijo de Júpiter y de su propia hija Venus, de modo que Zeus era a la vez su padre y su abuelo. |

### Hijos de Afrodita sin consorte nominado
En múltiples fuentes se refieren a Eros como el hijo de Afrodita, sin mencionar si nació siquiera de padre alguno. Esquilo y Safo dicen que Persuasión (Peithó) es hija natural de Afrodita. Hesiquio dice sucintamente que Meligunis o Meligúnide era el nombre de la isla de Lípara y también hacía referencia a una de las hijas de Afrodita. De nuevo Esquilo llama a Afrodita, sin especificar el consorte, madre del Deseo (Hímero), la Persuasión (Peito), Harmonía y a los Amores (Erotes); una atribución alegórica como diosa del amor. Otros dicen que Rode fue hija de Afrodita sin especificar la filiación paterna. Incluso una fuente tardía dice que la propia Helena era hija de Afrodita y que hijo de esta Helena fue Euforión. Derceto, llamada la diosa Siria, era hija de Afrodita, según las leyendas del catasterismo del Pez.

## Epítetos y títulos
Véase también "Epítetos de Afrodita en la Ilíada".

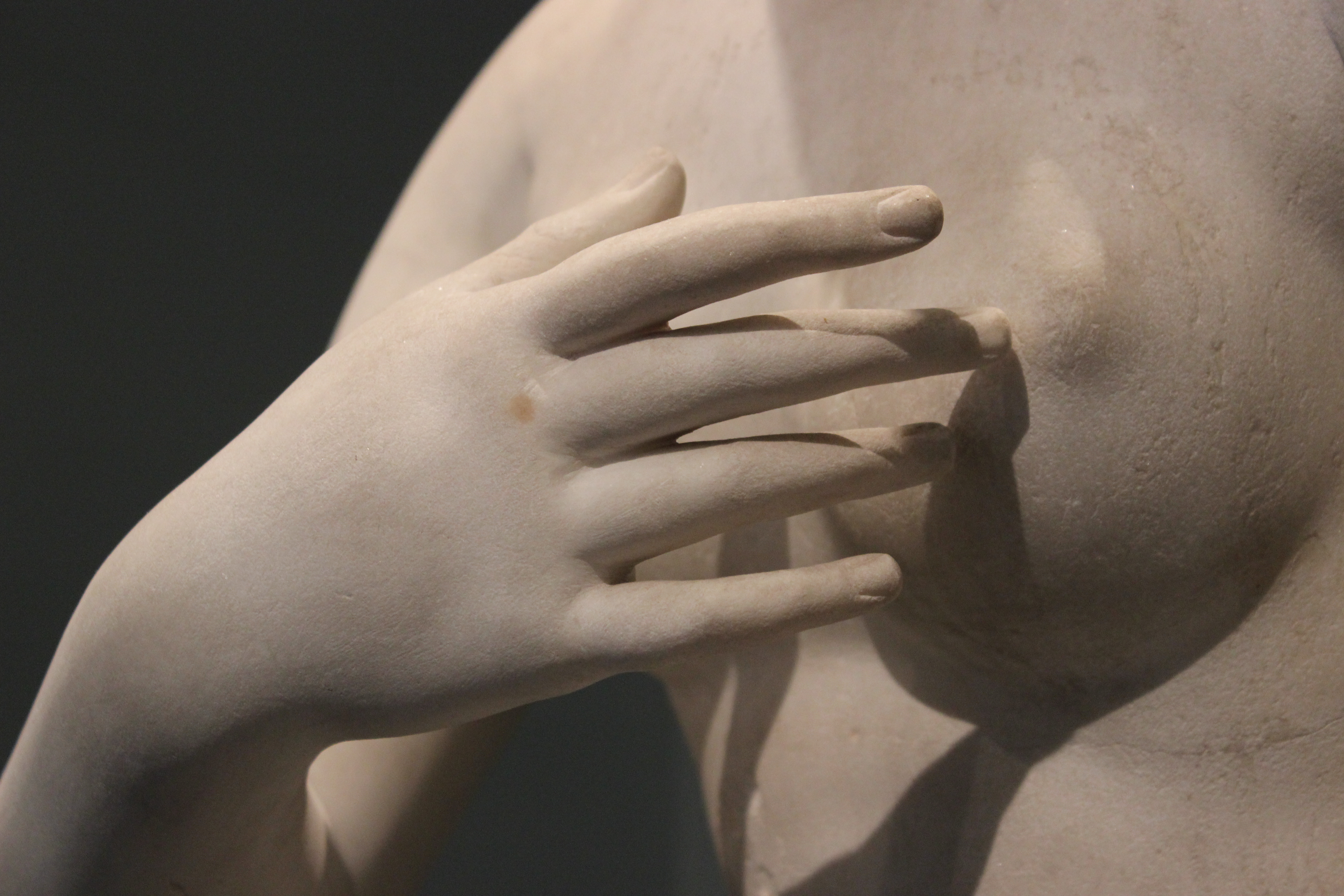
Afrodita de la Tróade (detalle).

- Acidalia, ‘de la fuente Acidalia’;

- Afrodita en kepois (Ἀφροδίτη ἐν Κήποις), ‘de los jardines’;
- Ambologera, ‘la que pospone la vejez’;
- Anadiómena (Ἀναδυομένη), ‘que sale del mar’, como en la pintura de Apeles;
- Androfono (Ἀνδροφόνος), ‘poderosa’;
- Anosia (Ἀνόσια), ‘profana’;
- Areia, (por su amante Ares), guerrera;
- Automata, como fuente del amor espontáneo.[73]
- Baiotis, la de orejas pequeñas, particularmente en Siracusa;[73]
- Basilis (Βασιλίς), ‘reina’;
- Caliglutos (Καλλίγλουτος), ‘de los hermosos glúteos’;
- Calipigia (Καλλίπυγος), ‘bella fogosa’;
- Cipria o Cipris' (Κύπρις), ‘de Chipre’;
- Citerea (Κυθήρεια), ‘de Citera’;
- Despoina (Δέσποινα), ‘la señora’;
- Enoplios (Ἐνόπλιος), ‘armada’;
- Epitimbidia, ‘sobre las tumbas’ (similar a Melaina y Melainis);
- Epitragidia, ‘detrás del macho cabrío’;
- Escotia (Σκοτία), ‘oscura’;
- Filopannyx, ‘Amante de la Noche entera’
- Genetilis, ‘de la maternidad’;
- Hetera (Ἑταίρα), ‘la cortesana’;
- Melaina (Μέλαινα), ‘negra’ (similar a Epitimbidia y Melainis);
- Melainis (Μελαινίς), ‘la joven negra’ (similar a Epitimbidia y Melaina);
- Morfo (Μορφώ), término que puede relacionarse con la "forma" (‘de varias formas’ o 'de bellas formas') o con el "sueño", con culto en Esparta;[73]
- Pandemos (Πάνδημος), ‘común a todos’, una forma adorada cerca del ágora de Atenas;
- Persefesa (Περσεφάεσσα), ‘reina del inframundo’; un rasgo de Perséfone
- Porni (Πόρνη), ‘la prostituta’, o “ meretriz “ diosa de la lujuria;[74]
- Praxis (Πράξις), ‘del acto sexual’;
- Sosandra, ‘salvadora de los hombres‘;
- Timboricos (Τυμβωρύχος), ‘percusionista’;
- Urania (Οὐράνια), ‘celestial’.

## Templos
- Templo de Pafos.
- Templo de Santorini o Thera.

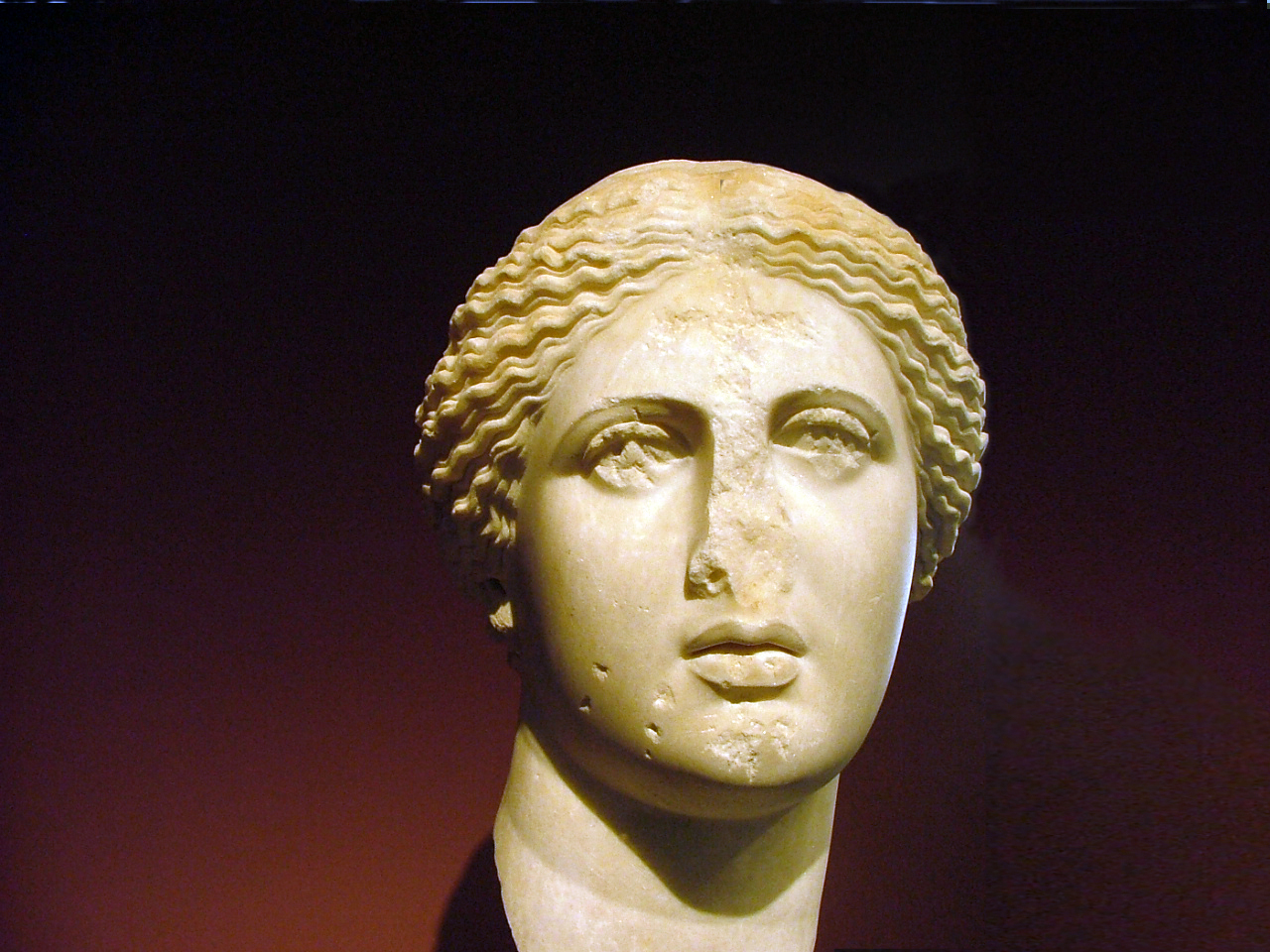
Busto de mármol de Afrodita encontrado en el Ágora de Atenas, cerca de la Torre de los Vientos. Probable réplica de una obra original de Praxíteles, realizada c. 370-360 a. C. (Museo Arqueológico Nacional de Atenas, n.º 1762).

- Templo de Cnido, para el que se hizo la Afrodita de Cnido de Praxíteles.
- Templo de Afrodita o Venus en la Villa Adriana de Tívoli, en forma tholos, que reproducía el de Cnido.
- Templo de Amatunte (Chipre).
- Templo de Rodas.
- Templo de Afrodisias.
- Templos de Afrodita en Corinto. Corinto era conocido como la ciudad de Afrodita. En esta ciudad la diosa disponía de al menos tres santuarios: El más importante, en la cima del Acrocorinto (que supuestamente le había sido ha regalado a la diosa por Helios), del siglo V a. C., era de pequeño tamaño (10×16 m) y sus materiales se terminaron usando para levantar una iglesia cristiana en el siglo V d. C. El llamado Templo F de la terraza oeste, de mármol, en estilo jónico, se levantó a mediados del siglo I. Contenía una escultura de Hermógenes de Citera. El tercero, en el Kraneion, estaba cerca del cementerio y de un bosque de cipreses, dedicado a Afrodita Melainis ("negra", una divinidad ctónica vinculada a esos entornos, que siguieron teniendo la misma función en época cristiana, cuando se convirtió en basílica).[75] Otros dos templos de Afrodita se levantaron en los puertos, Lequeo y Céncreas. Con su imagen se acuñaron más tipos de monedas que con las de ninguna otra divinidad, excepto Poseidón. Las fuentes cristianas recogen que a la llegada de San Pablo había en Corinto un millar de prostitutas sagradas de Afrodita.[76]
- Templos de Afrodita Pandemos (Atenas, Megalópolis y Tebas).
- Templo de Afrodita Urania (Atenas).
- Templo de Afrodita en kipois ("Afrodita de los jardines") en la Acrópolis de Atenas.
- Templo de Esparta. Pausanías registra que, en Esparta, Afrodita era venerada como Areia, que significa "belicosa". Pausanías también cuenta que, en Esparta y en Citera, había estatuas de culto extremadamente antiguas de Afrodita llevando armas, siendo el único caso conocido de este tipo de adoración de Afrodita en la Antigua Grecia.
- Templo de Afrodita Praxis Πραξις en Megara. La imagen de la diosa era de marfil, anterior a la época de Praxíteles. Se acompañaba de sendas estatuas de Peitho y Paregoros. El conjunto indica que esta advocación ha de interpretarse como "éxito en el amor".[73]
- Templo de Afrodita en Afaca (Fenicia), sobre el monte Líbano. Fue célebre en la Antigüedad por la prostitución sagrada que allí se practicaba. En el siglo IV, el emperador cristiano Constantino I ordenó que «todo él, con sus objetos de culto, fuera arrasado desde los cimientos».[77]

En distintas ciudades se levantaron altares y templos de Afrodita en honor de viudas y concubinas de los Epígonos.

El comediógrafo del siglo IV a. C. Filetero ironiza: "en todas partes hay templos de Afrodita la amante, y en ninguno altares de Afrodita, la diosa casada." Aunque lo primero es una exageración y lo segundo algo incierto, sí que refleja el estado del culto a Afrodita en su época.

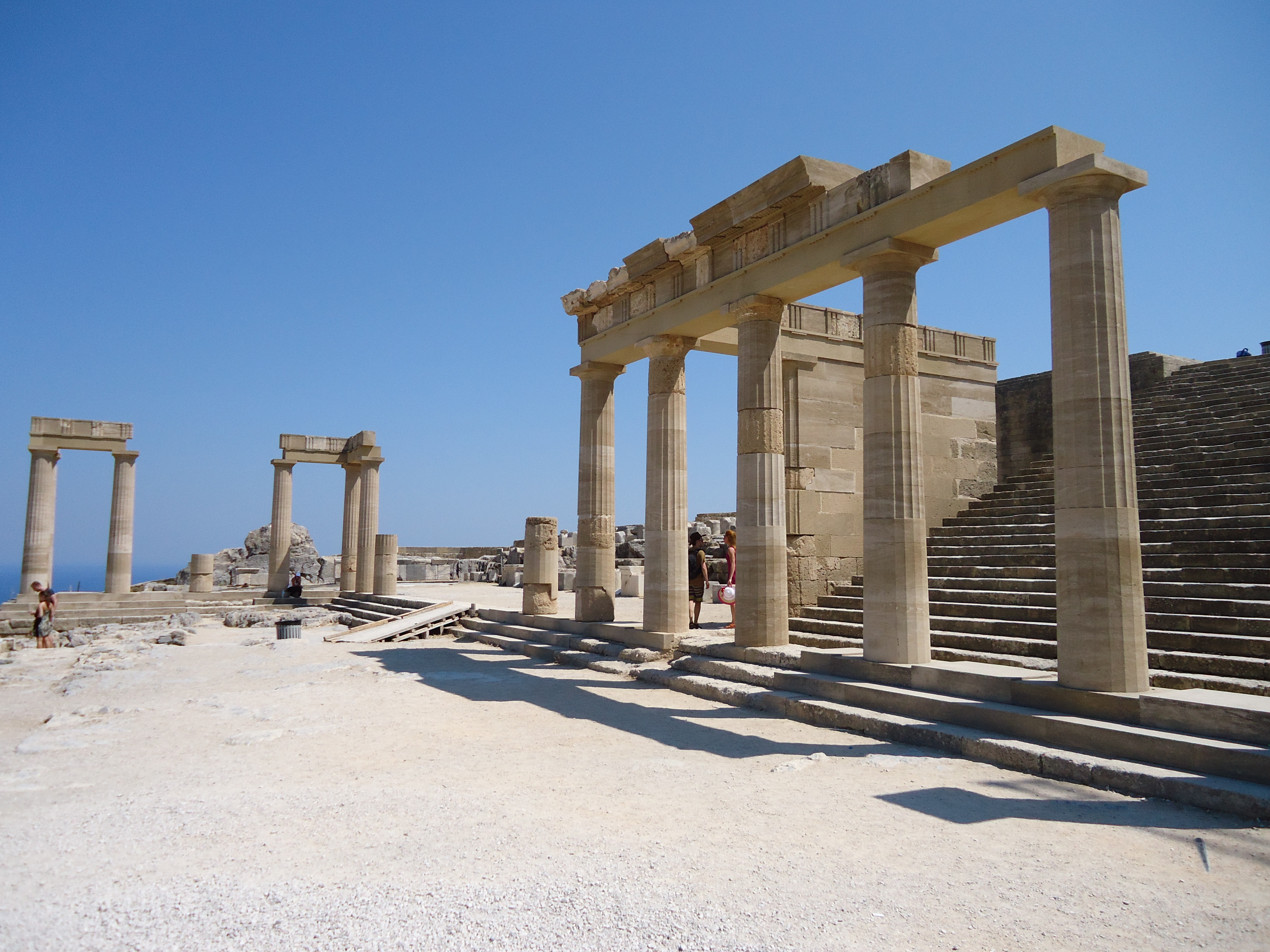
Templo de Afrodita de Lindos, en la isla de Rodas.
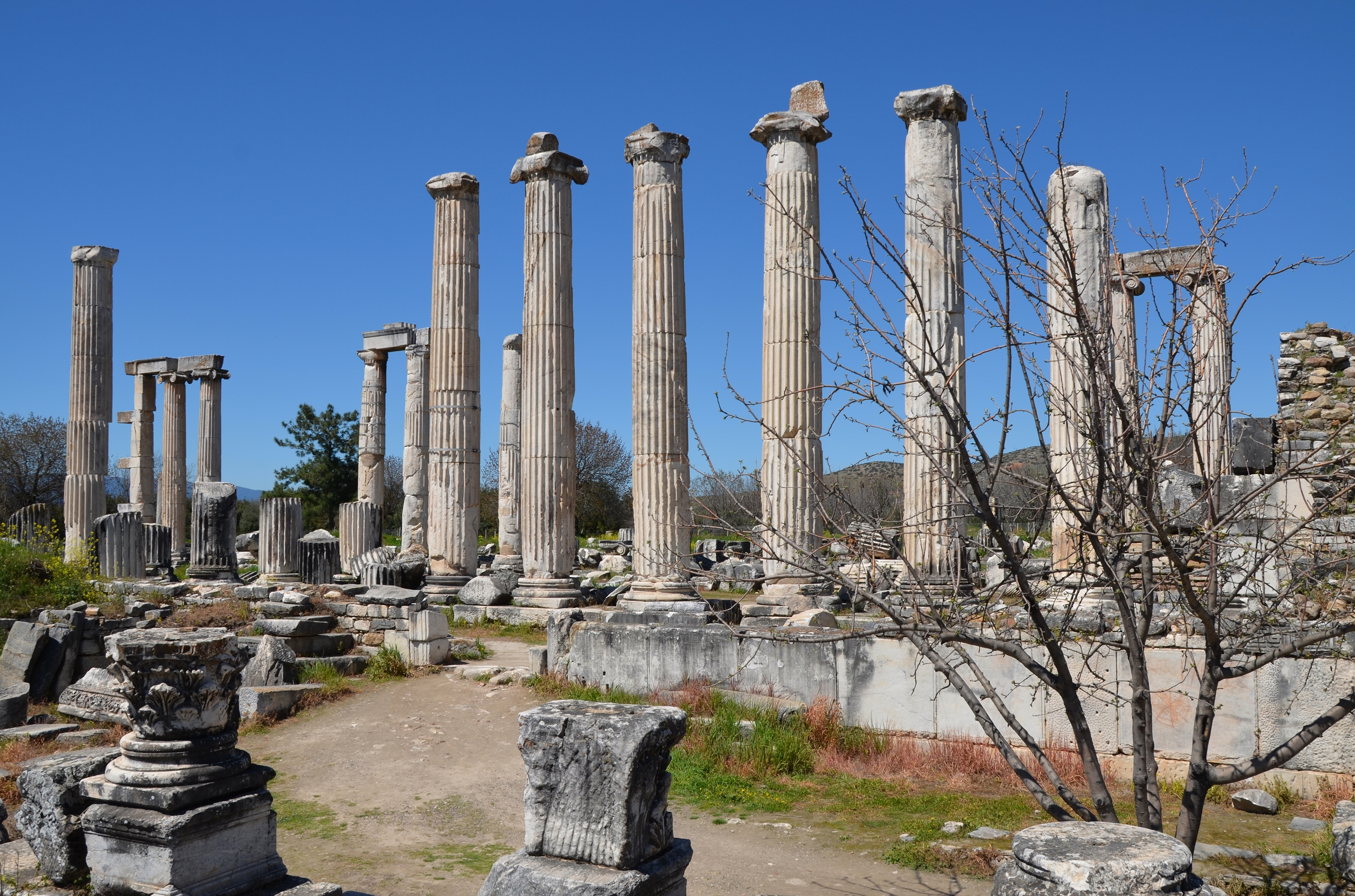
Templo de Afrodita en Afrodisias, de Caria. Fue desmantelado en la época cristiana para construir basílicas.
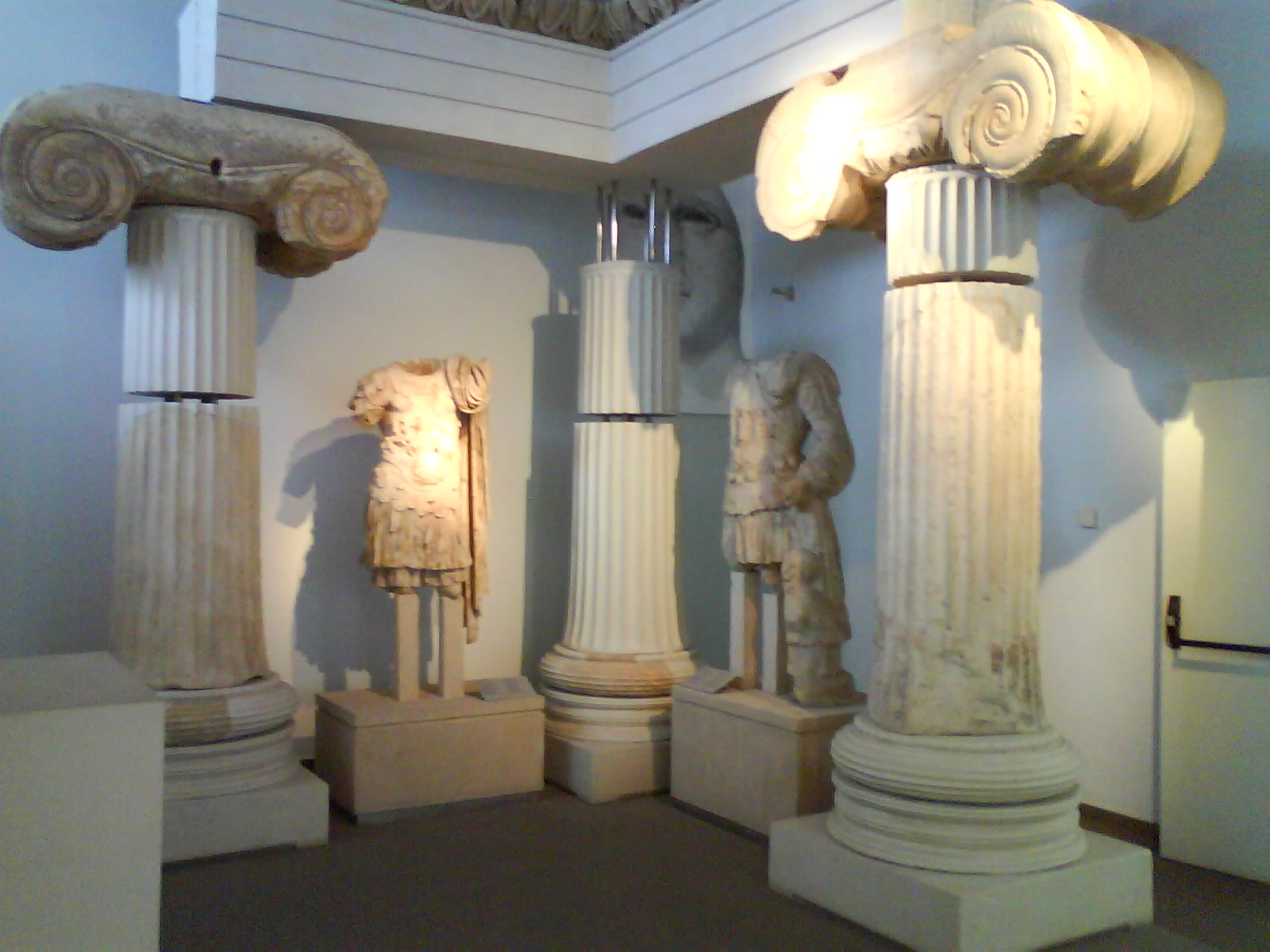
Restos del templo de Afrodita de Tesalónica.
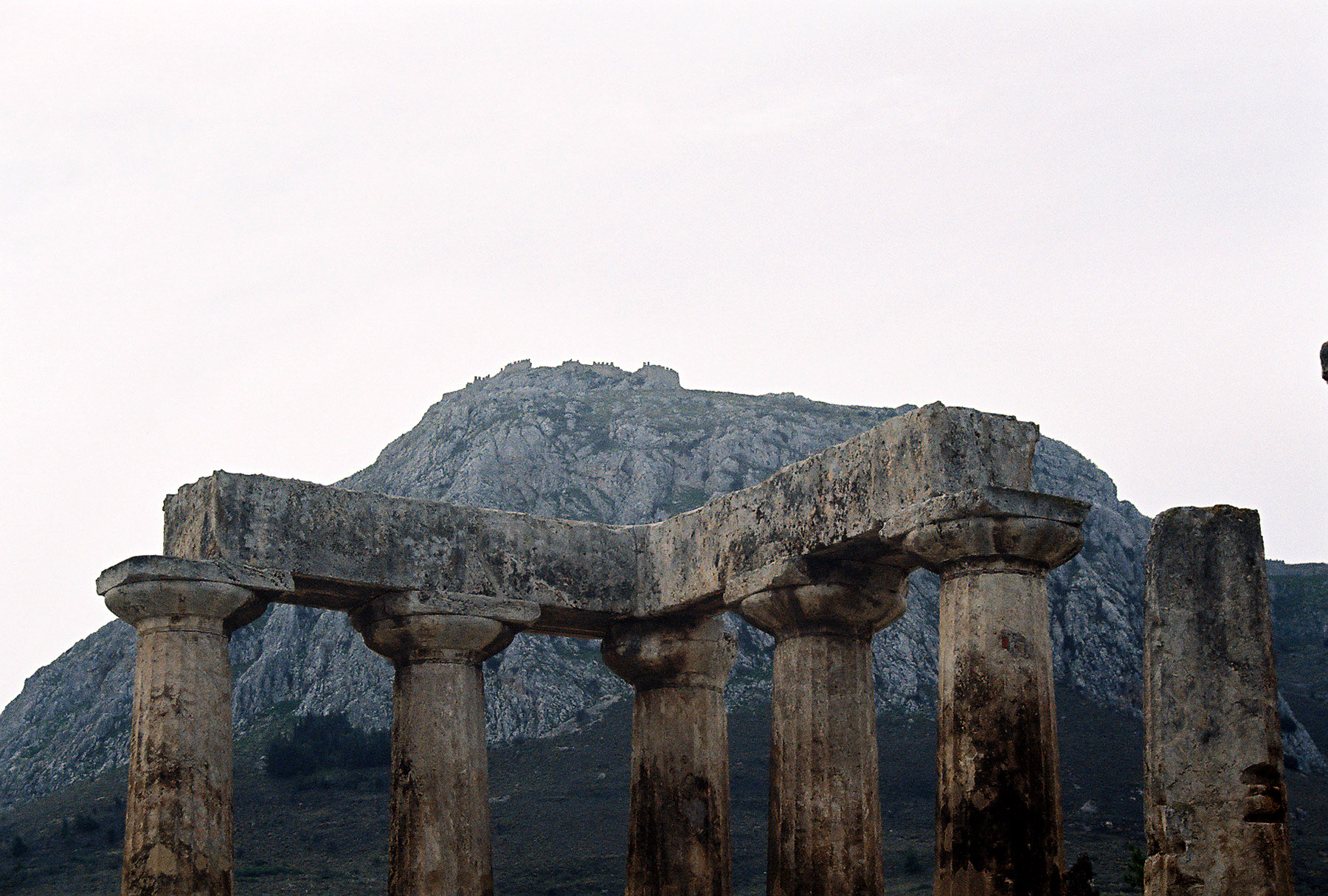
Vista del Acrocorinto desde las ruinas del templo de Afrodita.
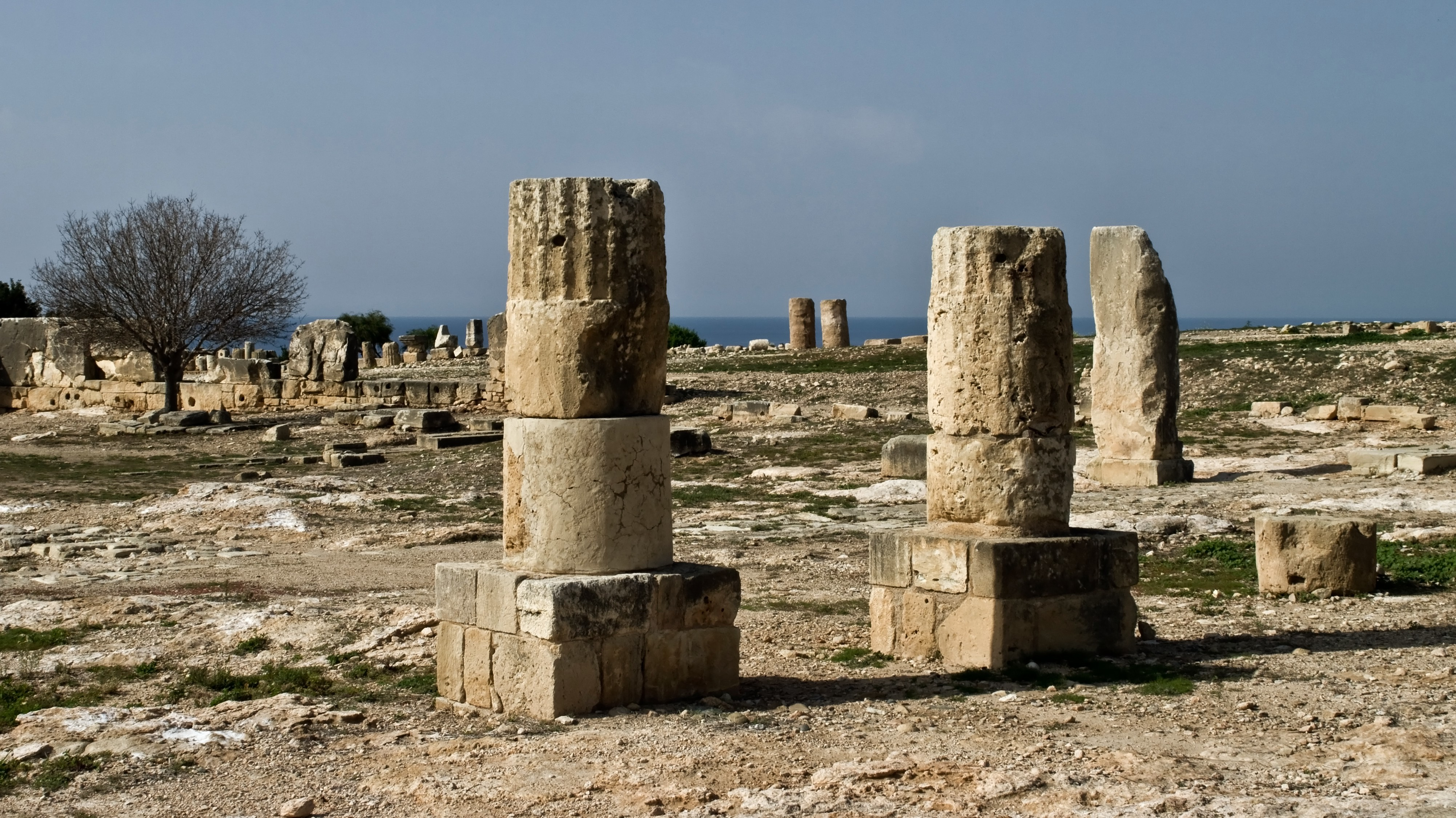
Restos del santuario de Afrodita de Kuklia, Chipre.

## Iconografía

El mito de Ares y Afrodita tienen vigencia en el símbolo utilizado en la heterosexualidad.

Entre las imágenes más antiguas de Afrodita están las de tradición micénica, en que aparece con una paloma (que también es atributo de la diosa fenicia Astarté) o montada sobre un toro (siglo VIII a. C.) En todo caso, las representaciones de divinidades femeninas en la escultura griega (korai) aparecen siempre vestidas en la escultura arcaica, convención que se mantiene, incluso para Afrodita, en el comienzo de la escultura clásica del siglo V a. C., como demuestran la Afrodita Sosandra de Calamis (ca. 460 a. C.) y el llamado «grupo de Afrodita» del frontón oriental del Partenón, obra de Fidias (o quizá de Alcámenes), un excelso ejemplo de la técnica de paños mojados, con paralelos en dos piezas que se conocen por fuentes literarias: la Afrodita Urania de Fidias (ca. 435 a. C. —con una tortuga—) y la Afrodita de los jardines de Alcámenes (ca. 420 a. C.) La Afrodita de Frejus, de Calímaco (ca. 415 a. C.), se despoja del manto, pero mantiene la túnica, descubriendo un seno, y lleva en su mano la manzana de Discordia (el modelo se continuará en época romana como representaciones de Venus Genetrix).
A partir de entonces, la iconografía de Afrodita sigue distintas convenciones: La de la Afrodita púdica (desnuda, pero que se intenta cubrir la desnudez) se fijó a partir de la Afrodita de Cnido, obra de Praxíteles en Atenas hacia 360 a. C. (modelo que siguen, entre otras, las copias de época romana como la Afrodita de Menofanto, la Venus Ludovisi y la Venus de Médici). Cuenta Plinio el Viejo que Praxíteles había realizado dos esculturas de Afrodita, una vestida (que fue elegida por la ciudad de Cos), y otra desnuda (con la que tuvieron que conformarse los de Cnido, por ser los segundos en elegir), y que habría sido la primera representación desnuda de esta diosa. En realidad, la tradición fenicia de imágenes desnudas nunca se había perdido en escenas narrativas.
A Lisipo se debe el modelo de la Afrodita de Capua, mirando su reflejo en el interior del escudo de Ares (que sigue, por ejemplo, la Venus de Milo). A Escopas, la Afrodita Pandemos (montada en un macho cabrío, ca. 350 a. C.)
Una derivación de la Afrodita púdica es la Venus Calipigia, que vuelve el rostro y exhibe sus «hermosas nalgas» con un gesto de anasyrma. Otro modelo es el de la Afrodita acurrucada, sorprendida en el trance de mirarse en la superficie del agua, atribuida a Doidalsas de Bitinia (ca. 260 a. C.) Deriva de ella la Afrodita desatándose la sandalia (ca. 130 a. C.)
Afrodita Anadiómena ("alzada" o "surgida de las aguas") es la denominación de las representaciones de la escena del nacimiento de Afrodita, de la que Apeles (finales del siglo IV a. C.) realizó una famosa pintura, en la que aparecería desnuda y escurriéndose el agua de sus largos cabellos; en cambio, la escultura que se ha conservado que representa esa escena es el Trono Ludovisi (ca. 450 a. C.), donde la diosa es literalmente alzada por otras dos figuras, y aparece cubierta por una túnica húmeda que transparenta la mitad superior de su cuerpo. La Afrodita de Rodas combina la postura agachada con el gesto de secarse el pelo de la Anadiómena.
Las modificaciones modernas de algunas esculturas antiguas pueden añadirles otros elementos, como es el caso de la Venus de Arlés a la que Girardon representó como ganadora del juicio de Paris (con una manzana y un espejo), cuando lo más probable es que fuera una copia romana de la Afrodita de Tespias de Praxíteles (encargada por Friné). Entre las más curiosas representaciones antiguas de Afrodita están el grupo helenístico, de Afrodita, Pan y Eros, procedente de Delos, en el que Afrodita amenaza a Pan con una sandalia; o la doble herma de Afrodita y Eros.

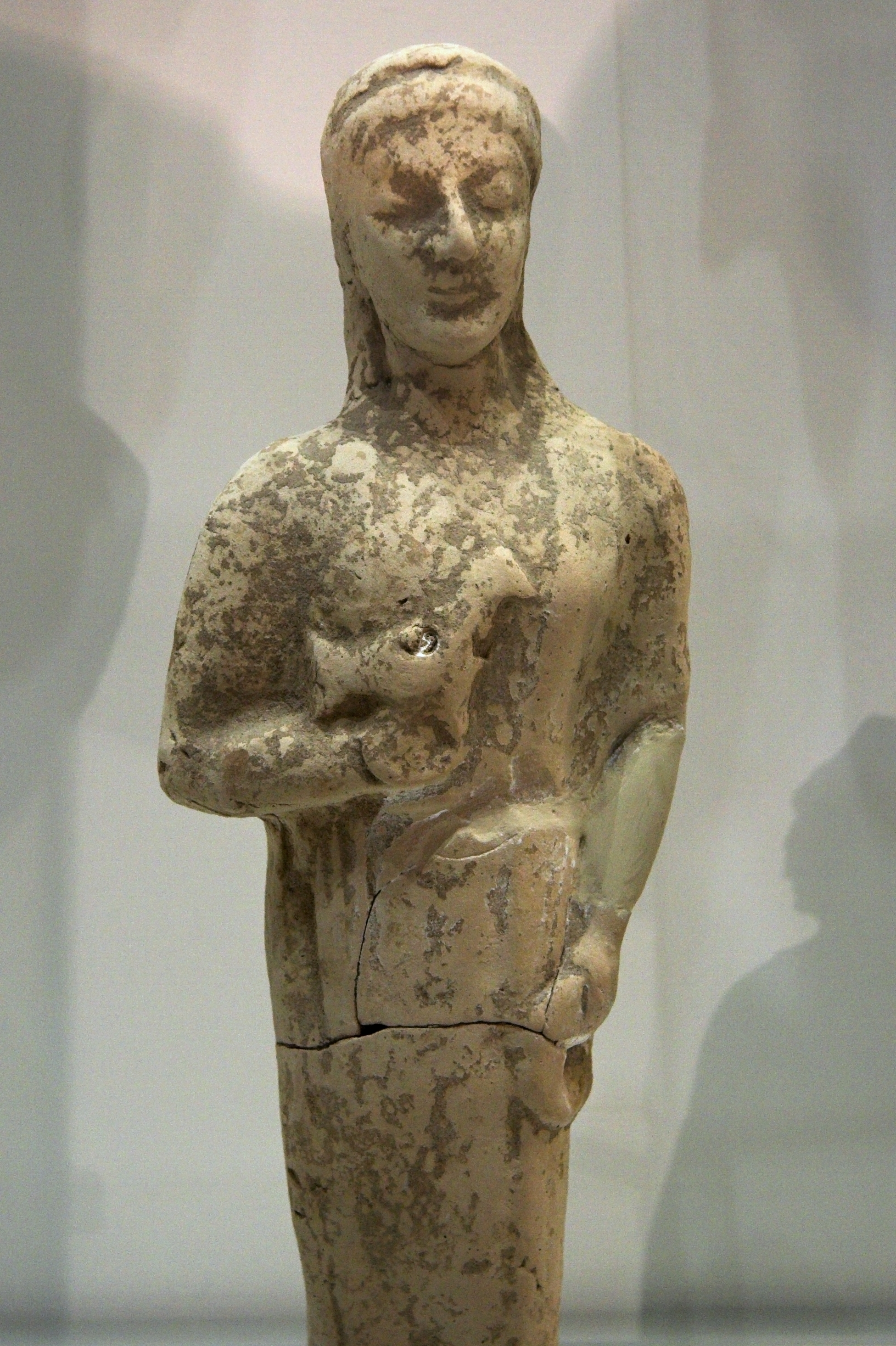
Estatua de divinidad femenina (probablemente Afrodita), siglo VI a. C.
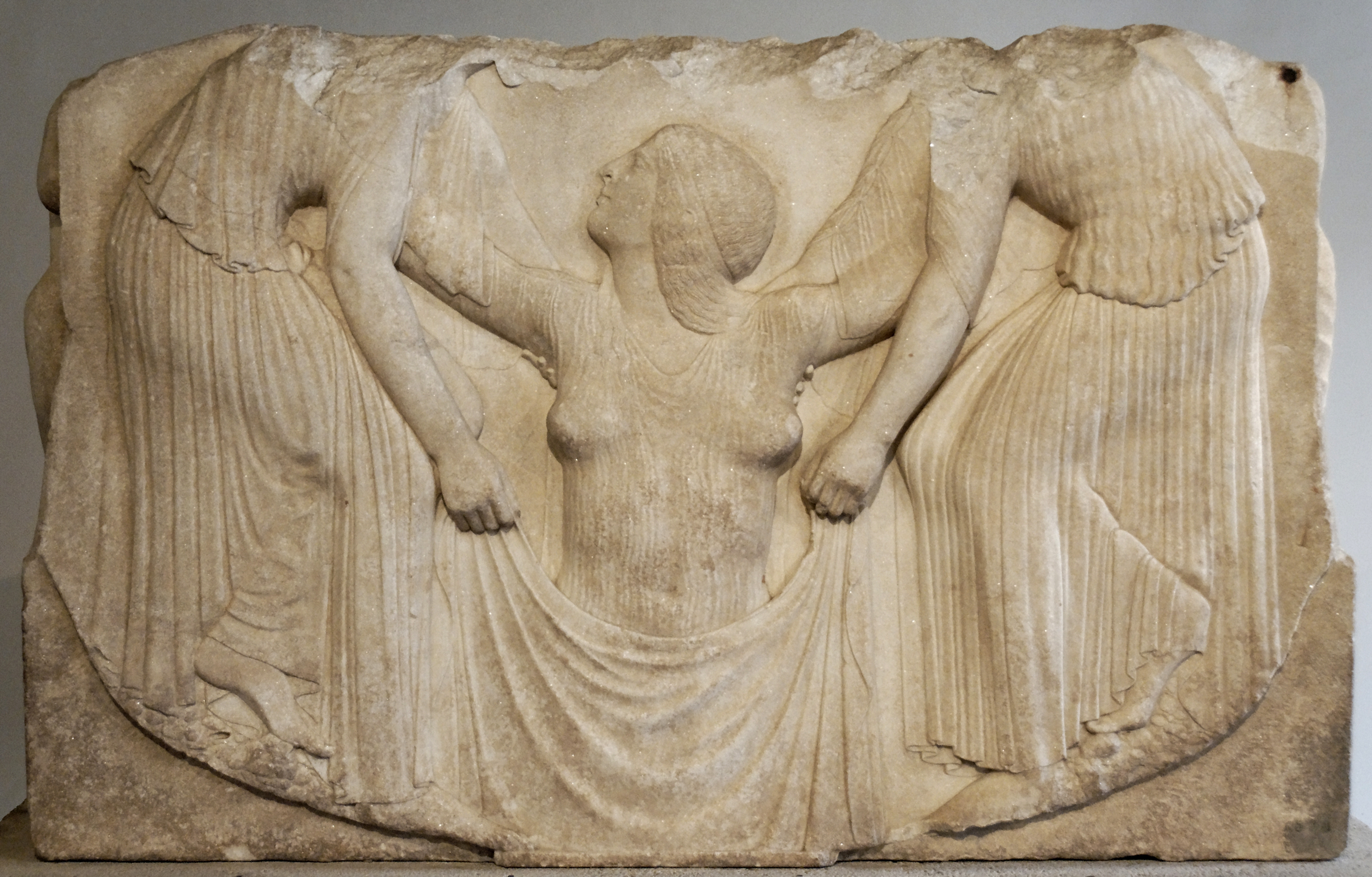
Trono Ludovisi.
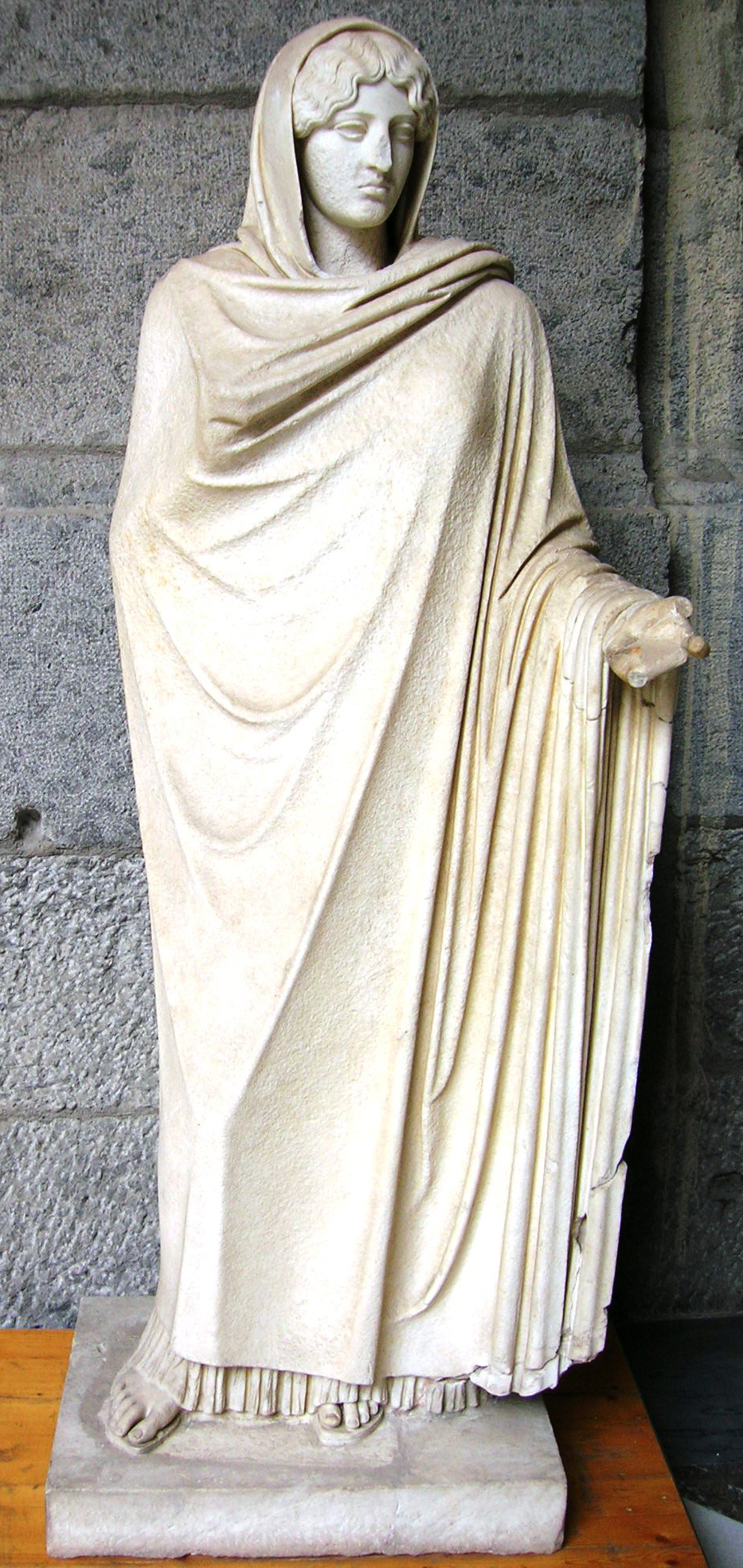
Afrodita Sosandra.
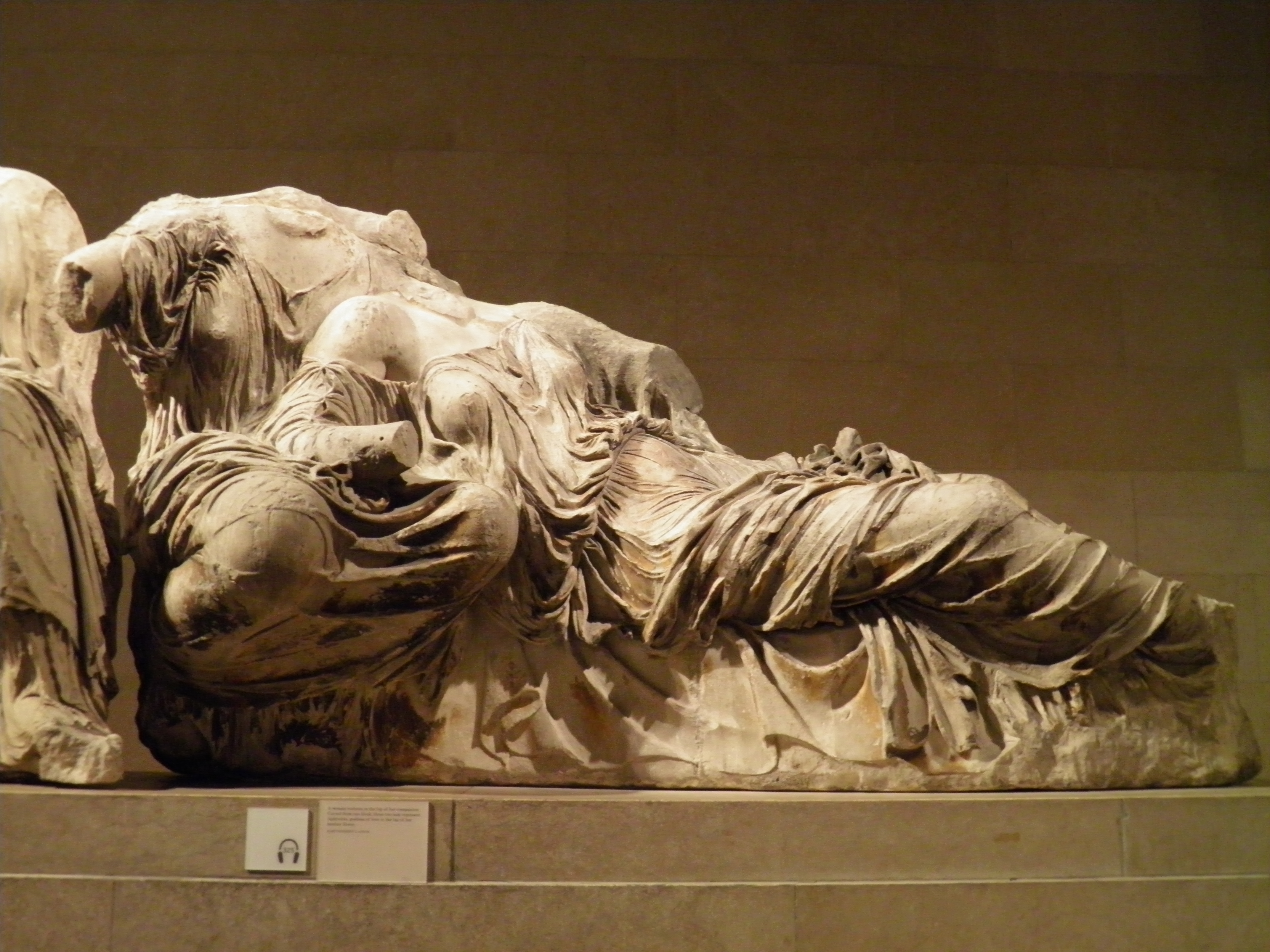
Grupo de Afrodita en el Partenón.
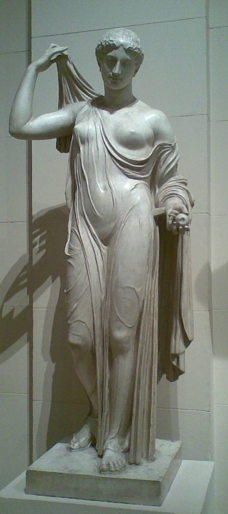
Afrodita de Frejus.
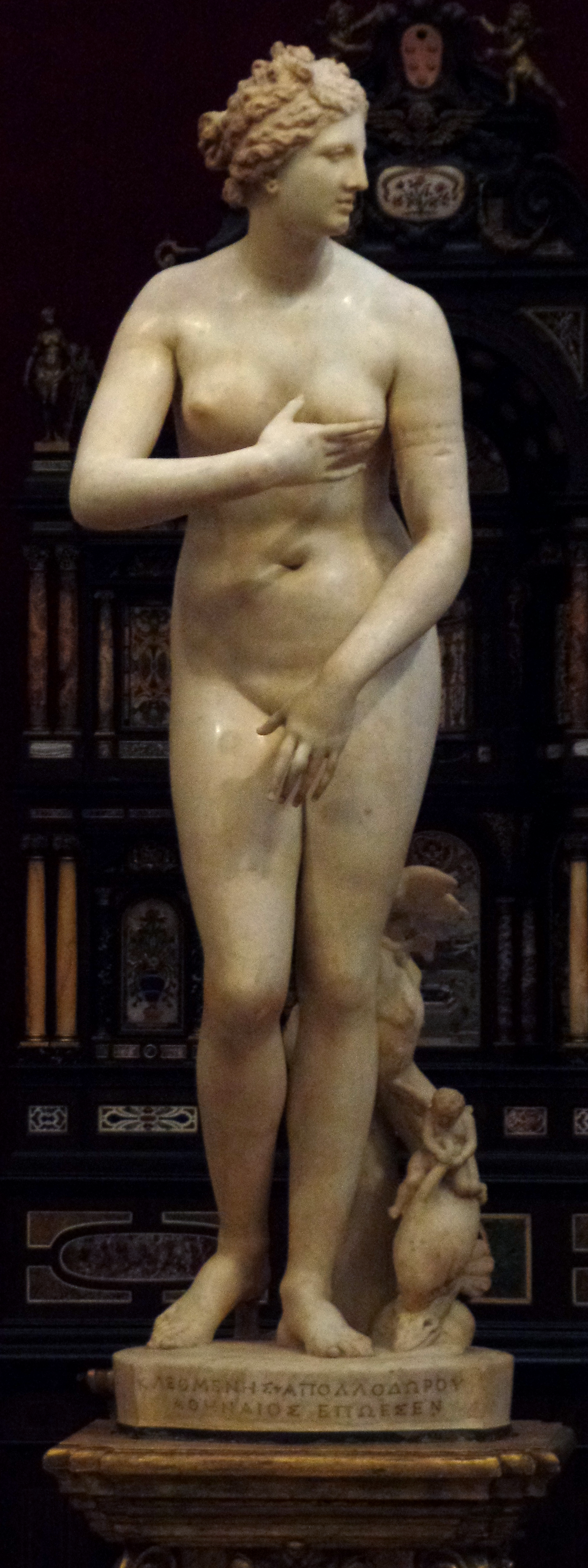
Venus de Médici, una de las copias de la Afrodita de Cnido de Praxíteles.
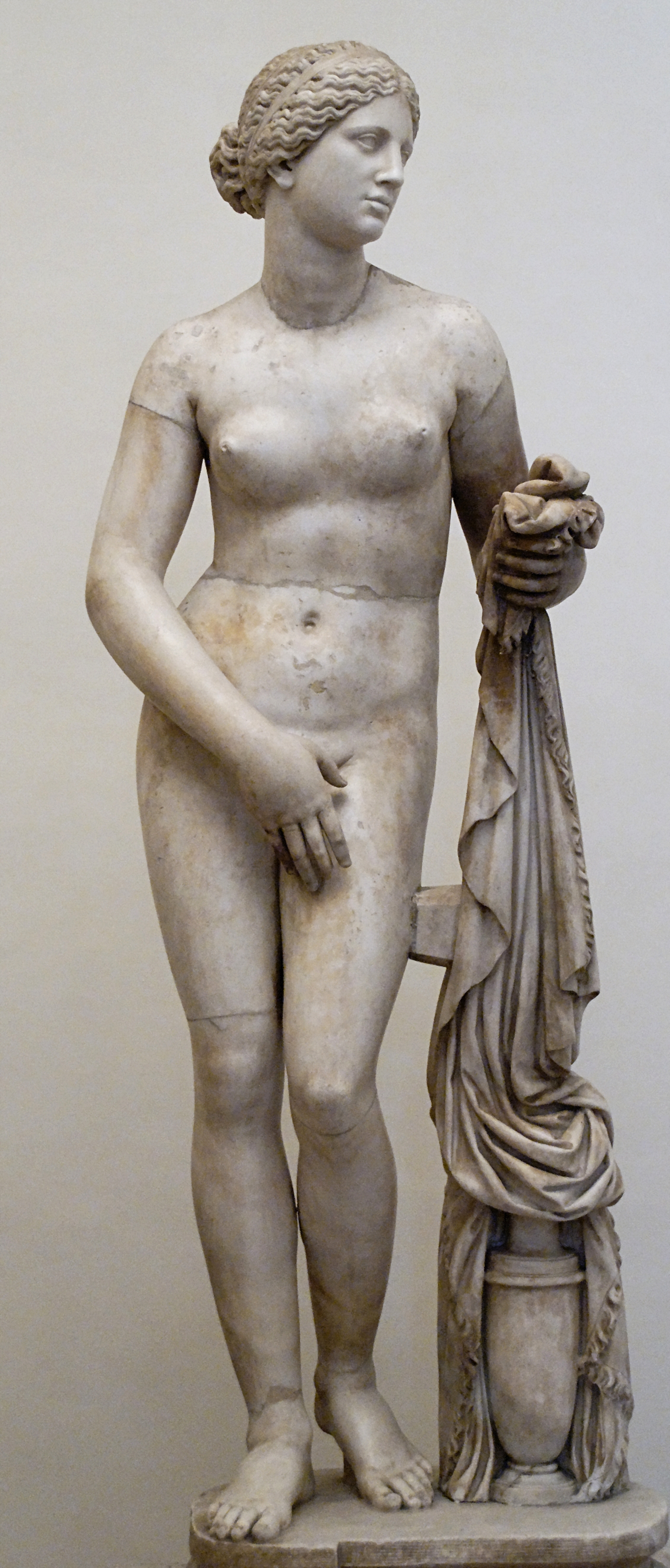
Venus Ludovisi (también llamada Venus Altemps), otra de las variantes de la Cnidia.
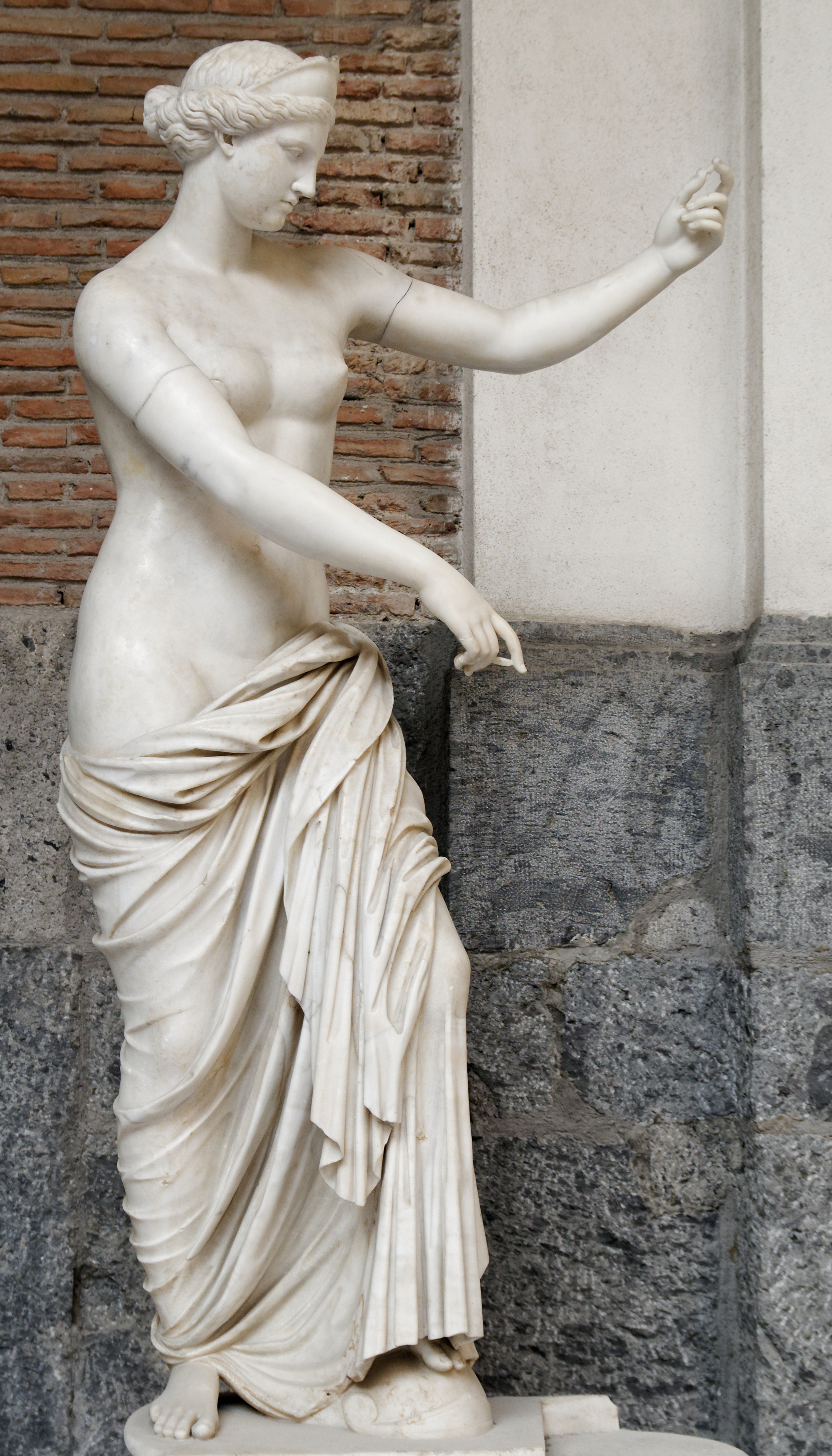
Venus de Capua, una de las copias de la Afrodita de Lisipo.
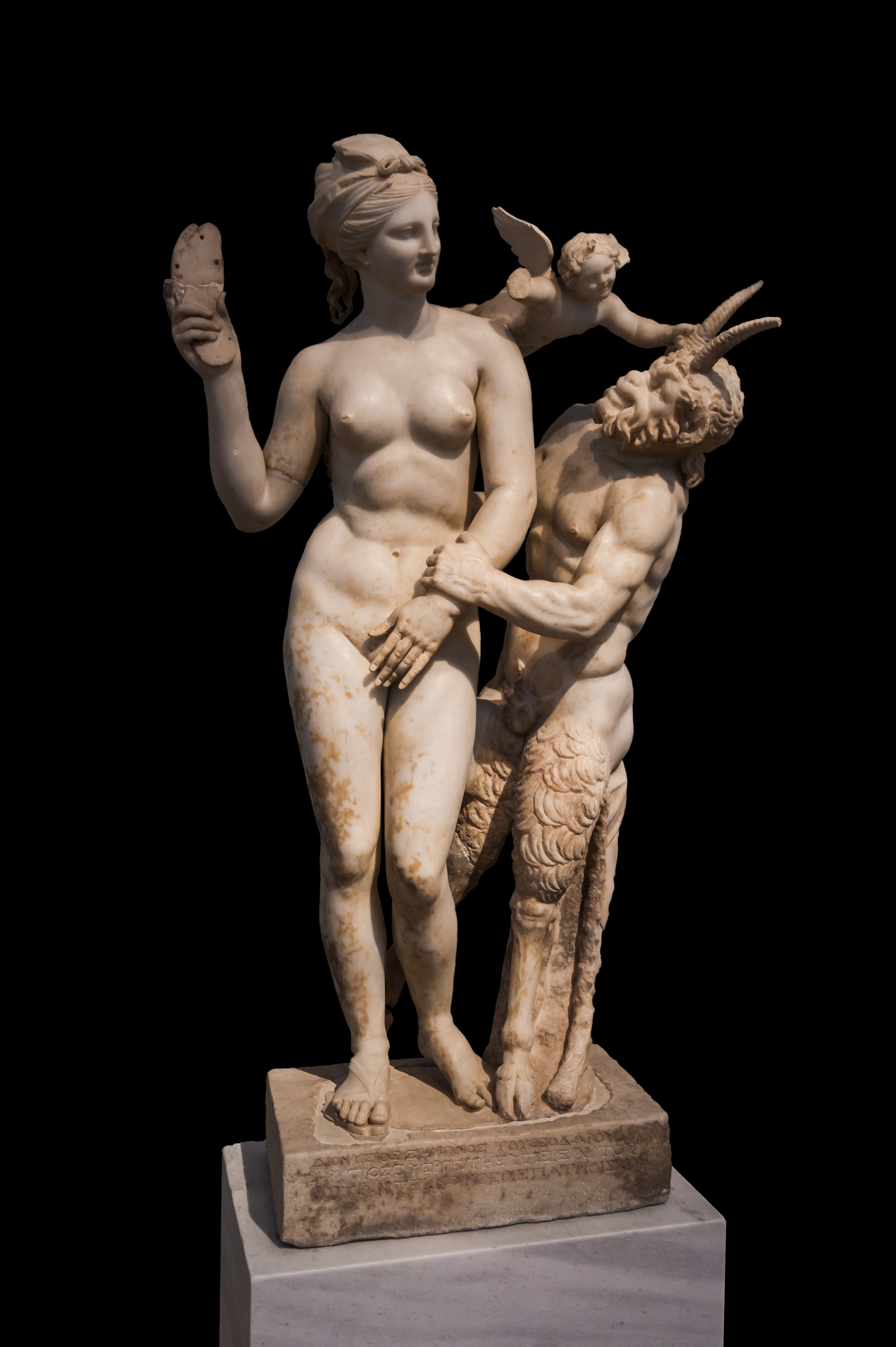
Afrodita, Pan y Eros.
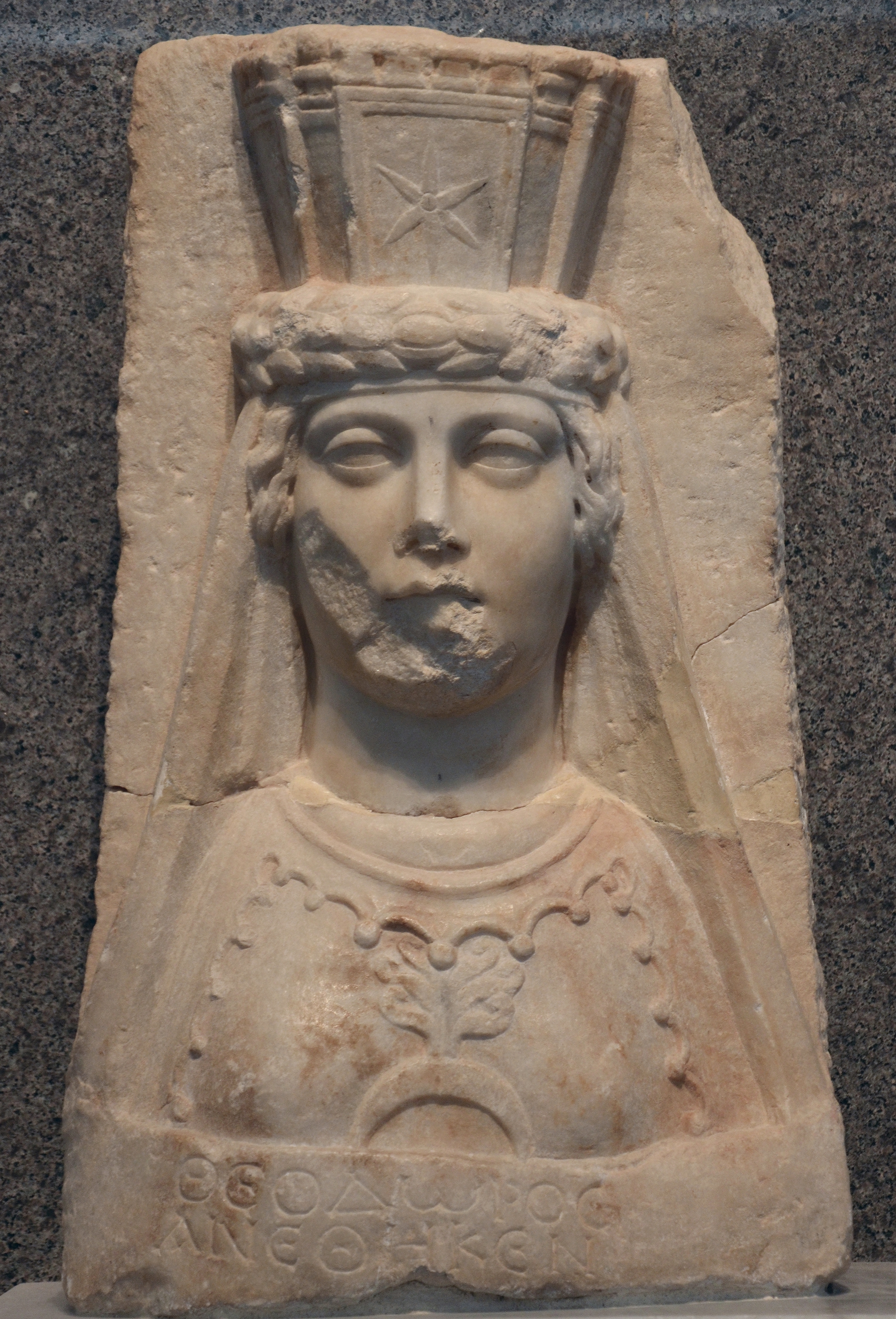
Afrodita del templo de Afrodisias.
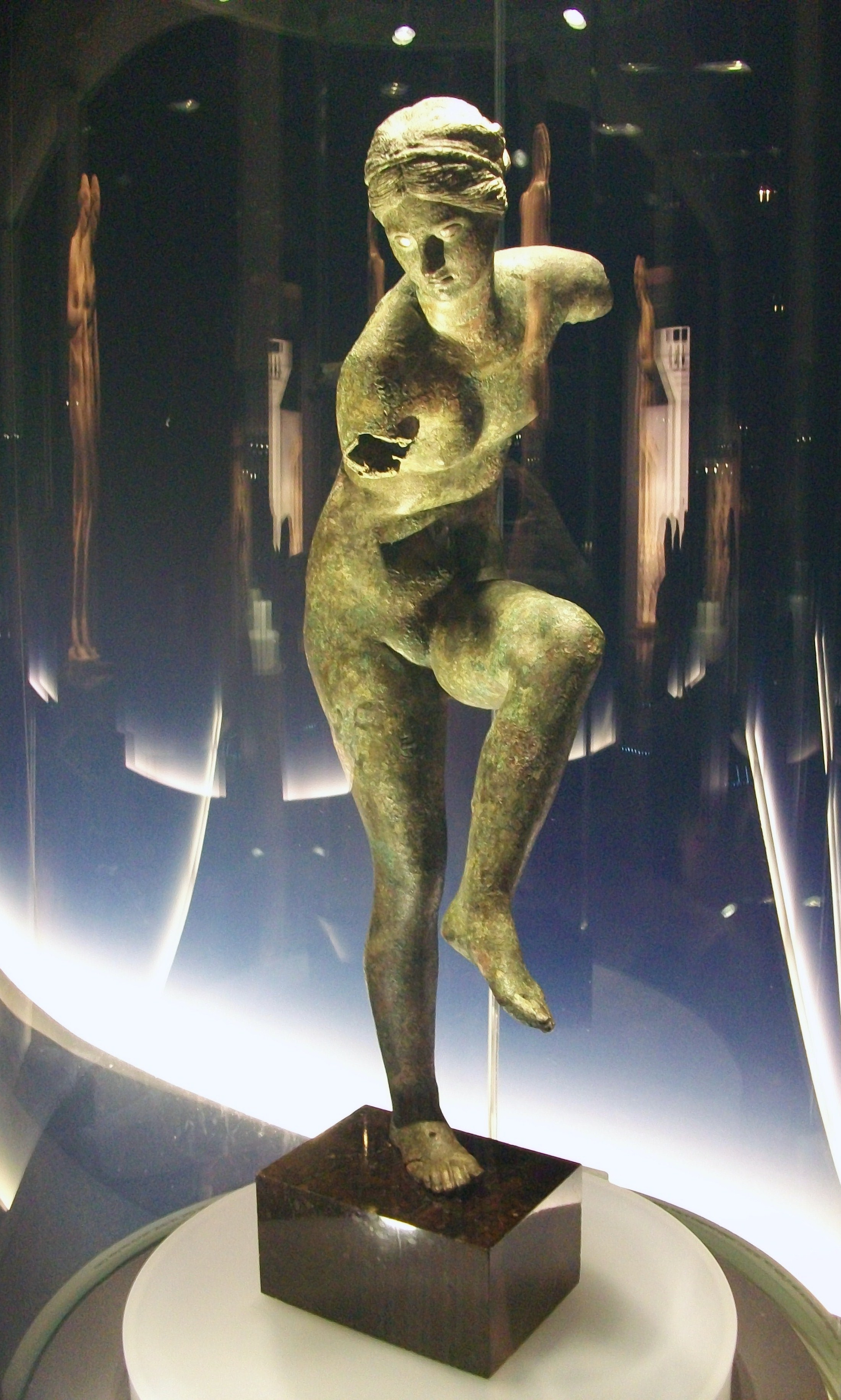
Afrodita preparando el baño, isla de Cos.

También es muy abundante la representación de Atenea asociada a otros dioses, como Hermes, o la escena del juicio de Paris, donde no es raro que Atenea y las otras dos diosas aparezcan vestidas. Aparece en todo tipo de soportes, como el relieve, la cerámica o el mosaico. Un curioso ejemplo de retrato imperial representa a Adriano como Ares y a la emperatriz Lucila como Afrodita (siguiendo el modelo de la Venus de Capua).

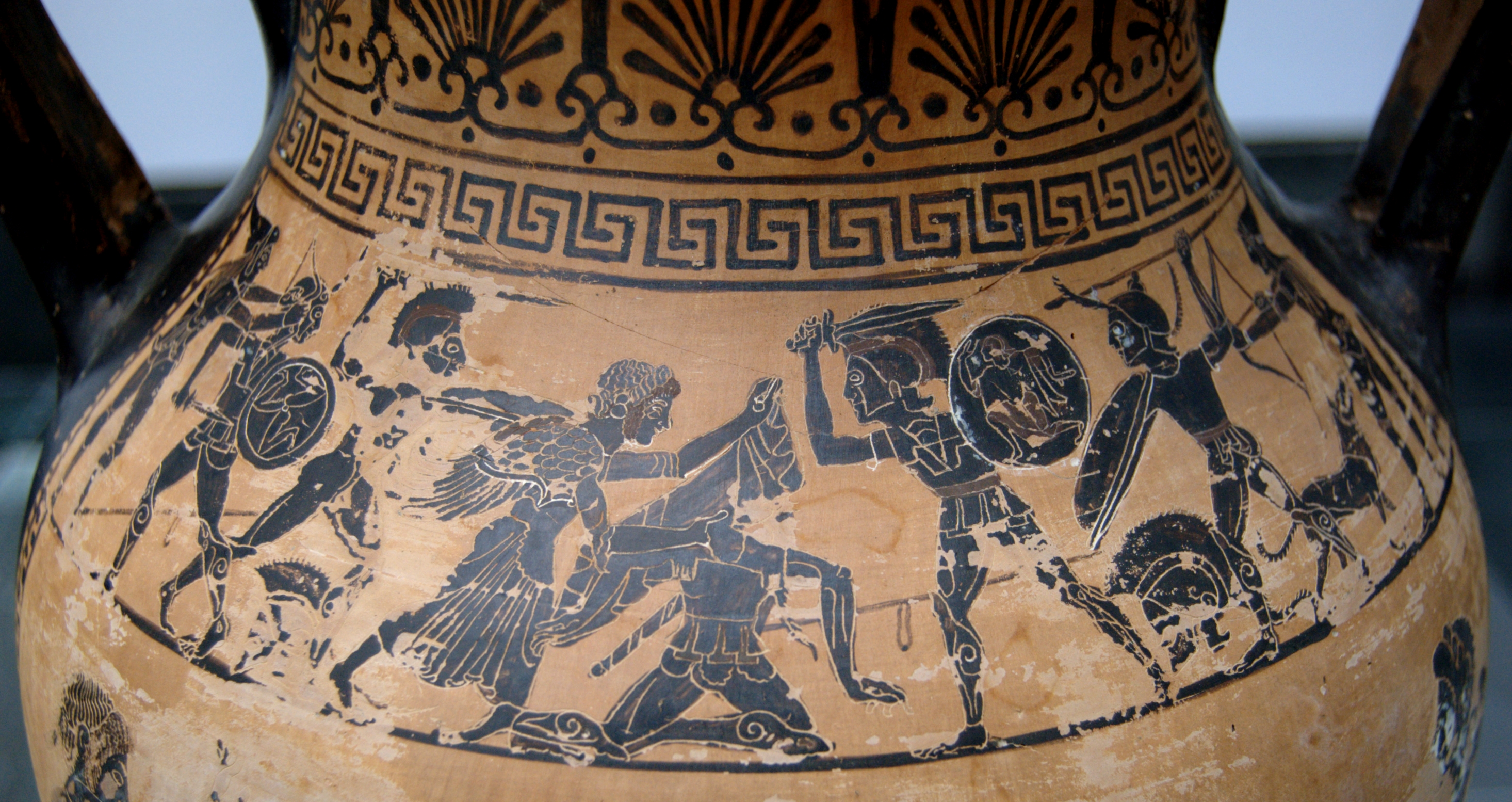
Afrodita salvando a su hijo Eneas, ánfora etrusca de figuras negras, ca. 480 a. C.
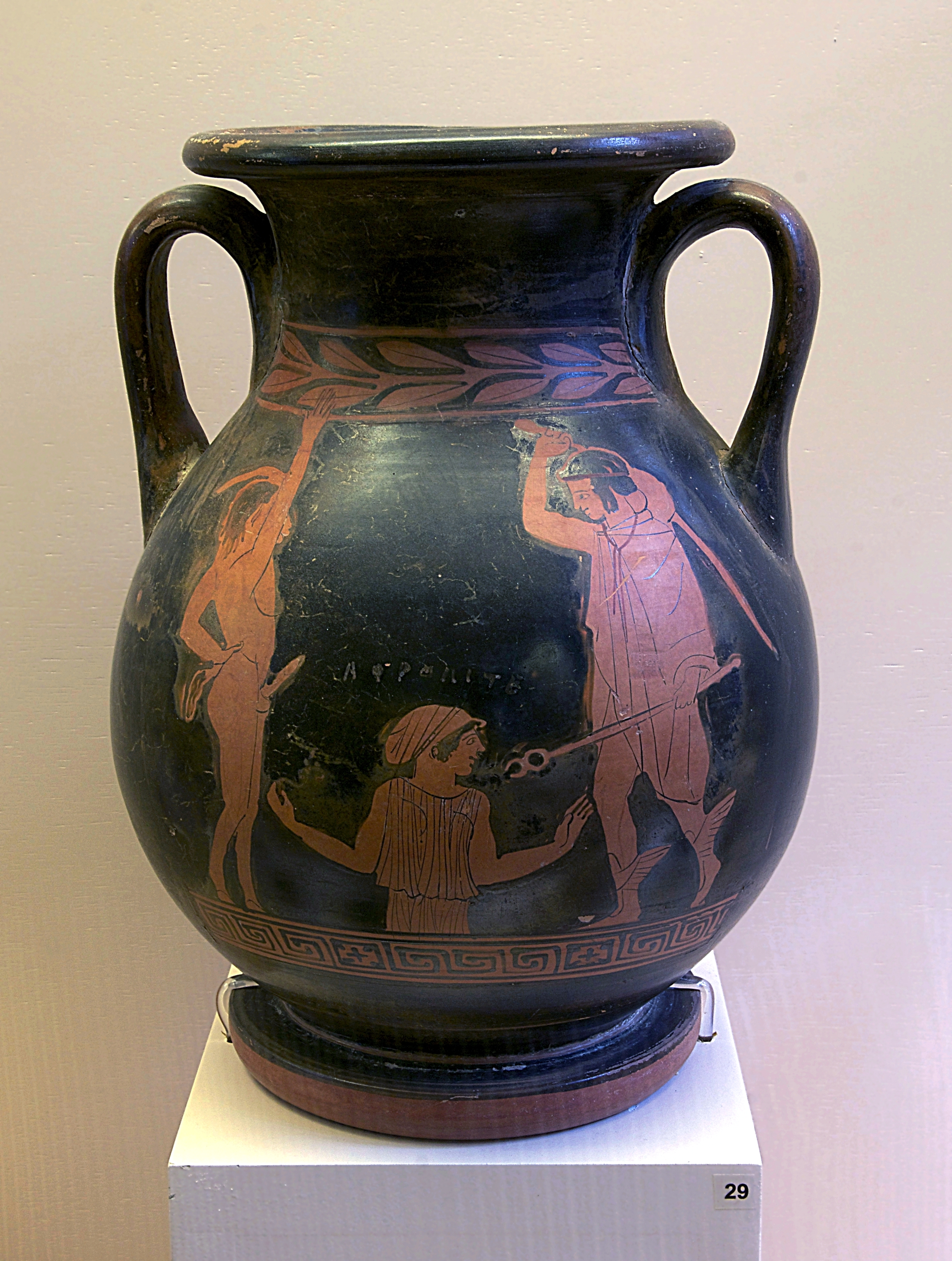
Pelike de figuras rojas con el nacimiento de Afrodita, del Pintor de Erichthonios, ca. 450-420 a. C.
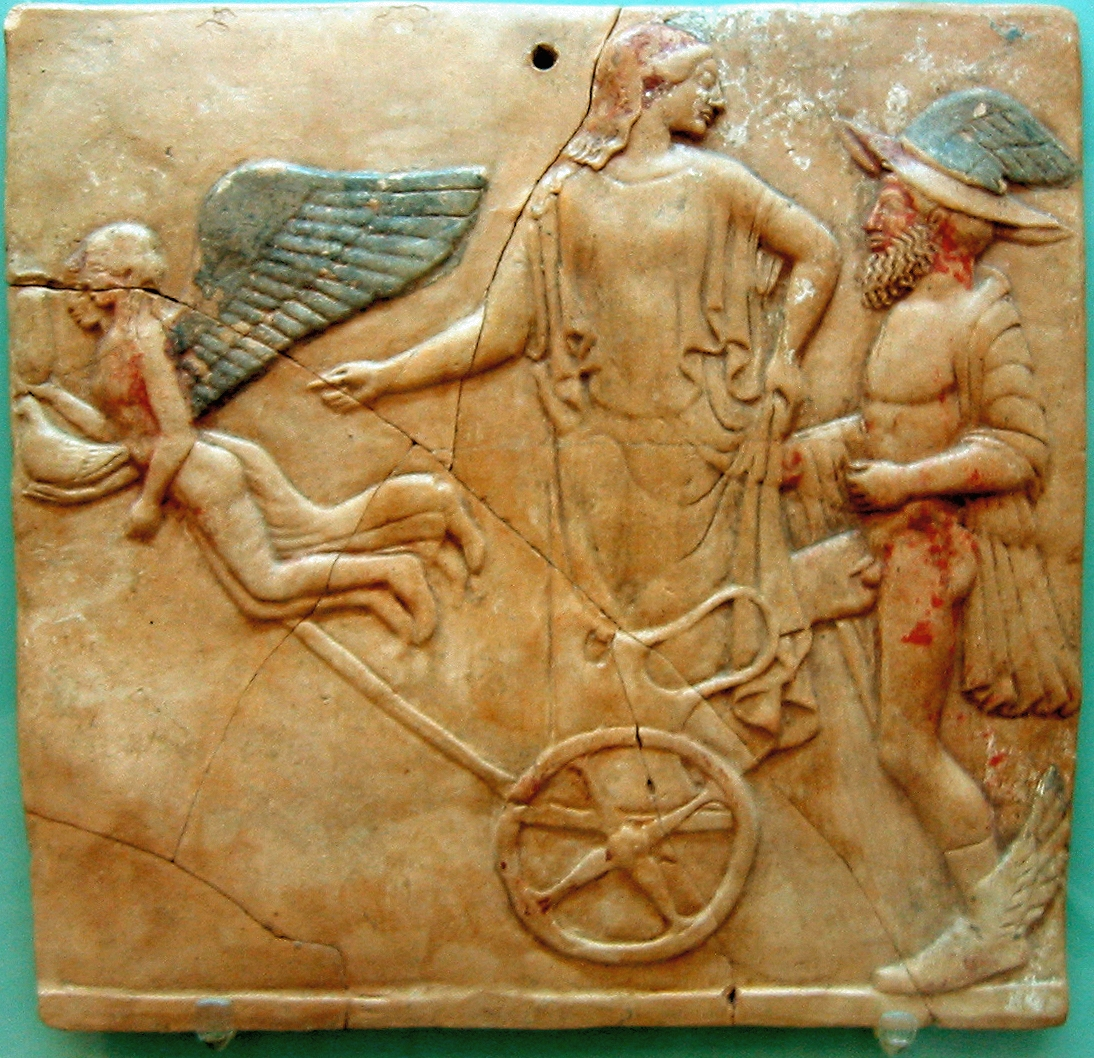
Pinax con Eros, Hermes y Afrodita procedente de Locri.
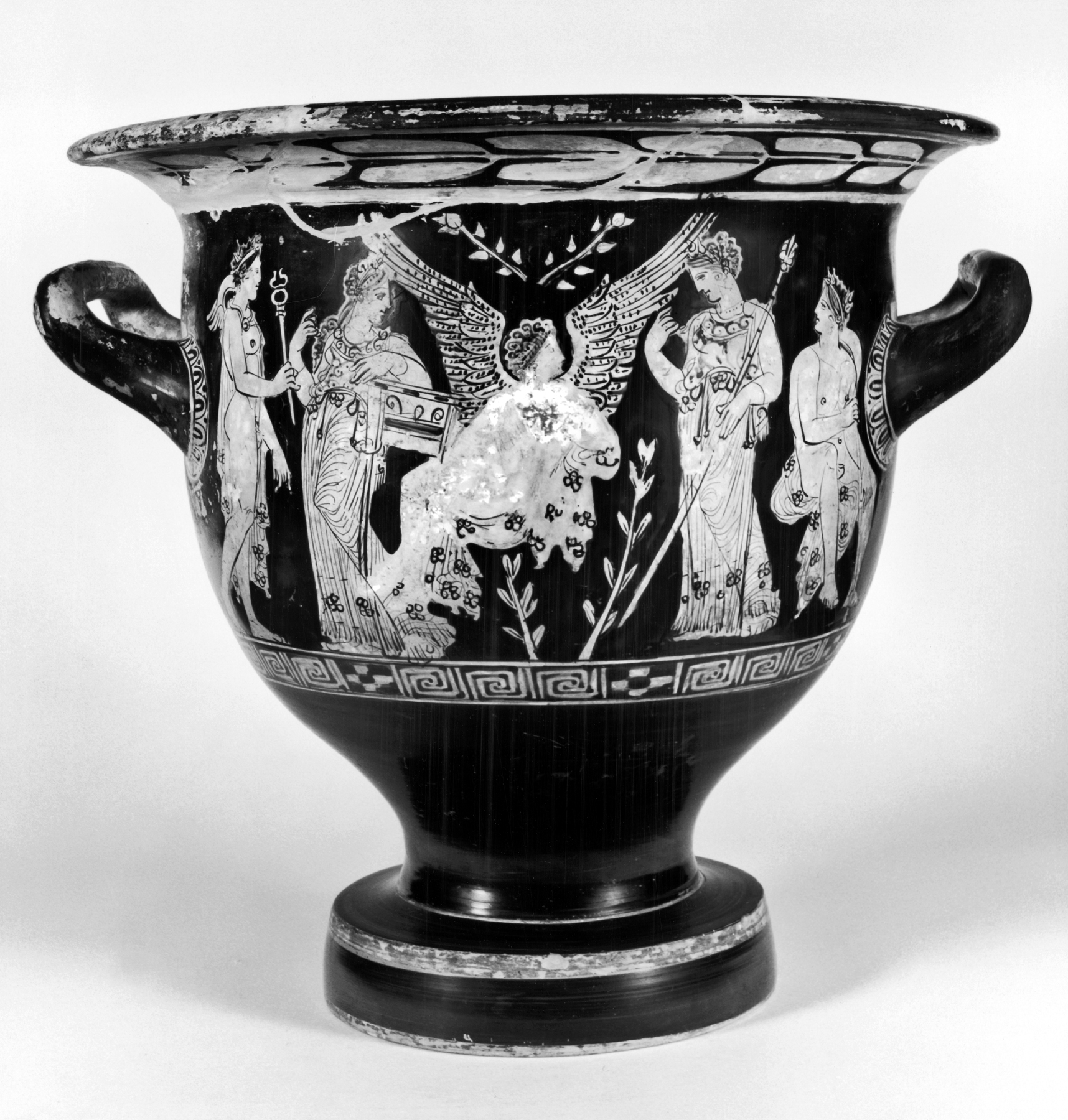
Hermes, Eros y Afrodita en una cerámica de figuras rojas del Pintor de Viena.
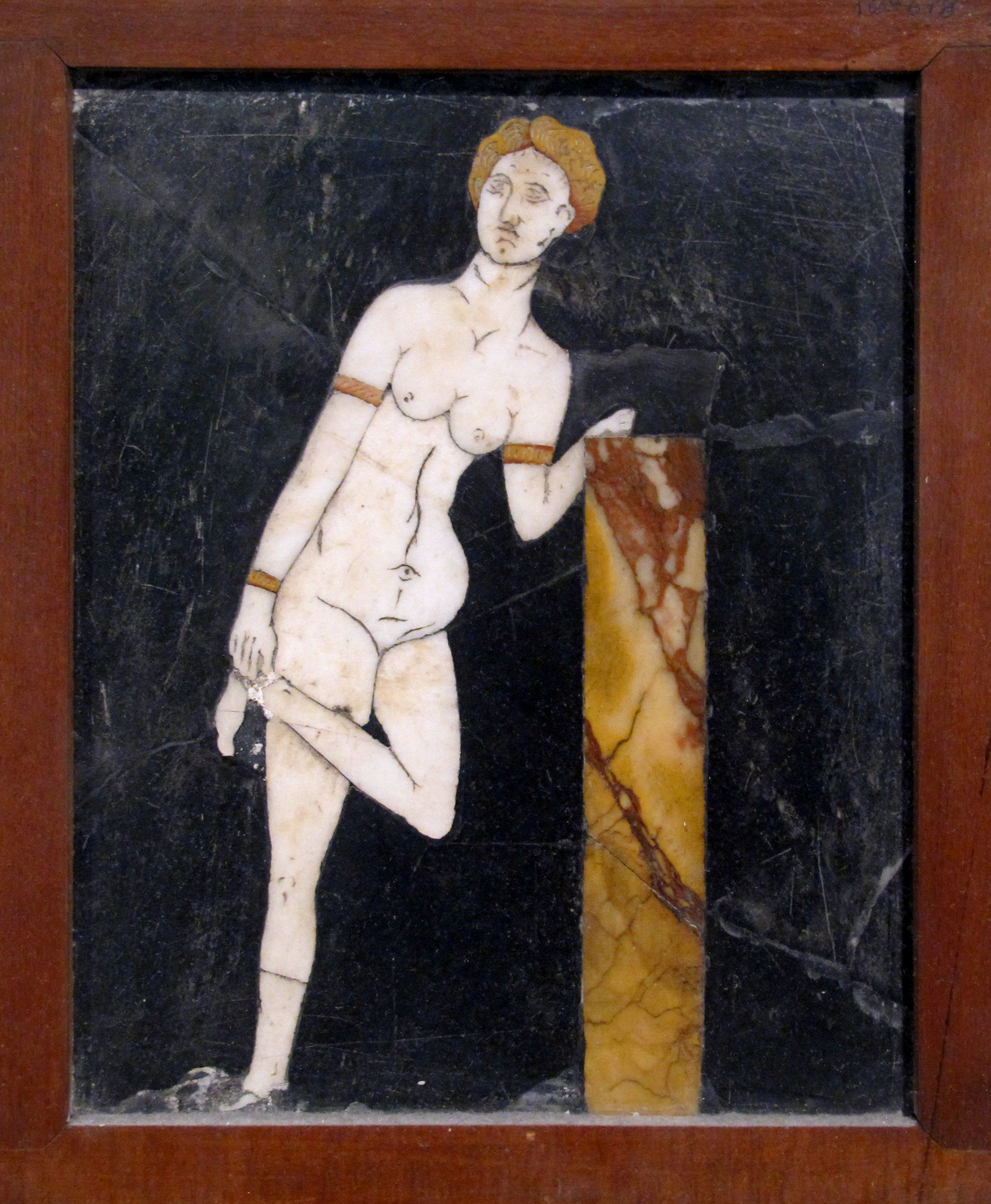
Opus sectile con el tema de Afrodita descalzándose, Pompeya, 41-68 d. C.
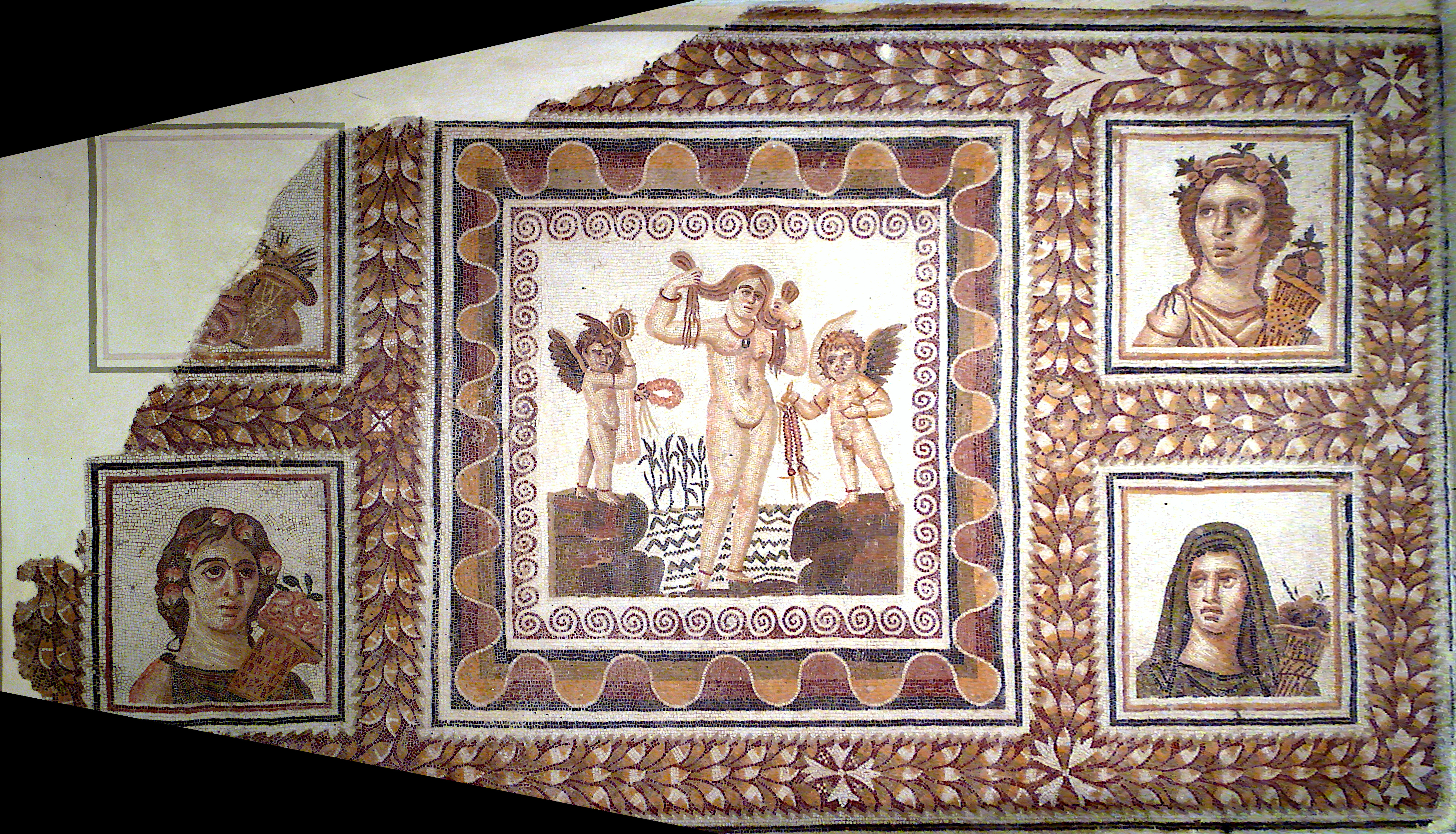
Mosaico con el tema del nacimiento de Afrodita, museo de Susa (Túnez).
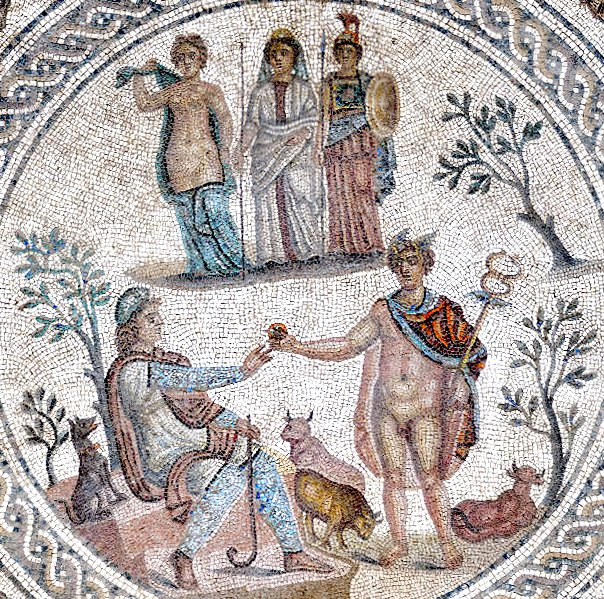
Mosaico llamado de los amores, con el tema del juicio de Paris, procedente de Cástulo.
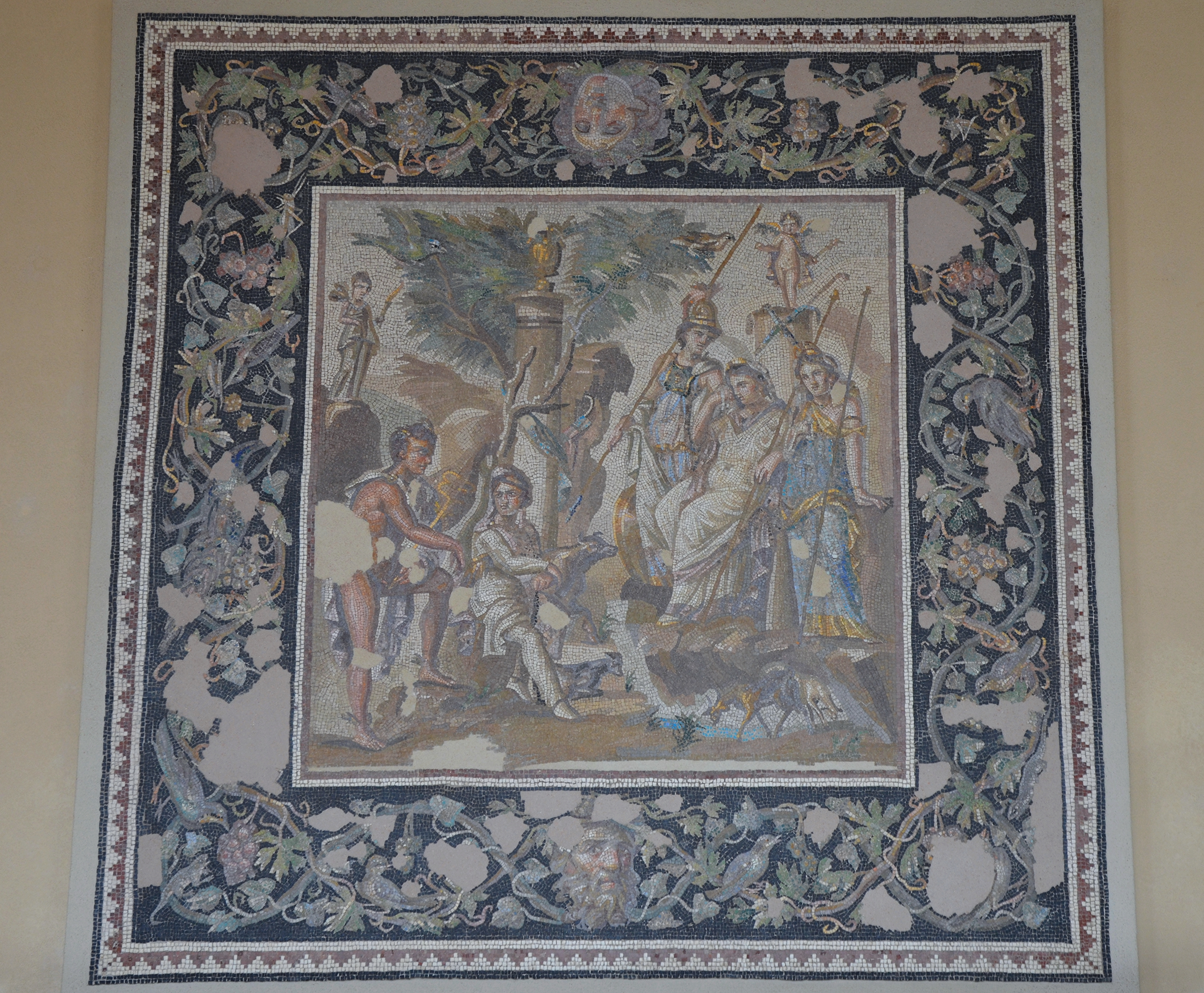
Mosaico con el tema del juicio de Paris procedente de Antioquía del Orontes, ca. 115-150 d. C.
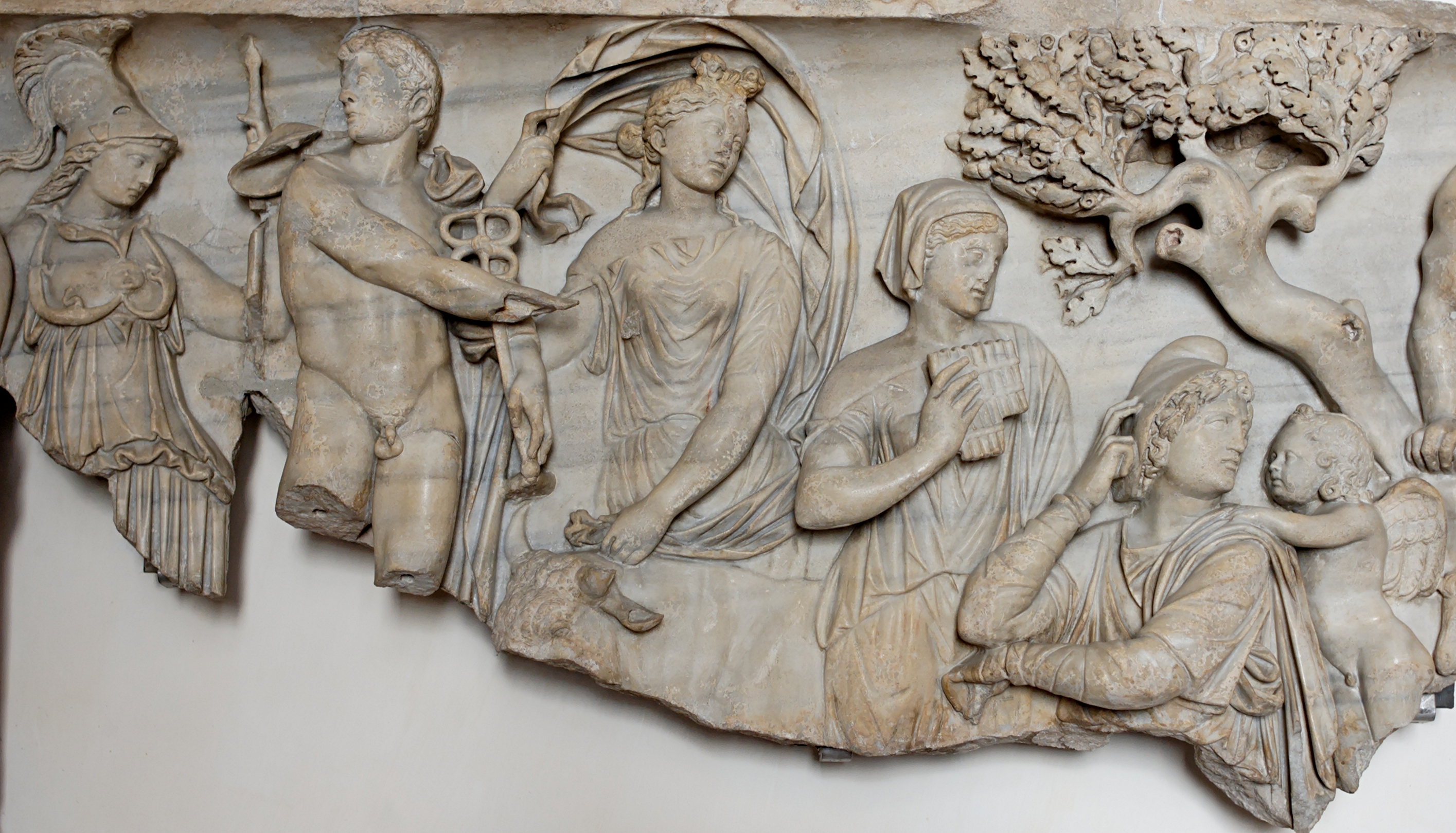
Sarcófago con el tema del juicio de Paris, ca. 117-138 d. C.
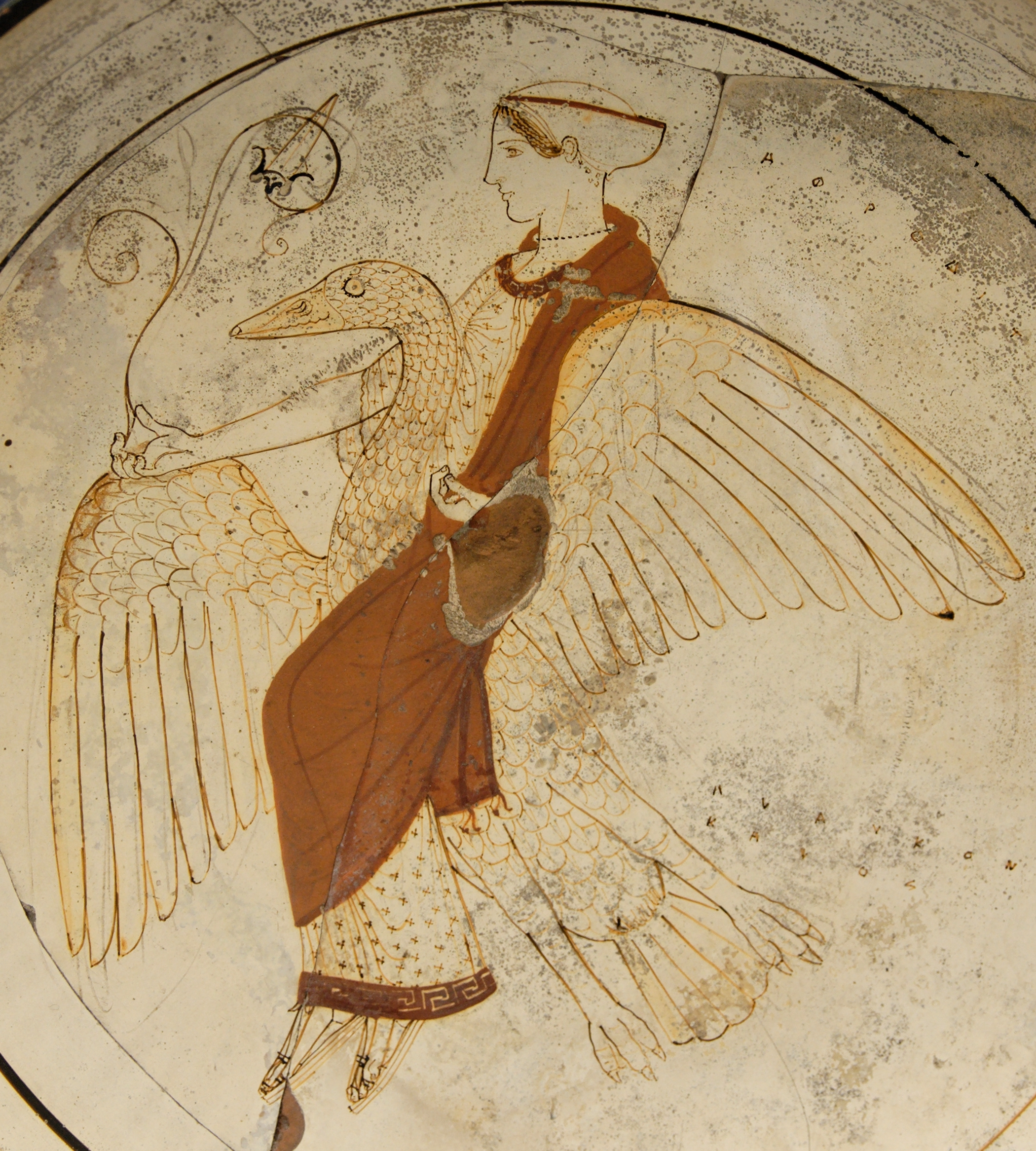
Afrodita montando un cisne. Rodas, 460 a. C.

A partir del Renacimiento, la pintura mitológica tuvo en Afrodita-Venus uno de sus principales temas, sola (como en el cuadro de Giorgione) o en todo tipo de asociaciones (con Ares-Marte, con Eros-Cupido —como en el cuadro de Velázquez—, con Hefaistos-Vulcano, con Adonis o en alegorías como la de Botticelli, las de Tiziano o la de Bronzino).

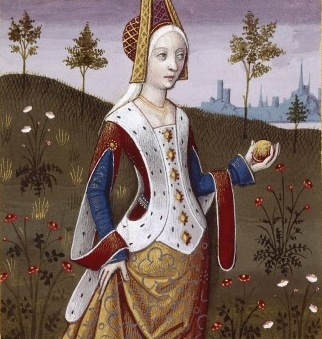
Ilustración de De mulieribus claris.
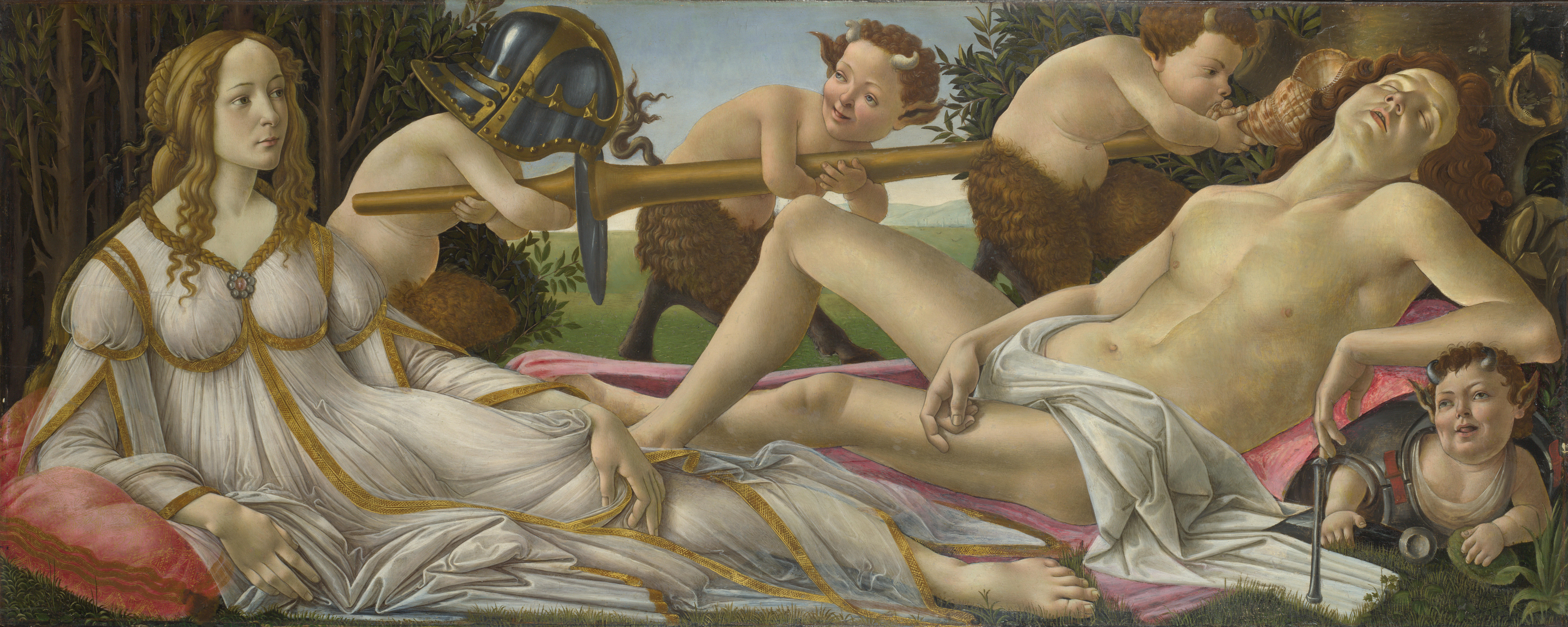
Venus y Marte, de Botticelli, 1483.
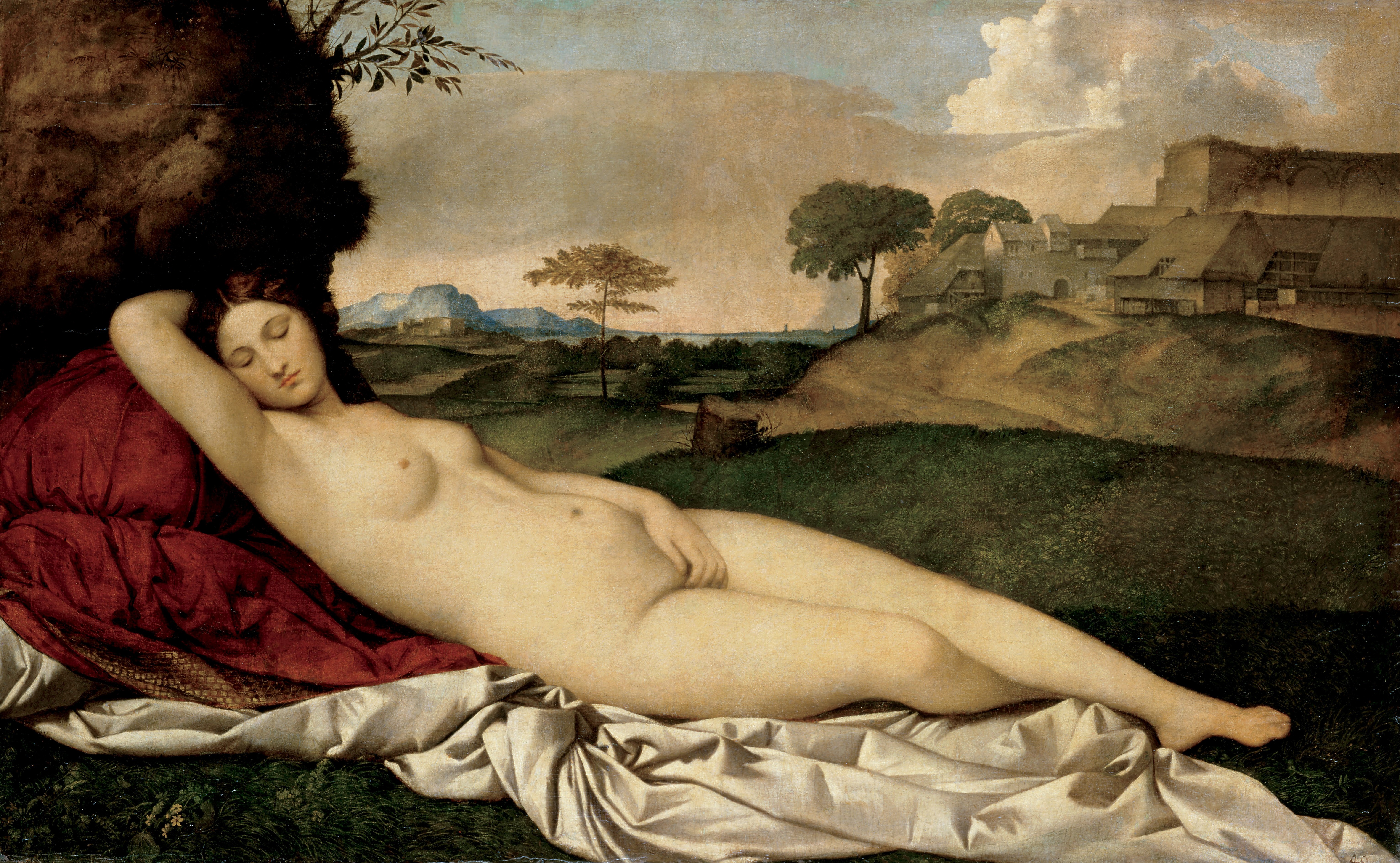
Venus dormida, de Giorgione, 1507-1510.
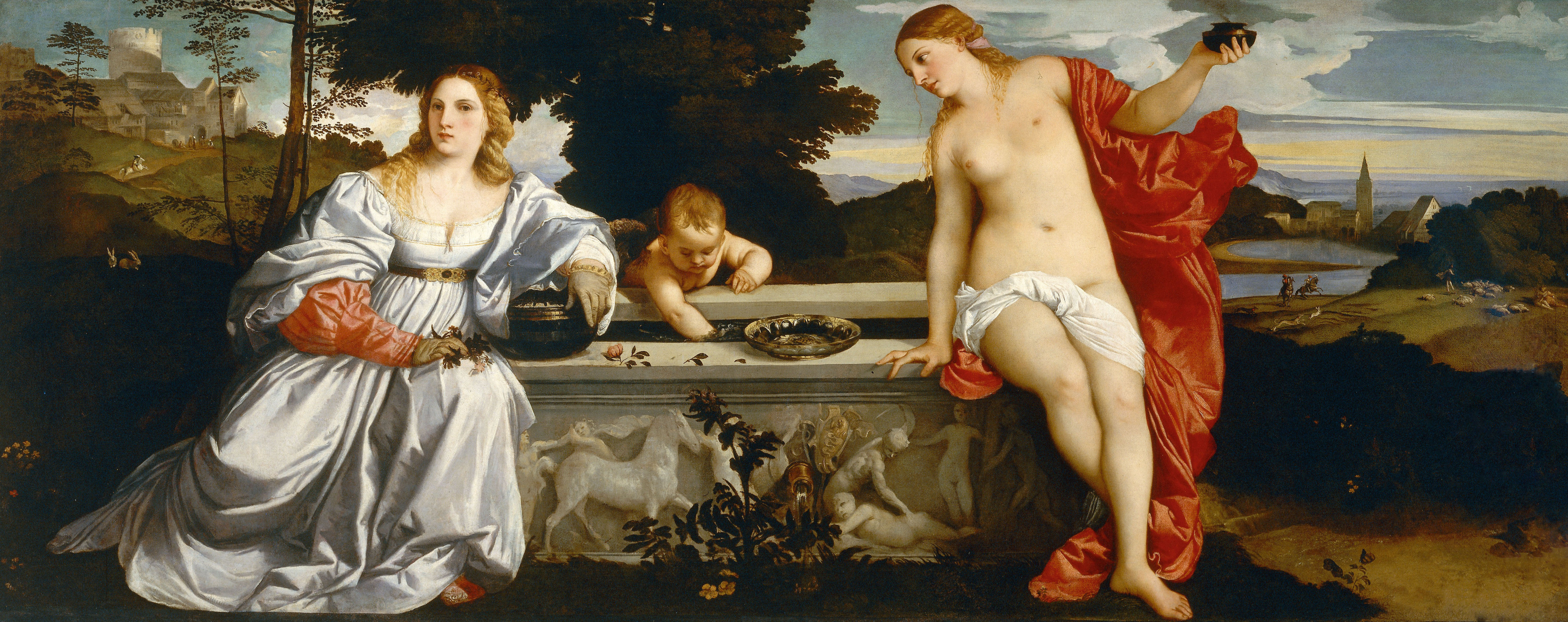
Amor sacro y amor profano, de Tiziano, 1515-1516.
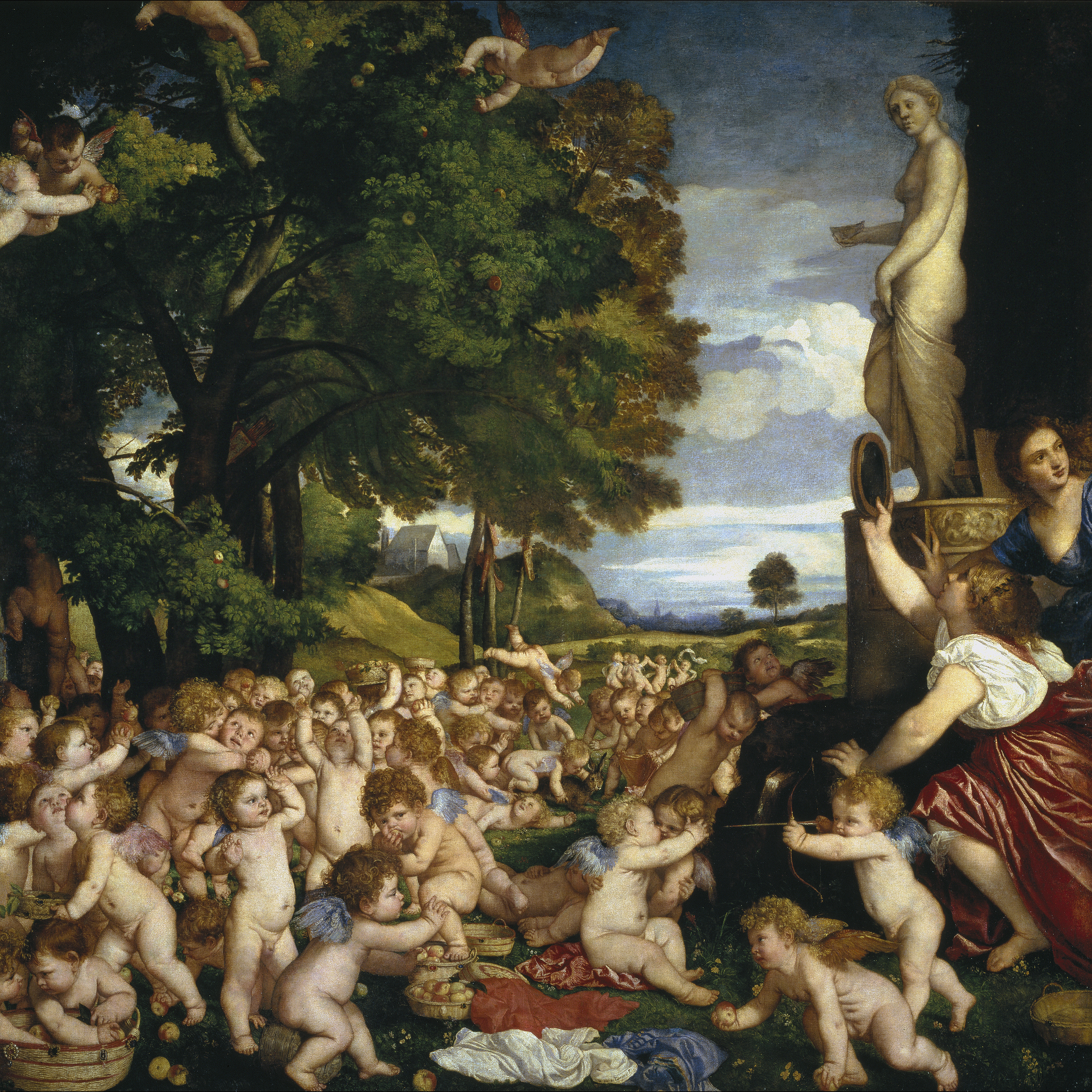
Ofrenda a Venus, de Tiziano, 1518-1520.
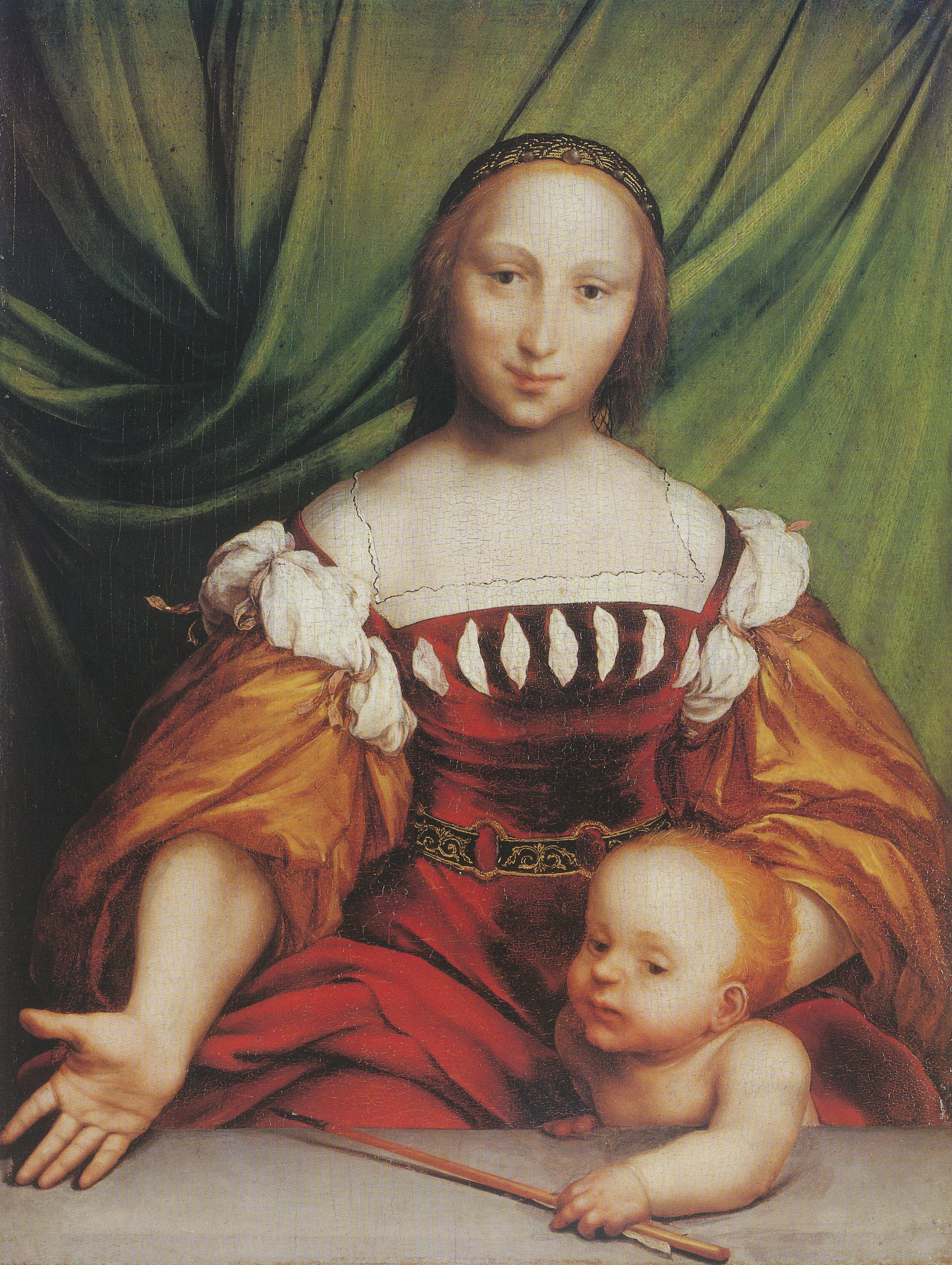
Venus y Amor, de Hans Holbein el Joven, ca. 1524.
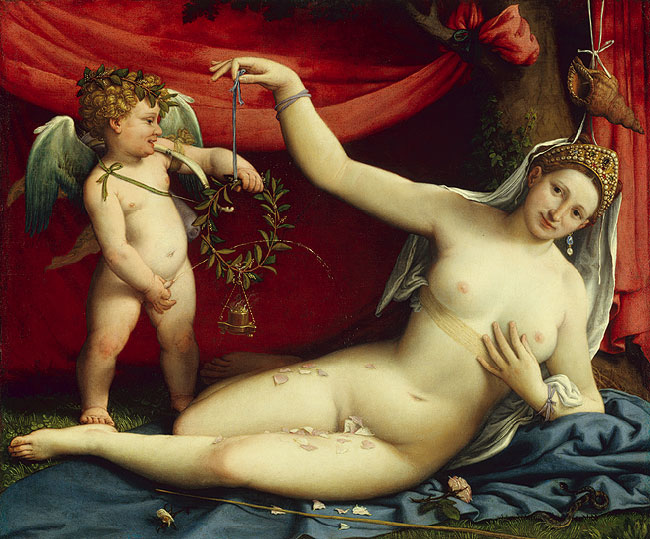
Venus y Cupido, de Lorenzo Lotto, ca. 1520-1530.
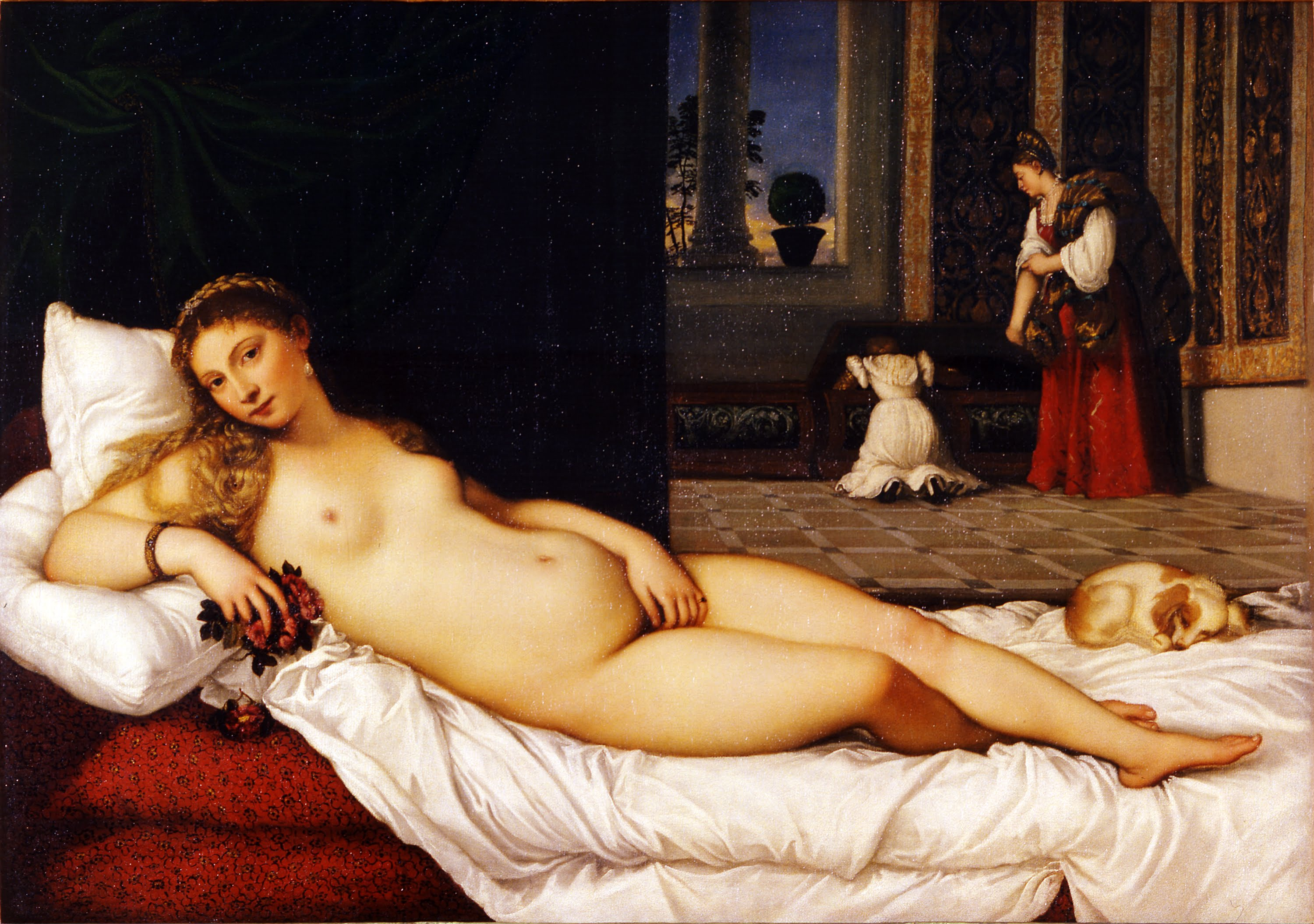
Venus de Urbino, de Tiziano, 1538.
El Nacimiento de Venus (Botticelli).

;Manierismo y Barroco

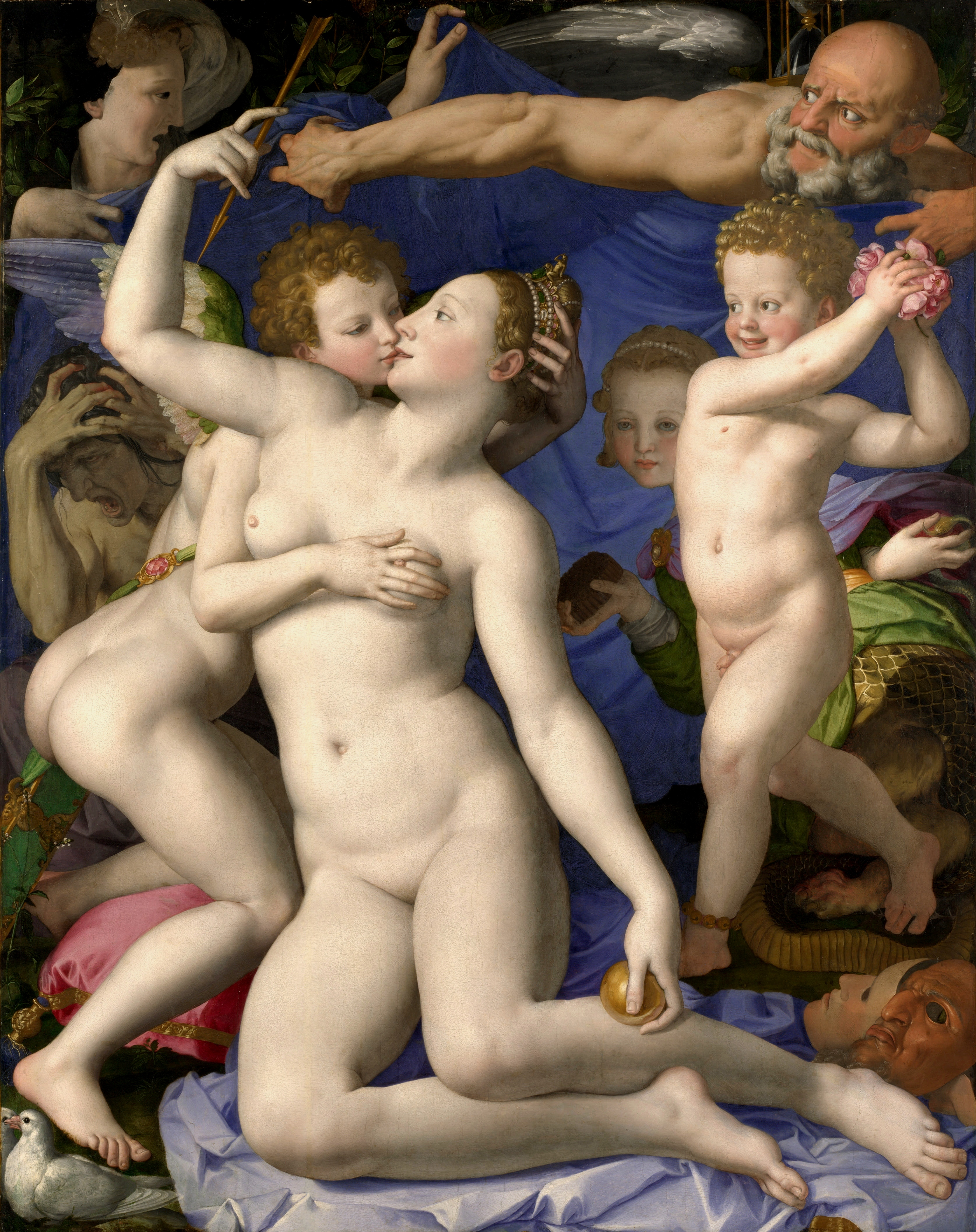
Alegoría del triunfo de Venus, de Bronzino, 1540-1550.
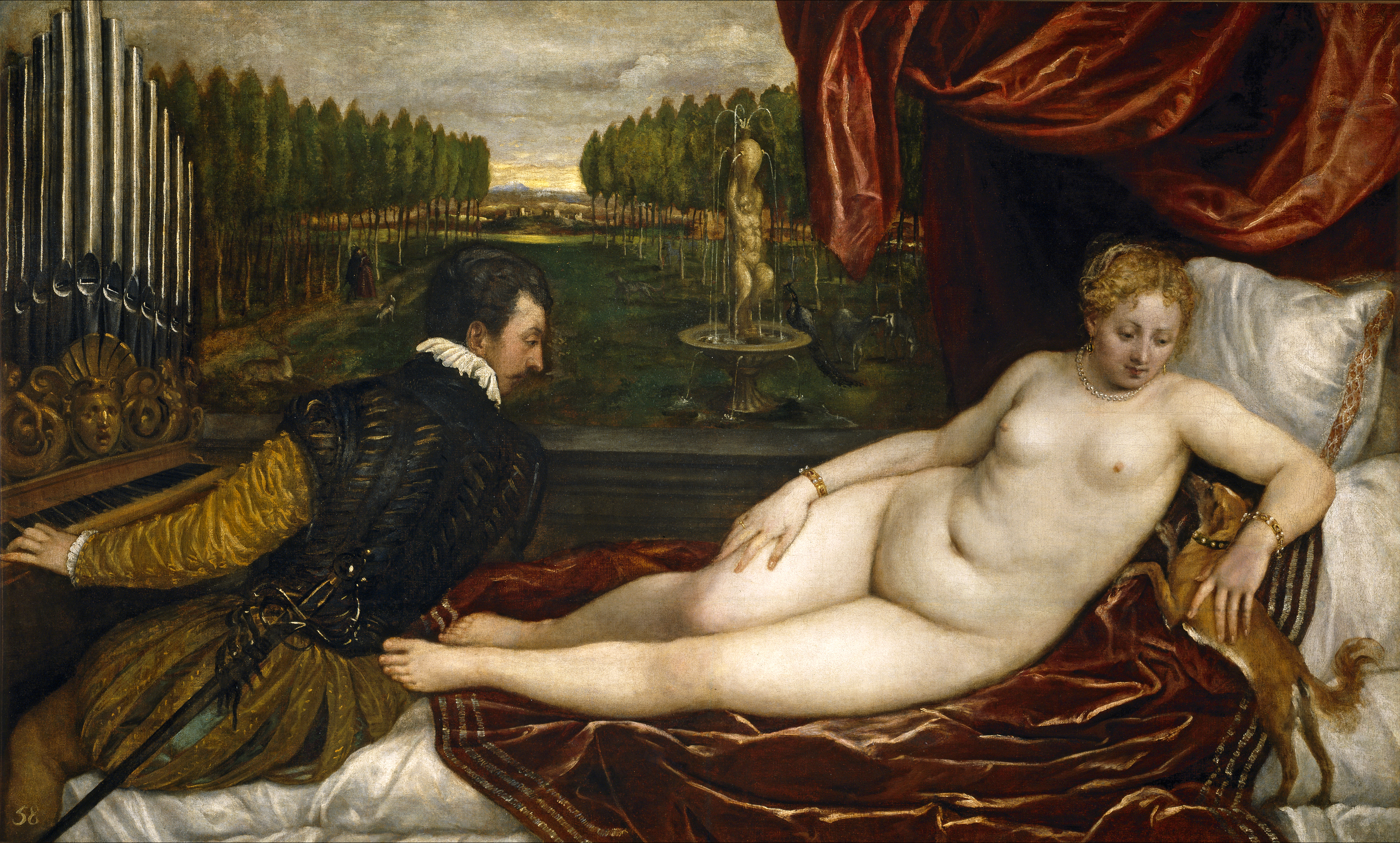
Venus recreándose en la música, de Tiziano, 1550.
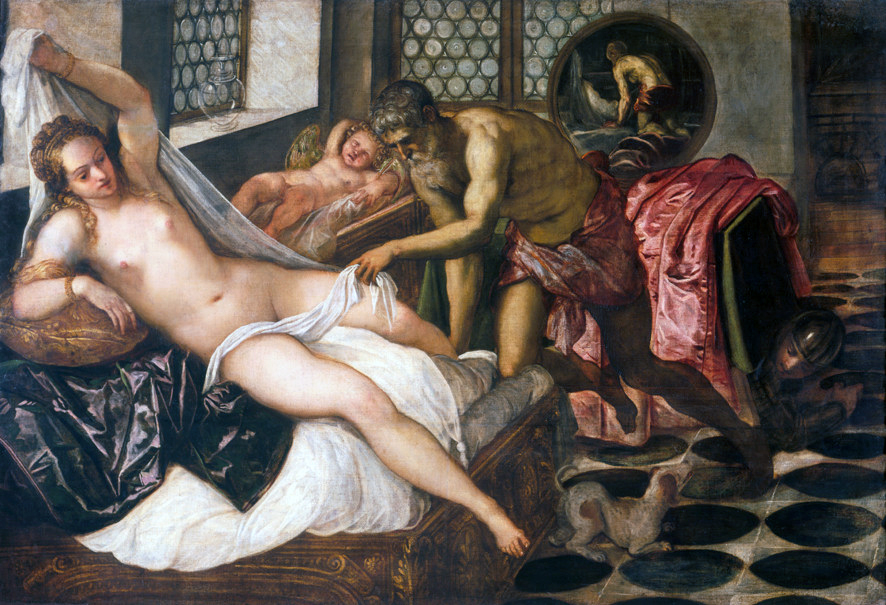
Venus, Vulcano y Marte, de Tintoretto, 1555.
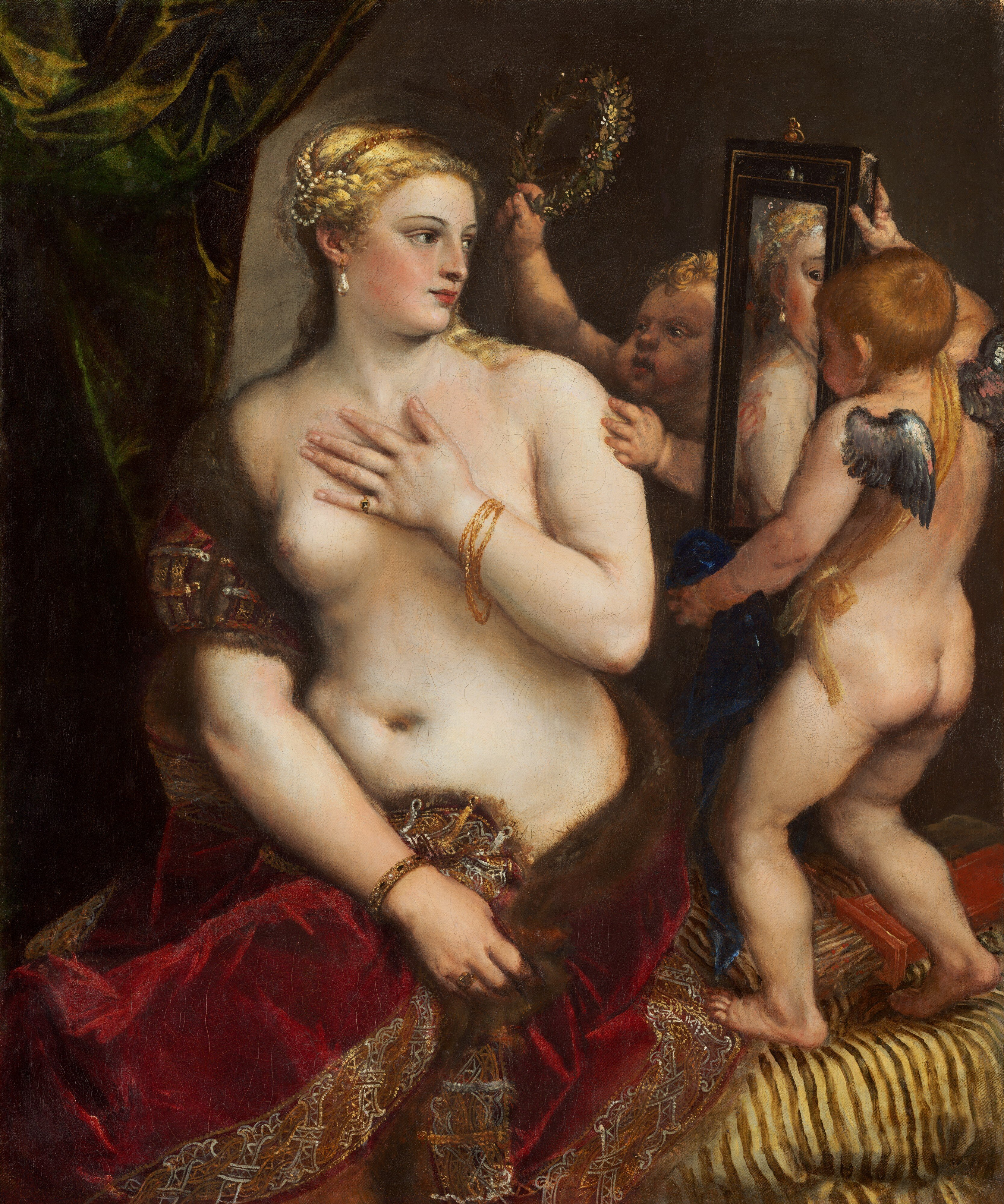
Venus del espejo, de Tiziano, 1555 (hay una copia de Rubens).
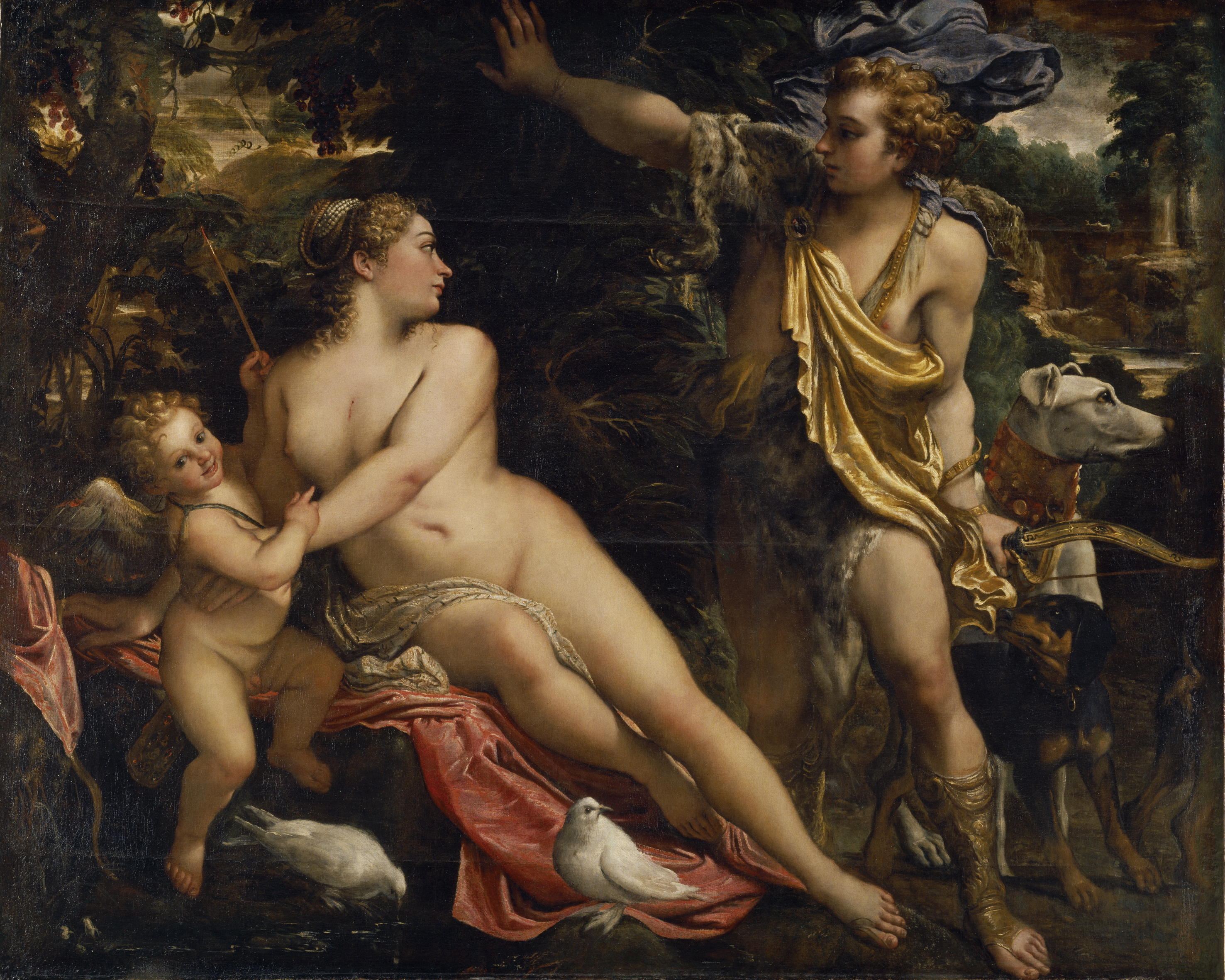
Venus, Adonis y Cupido, de Annibale Carracci, 1590.
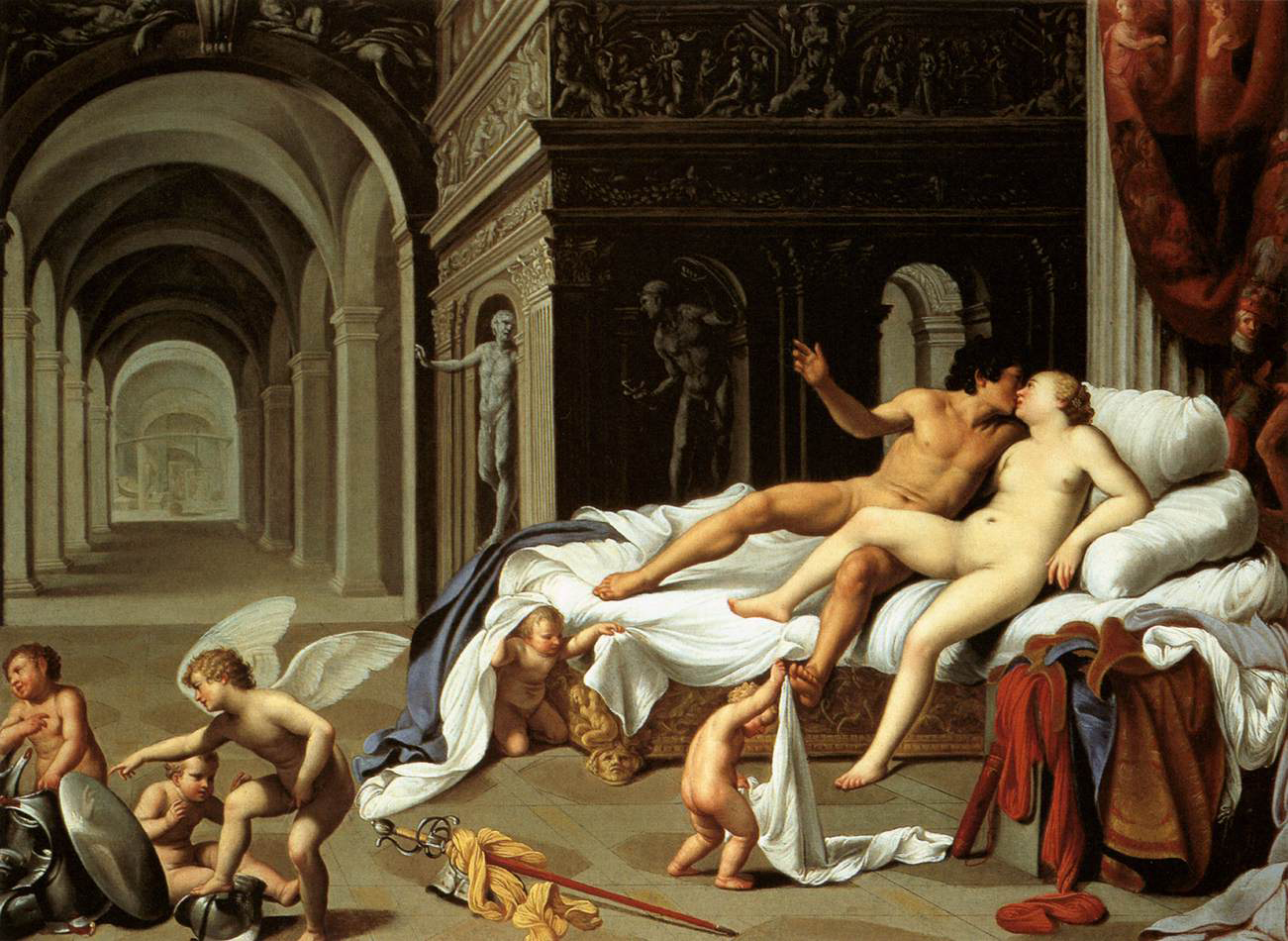
Venus y Marte (Saraceni), 1600.
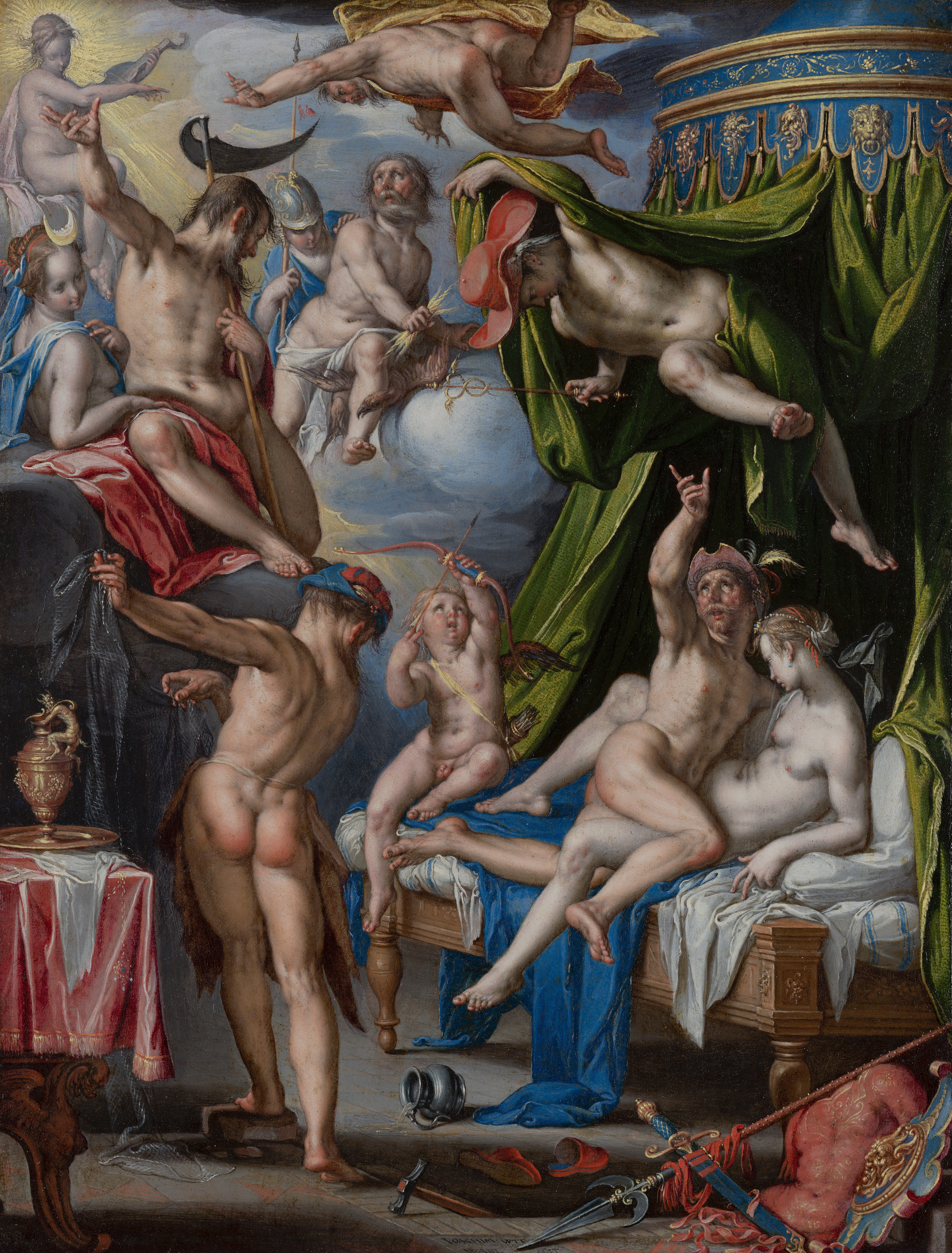
Venus y Marte sorprendidos por Vulcano, de Joachim Wtewael, 1601.
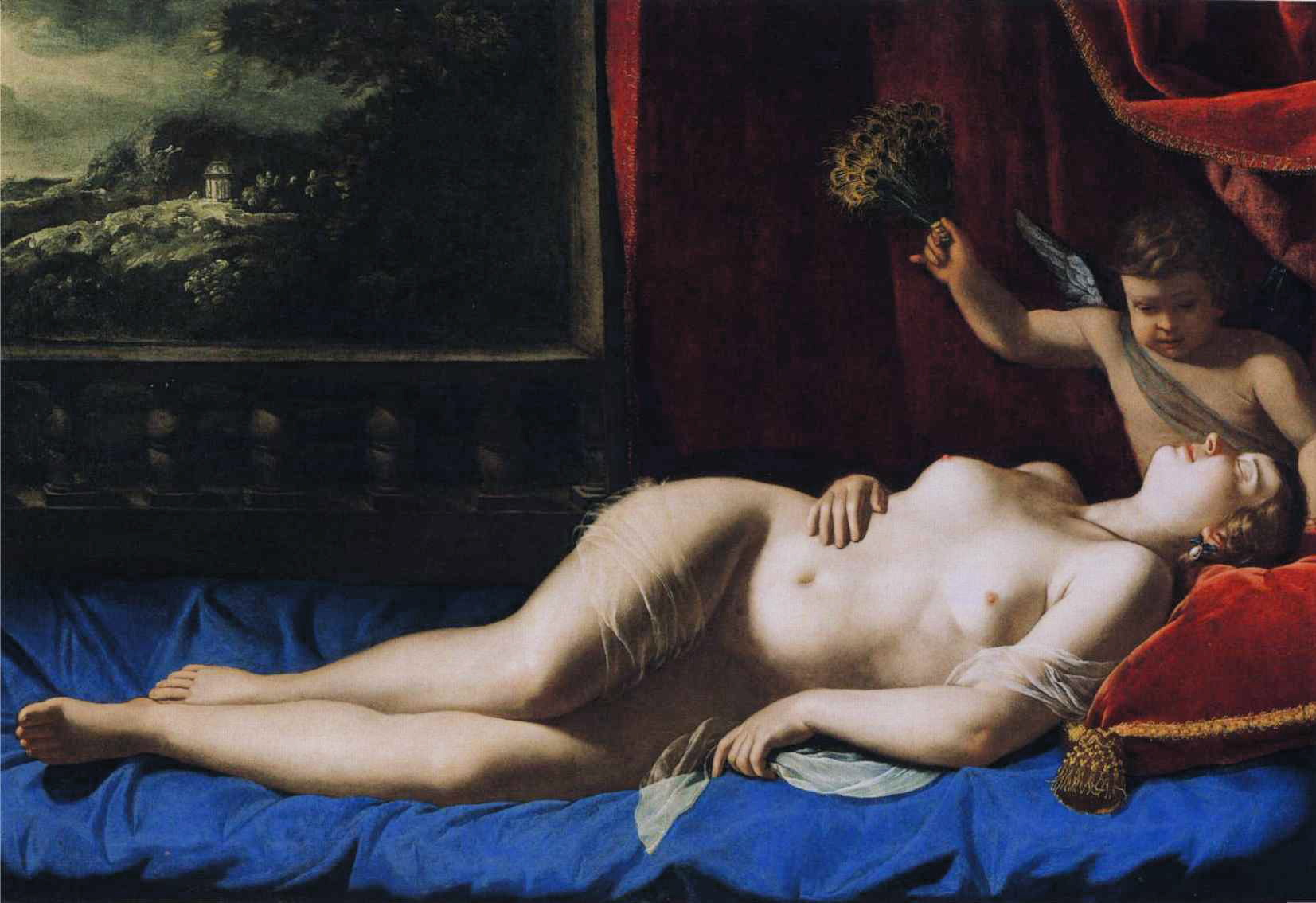
Venus y Cupido, de Artemisia Gentileschi, ca. 1625.
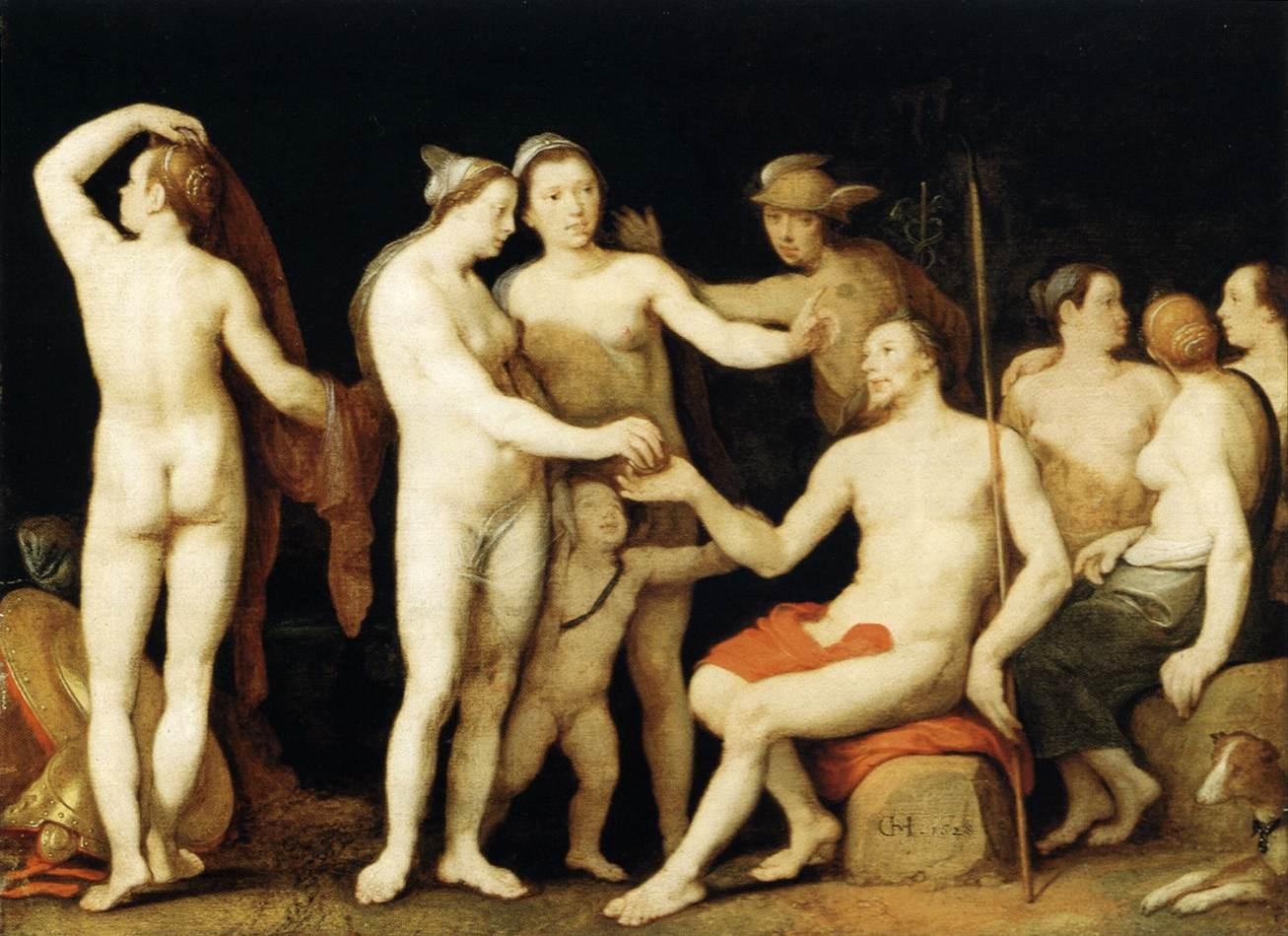
El juicio de Paris, de Cornelis Cornelisz. van Haarlem, 1628.
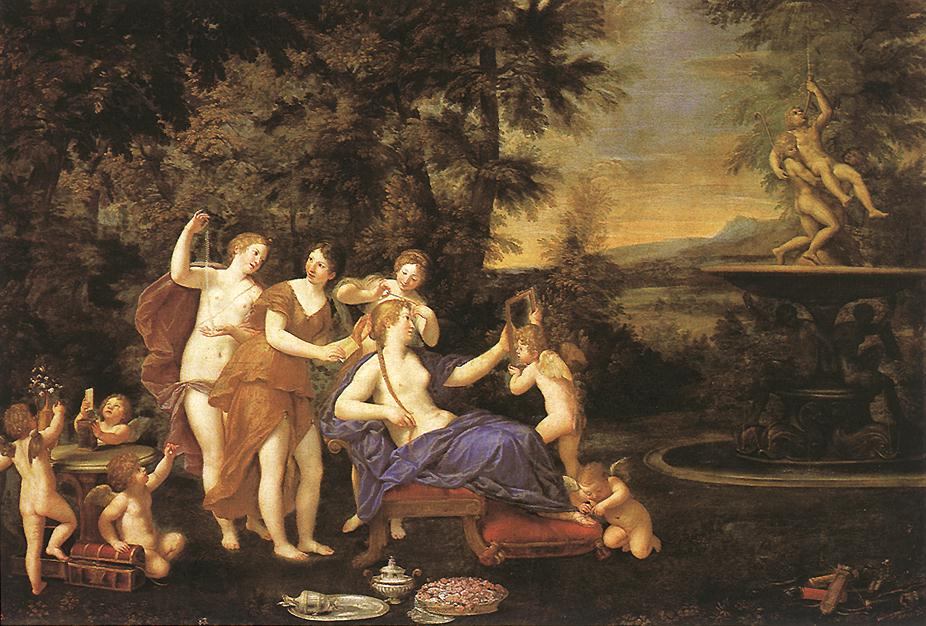
El tocador de Venus, de Francesco Albani, 1635-1640.
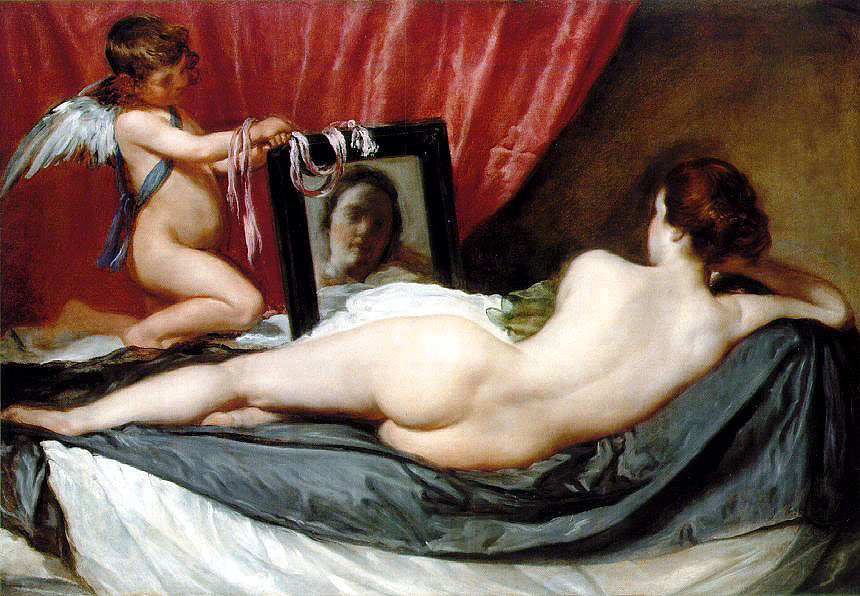
Venus del espejo (Velázquez).

Neoclasicismo
La pintura neoclásica continúa utilizando a Venus, como al resto de los temas mitológicos. La enseñanza académica de los artistas incluía no solo el estudio de los modelos antiguos, sino de los textos clásicos, que también eran de conocimiento general entre los dilettanti y el cada vez más amplio público que tenía acceso al arte; de modo que pintores como James Barry podían hacer indicaciones de sus fuentes literarias, como esta que acompaña a su Venus: "Lucrecio, libro I, y Homero, Himno a Venus".

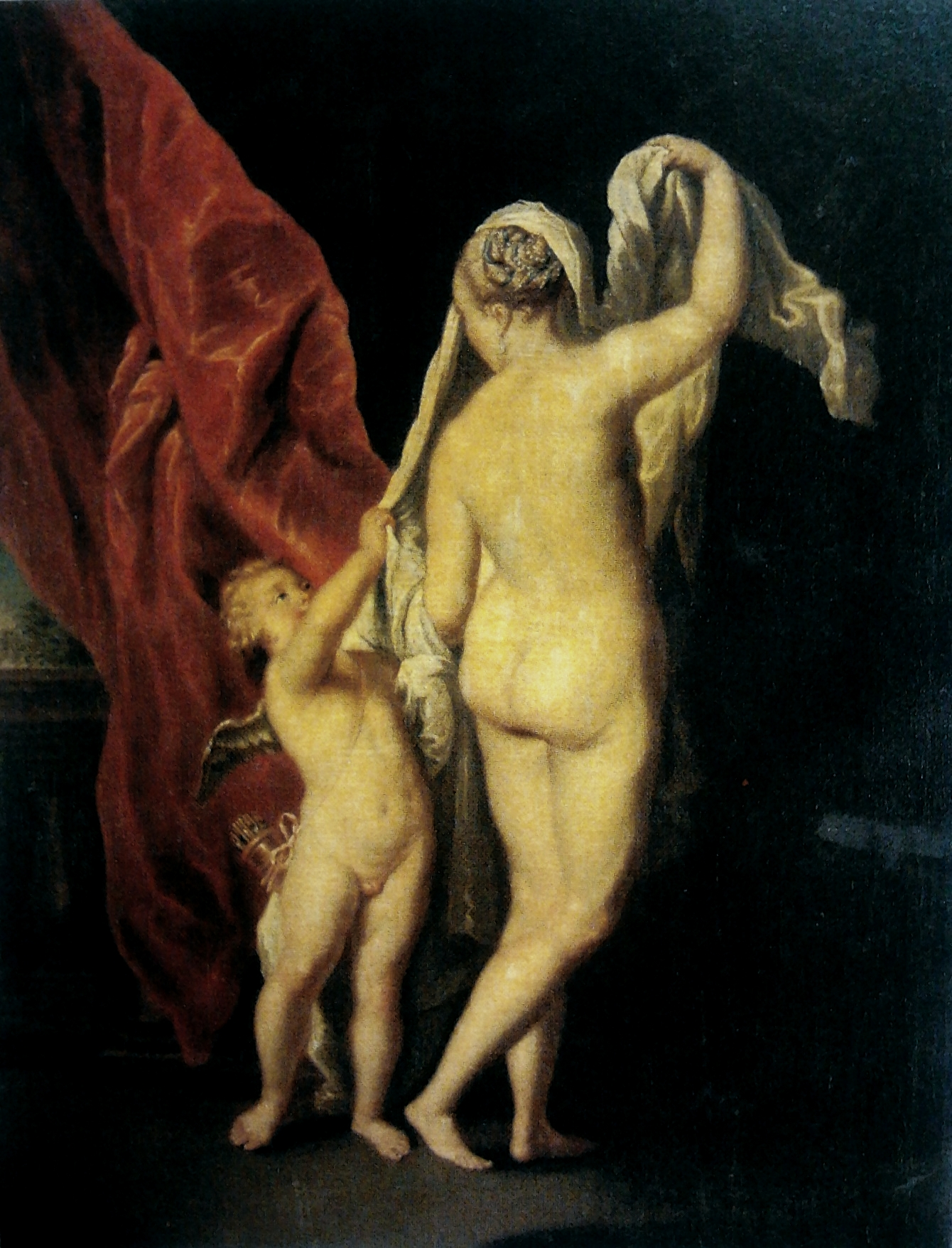
Venus y Cupido, de Mengs, ca. 1750.
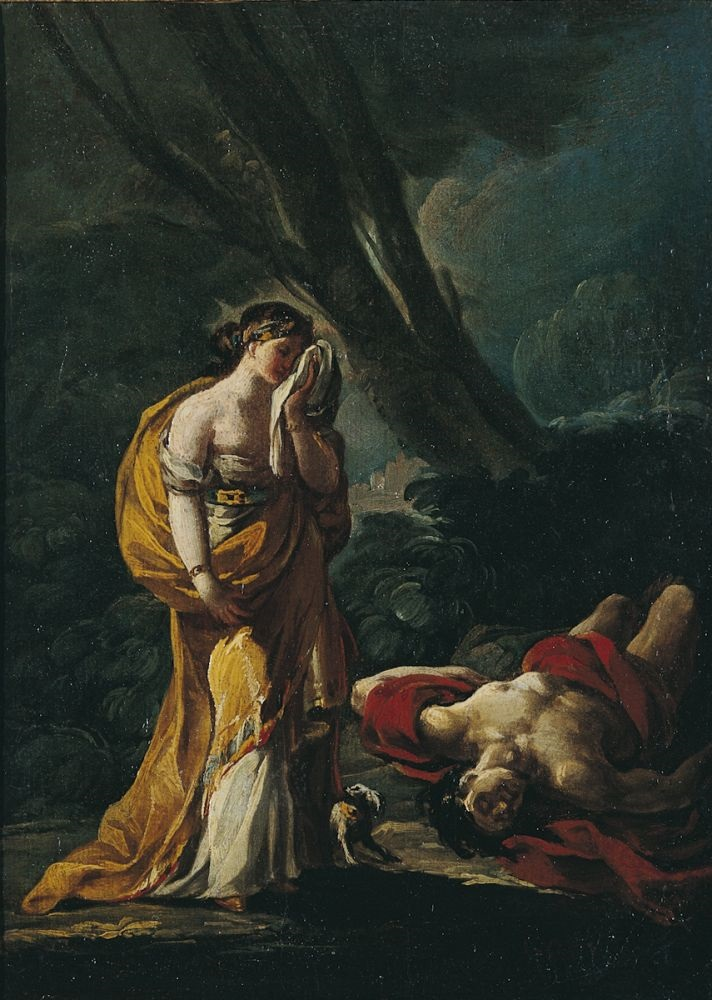
Venus y Adonis, de Goya, 1771.
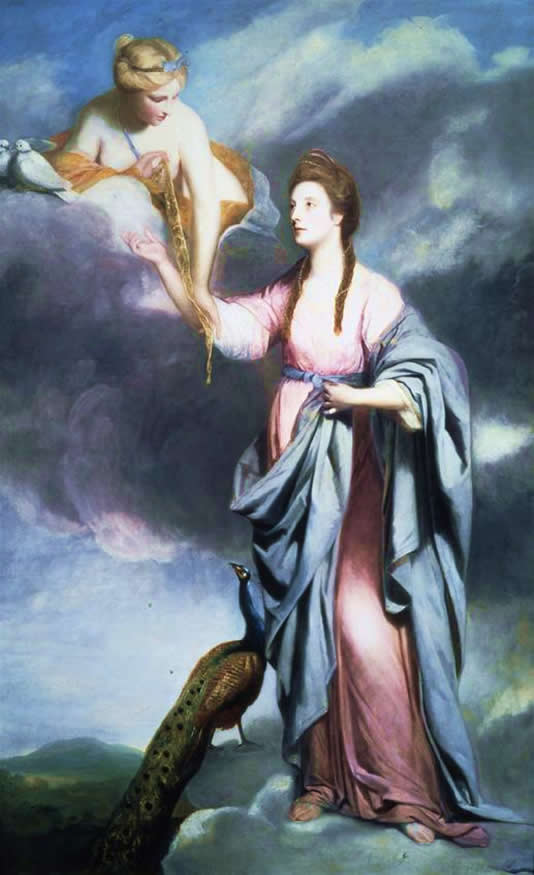
Juno recibiendo el cíngulo de Venus, de Joshua Reynolds.
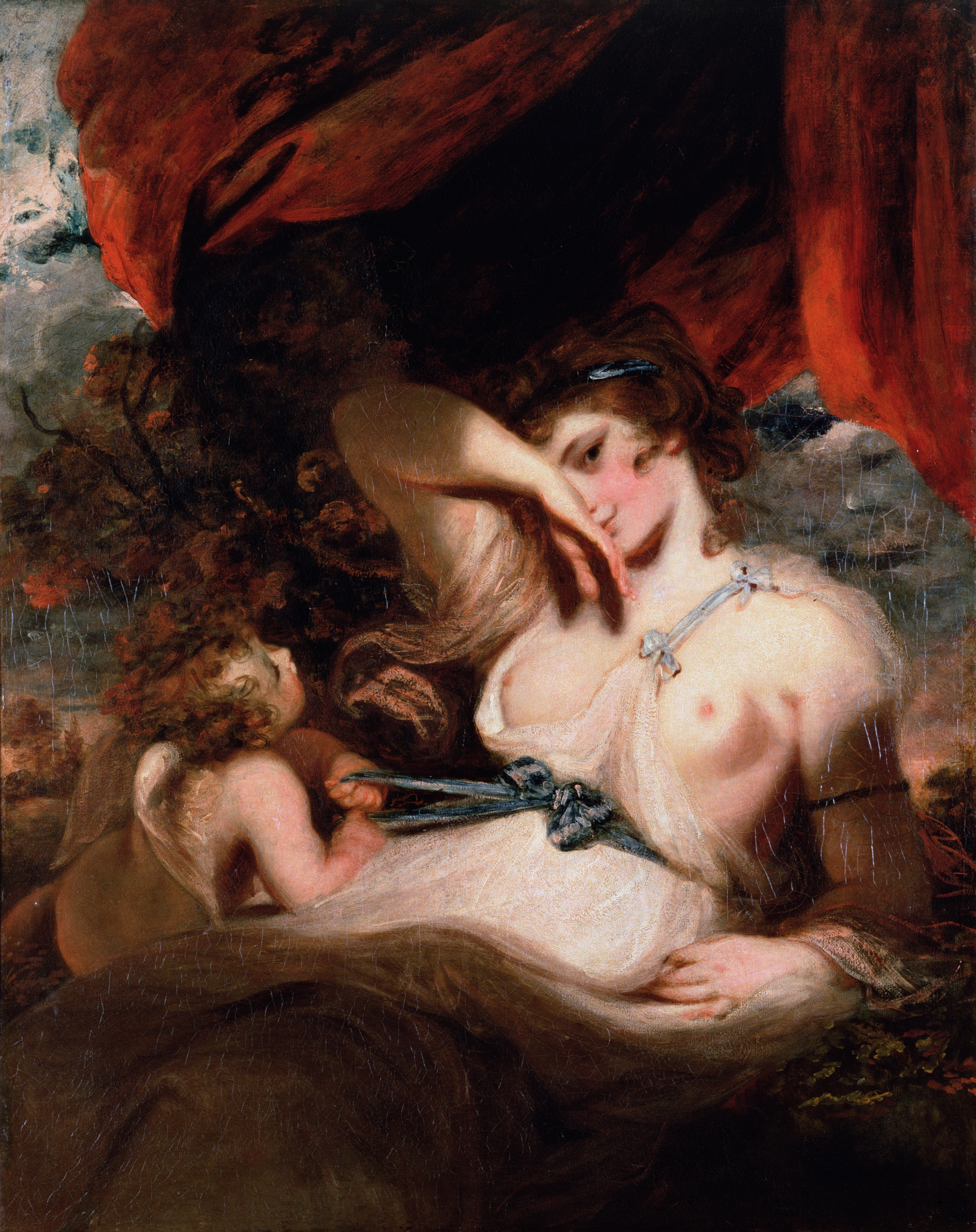
Cupido desatando el cíngulo de Venus, de Reynolds, 1788.
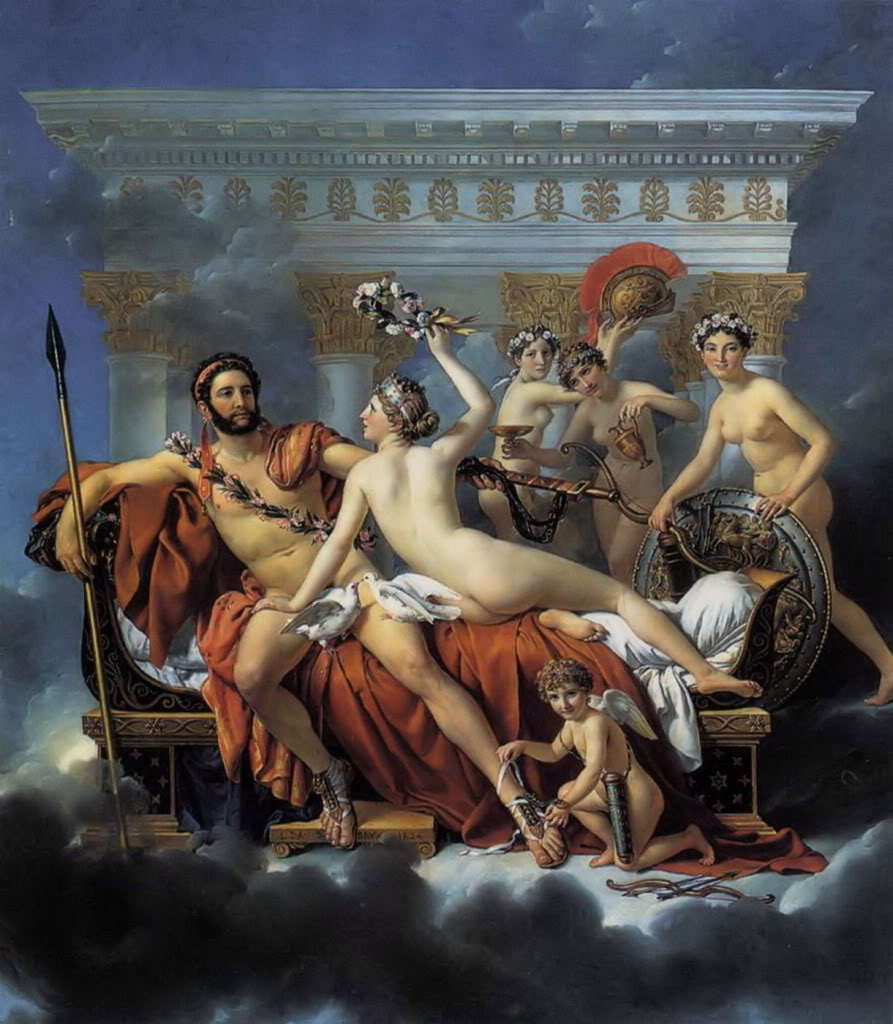
Marte desarmado por Venus y las Tres Gracias, de Jacques Louis David, 1824.
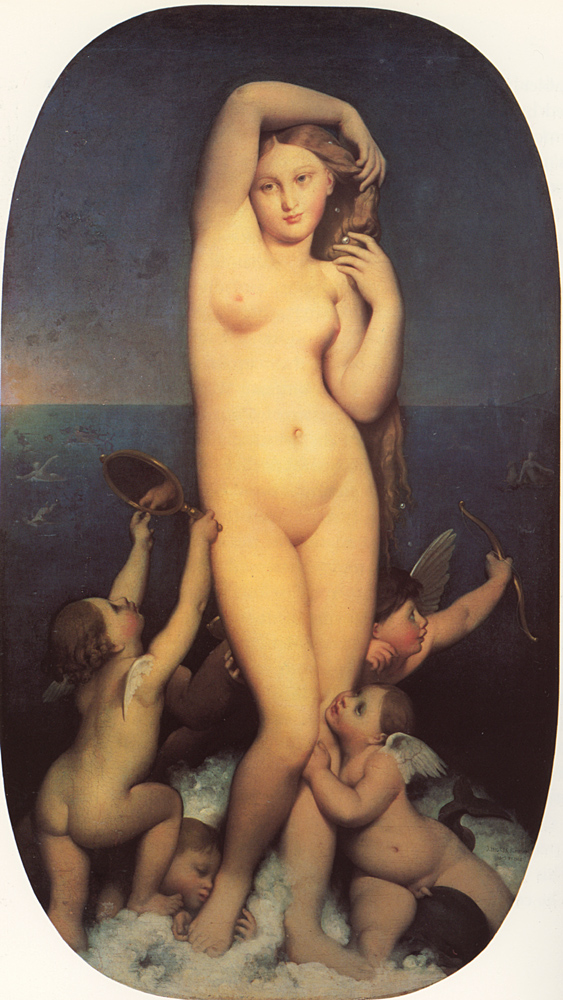
Venus Anadiómena, de Ingres, ca. 1848.

Frente a la mayor libertad que se permitían los pintores, los escultores tendieron más a reproducir los modelos antiguos con pocas variaciones, como Coysevox (que reproduce la de Doidalsas) o Canova (Venus Italica, que reproduce la de Praxíteles), aunque este mismo realizó también el retrato mitologizado de Paulina Bonaparte como Venus Victrix.

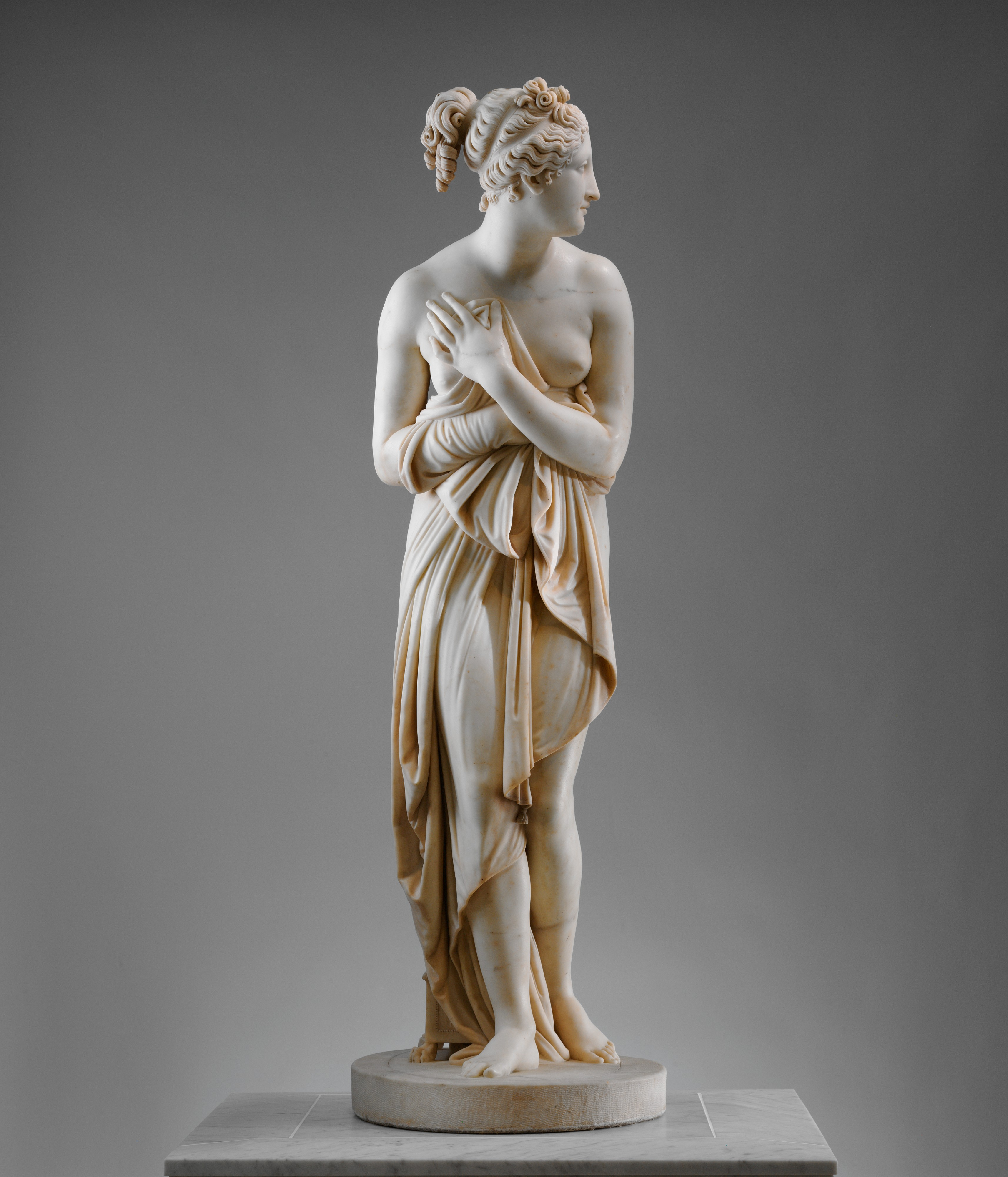
Venus Italica.
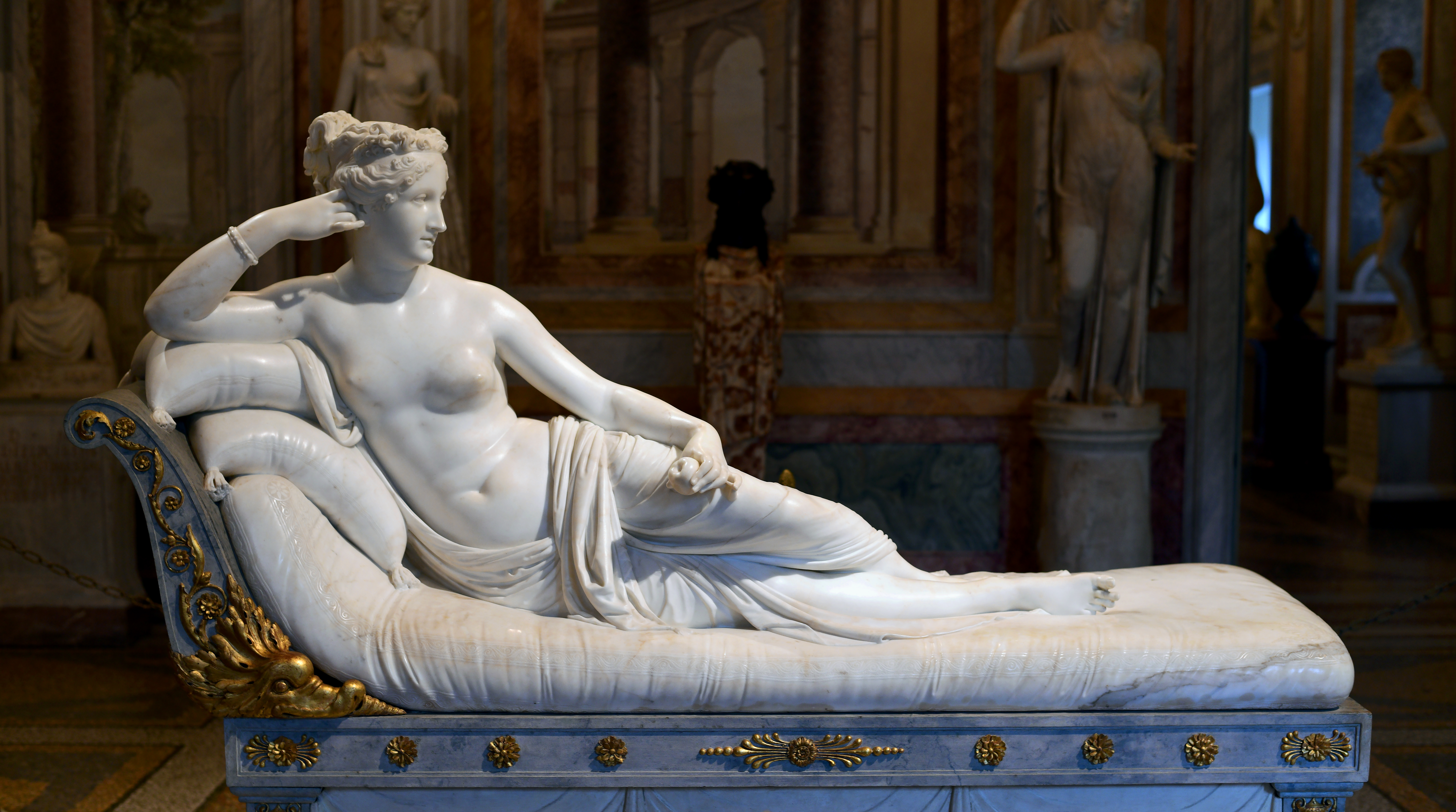
Venus Victix.